# Odonimia de Barcelona

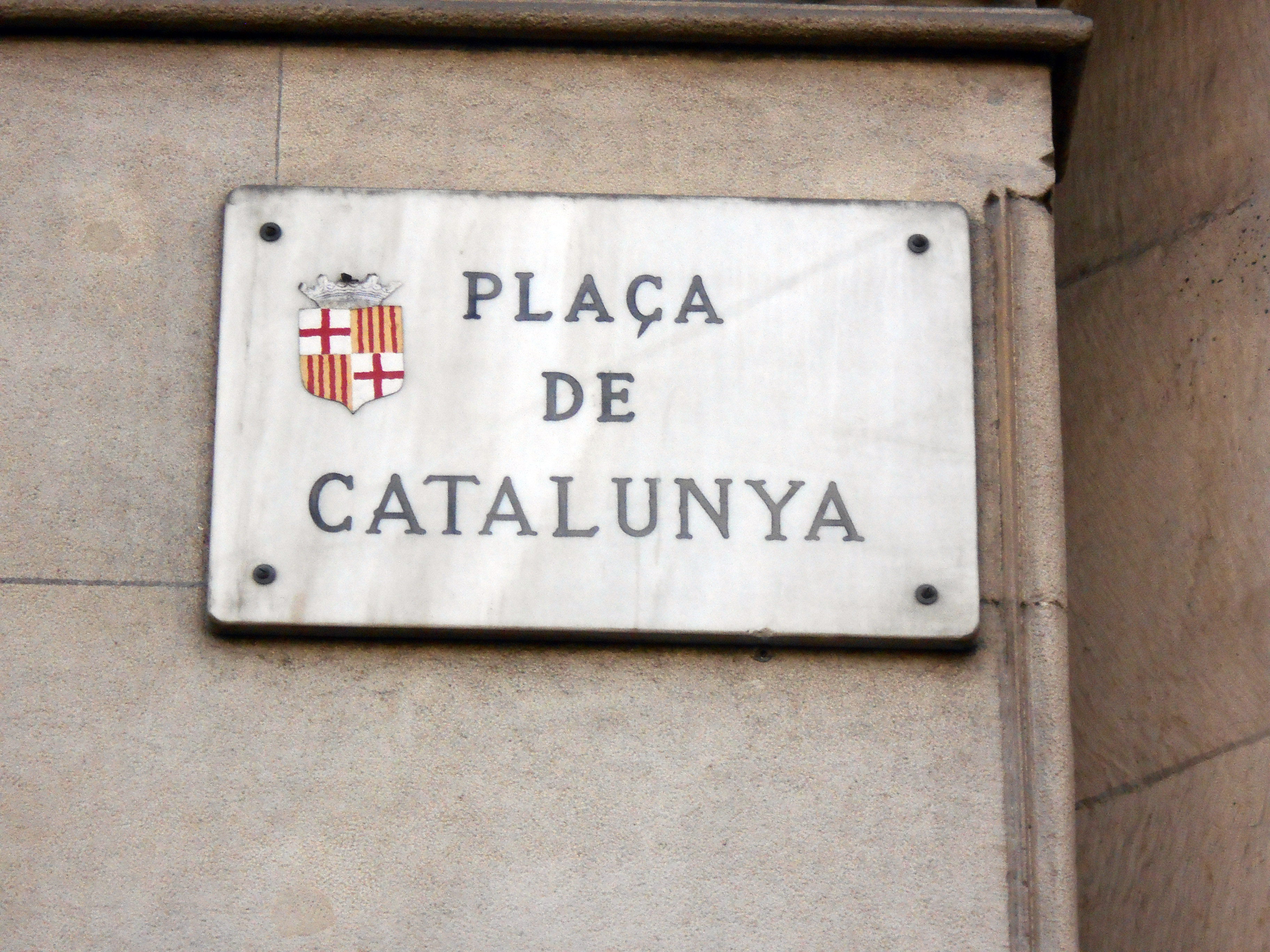
Rótulo de la plaza de Cataluña. Desde finales del es el centro neurálgico de Barcelona.

Los odónimos de Barcelona —es decir, los nombres de calles y vías públicas de la ciudad— están regulados por la Ponencia de Nomenclátor de las Calles de Barcelona, una comisión dependiente de la concejalía de Cultura del Ayuntamiento de Barcelona. Estos nombres han cambiado con el tiempo, y han sido el reflejo de los diversos acontecimientos tanto históricos como sociales, políticos, económicos y culturales acaecidos en la ciudad. Su evolución ha estado marcada igualmente por diversos factores, como el urbanismo y los cambios físicos y territoriales ocurridos en la fisonomía de la ciudad, derivados principalmente de su expansión geográfica a lo largo del llano de Barcelona, con dos hitos principales: el Plan de Ensanche elaborado por Ildefonso Cerdá y la agregación de municipios limítrofes, entre los siglos XIX y XX. 
Los nombres de calles más antiguos existentes aún en Barcelona son de origen medieval. Sin embargo, su regulación no se inició hasta el siglo XIX, y hasta mediados de ese siglo no comenzó la colocación de rótulos en las calles con su nombre. Por otro lado, si bien hasta ese siglo los odónimos provenían primordialmente de la tradición, desde entonces se inició una frecuente alternancia de la nominación de calles por motivos políticos, con diversos hechos trascendentales: el Trienio Liberal de 1820-1823, los períodos liberales de 1840 y 1854, el Sexenio Democrático (1868-1874), la dictadura de Primo de Rivera (1923-1929), la Segunda República (1931-1939), la dictadura franquista (1939-1975) y la restauración democrática.
En Barcelona existen diversos tipos de vías públicas, las más comunes de las cuales son: calle, callejón, plaza, plazoleta, paseo, avenida, rambla, vía, ronda, paso, pasaje, bajada, escaleras, travesía, mirador, camino y carretera, además de muelles, espigones, playas, parques y jardines. En 2016 había contabilizadas 4518 calles, que suponían un total de 1300 kilómetros lineales.

## Geografía y localización

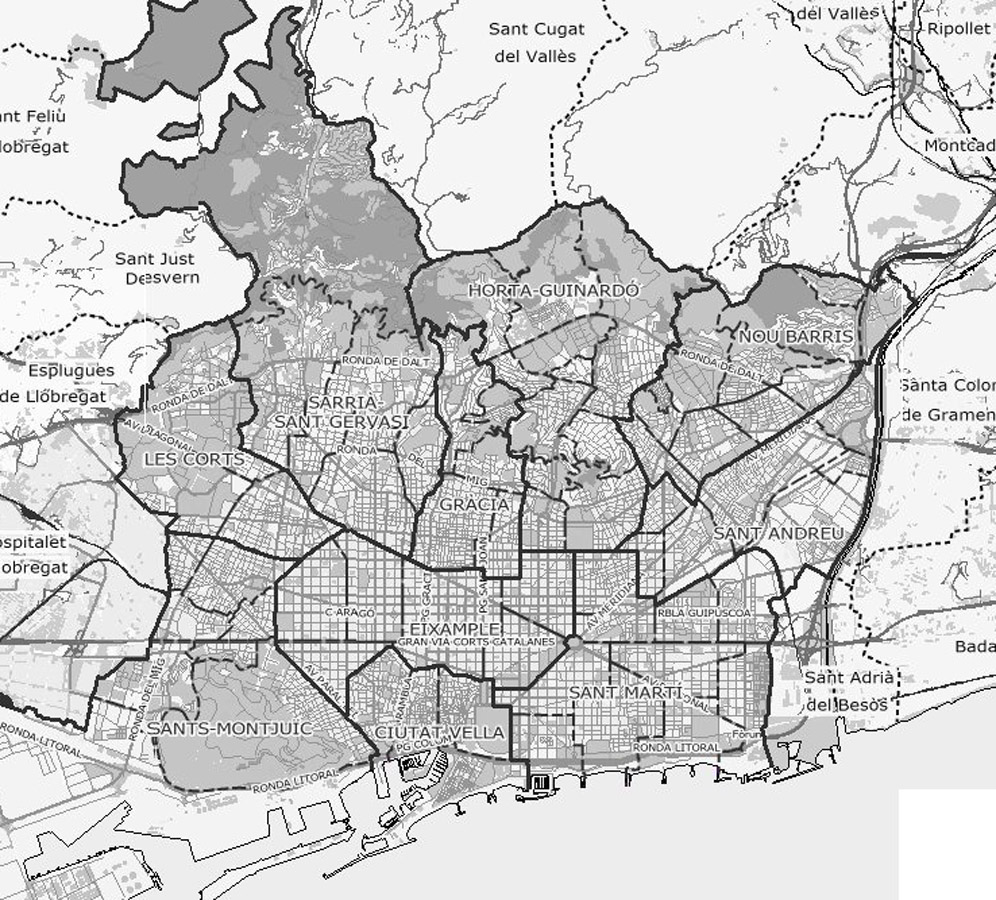
Plano de Barcelona.

Barcelona, capital de la comunidad autónoma de Cataluña, se encuentra en el Levante español, en la costa mediterránea. Su situación geográfica se ubica entre los 41°16′ y 41°30′ N de latitud y entre los 1°54′ y 2°18′ E de longitud. Con una superficie de 102,16 km², está situada en una llanura de unos 11 km de largo y 6 de ancho, limitada en sus costados por el mar y por la sierra de Collserola —con la cima del Tibidabo (516,2 m) como punto más alto—, así como por los deltas de los ríos Besós y Llobregat. Por encima de la línea de la costa y separando la ciudad del delta del Llobregat se encuentra la montaña de Montjuïc (184,8 m).
Barcelona es también capital de la comarca del Barcelonés y de la provincia de Barcelona, y es el núcleo urbano más importante de Cataluña a nivel demográfico, político, económico y cultural. Es la sede del gobierno autonómico y del Parlamento de Cataluña, así como de la diputación provincial, del arzobispado y de la IV Región Militar, y cuenta con un puerto, un aeropuerto y una importante red de ferrocarriles y carreteras. Con una población de 1 604 555 habitantes en 2015, es la segunda ciudad más poblada de España después de Madrid, y la undécima de la Unión Europea.

## Divisiones administrativas

Distritos de Barcelona.

Barcelona está dividida en 10 distritos y 73 barrios: 
- Ciutat Vella (4,49 km², 100 685 habitantes): se corresponde con el núcleo antiguo de la ciudad —de ahí el nombre «ciudad vieja»—, el derivado de los períodos romano y medieval, más el barrio de la Barceloneta, creado en el siglo XVIII.[10]

- Ensanche (7,46 km², 263 565 habitantes): este distrito surgió de la ampliación de la ciudad antigua tras el derribo de las murallas, gracias al Plan de Ensanche elaborado por Ildefonso Cerdá.[11]

- Sants-Montjuïc (21,35 km², 180 824 habitantes): aglutina la antigua población de Sants, anexionada a Barcelona en 1897, junto a los terrenos de la montaña de Montjuïc, lo que lo convierte en el distrito más grande de la ciudad; incluye también la Zona Franca.[12] El antiguo topónimo procede de la iglesia de Santa Maria dels Sants («Santa María de los Santos»), y está presente en la calle y la plaza de Sants, mientras que Montjuïc («monte judío») tiene un parque, un paseo y una carretera con ese nombre.[13]

- Les Corts (6,08 km², 81 200 habitantes): proviene de la antigua población de Les Corts de Sarriá, agregada a la ciudad en 1897, con un probable origen en una masía medieval, de ahí el nombre (del latín cohors, casa de campo).[14] Era una zona eminentemente agraria, que a mediados del siglo XIX experimentó un notable aumento urbanístico con la construcción de la zona llamada Corts Noves.[15] Se encuentra en el nomenclátor en una calle, una plaza y una travesía que llevan el nombre de les Corts.[16] Incluye la zona de Pedralbes, anteriormente perteneciente a Sarriá; hay una plaza y una avenida con ese nombre, proveniente del monasterio de Santa María de Pedralbes, del vocablo en latín petras albas («piedras blancas»).[17]

- Sarriá-San Gervasio (20,09 km², 145 761 habitantes): procede de la unión de dos antiguos municipios, Sarriá y San Gervasio de Cassolas. Es uno de los distritos más extensos, sobre todo porque comprende buena parte de la sierra de Collserola.[18] El topónimo Sarriá procede del latín Serrianum, probablemente derivado del patronímico Serrius;[19] ha permanecido en la plaza y la avenida homónimas, así como en las calles Mayor y Menor de Sarriá, el camino Viejo de Sarriá y la carretera de Sarriá a Vallvidrera.[20] Por su parte, San Gervasio de Cassolas (una cassola es un paso estrecho entre barrancos)[21] se halla en la calle de San Gervasio de Cassolas y el paseo de San Gervasio.[22] Incluye el que fue también antiguo municipio de Vallvidrera (del latín Vallis Vitrariae), incorporado a la villa de Sarriá en 1892; este topónimo consta con una avenida, una plaza, un camino y un atajo con ese nombre, además del camino de Vallvidrera al Tibidabo y las carreteras de Vallvidrera a Barcelona, les Planes y el Tibidabo.[23]

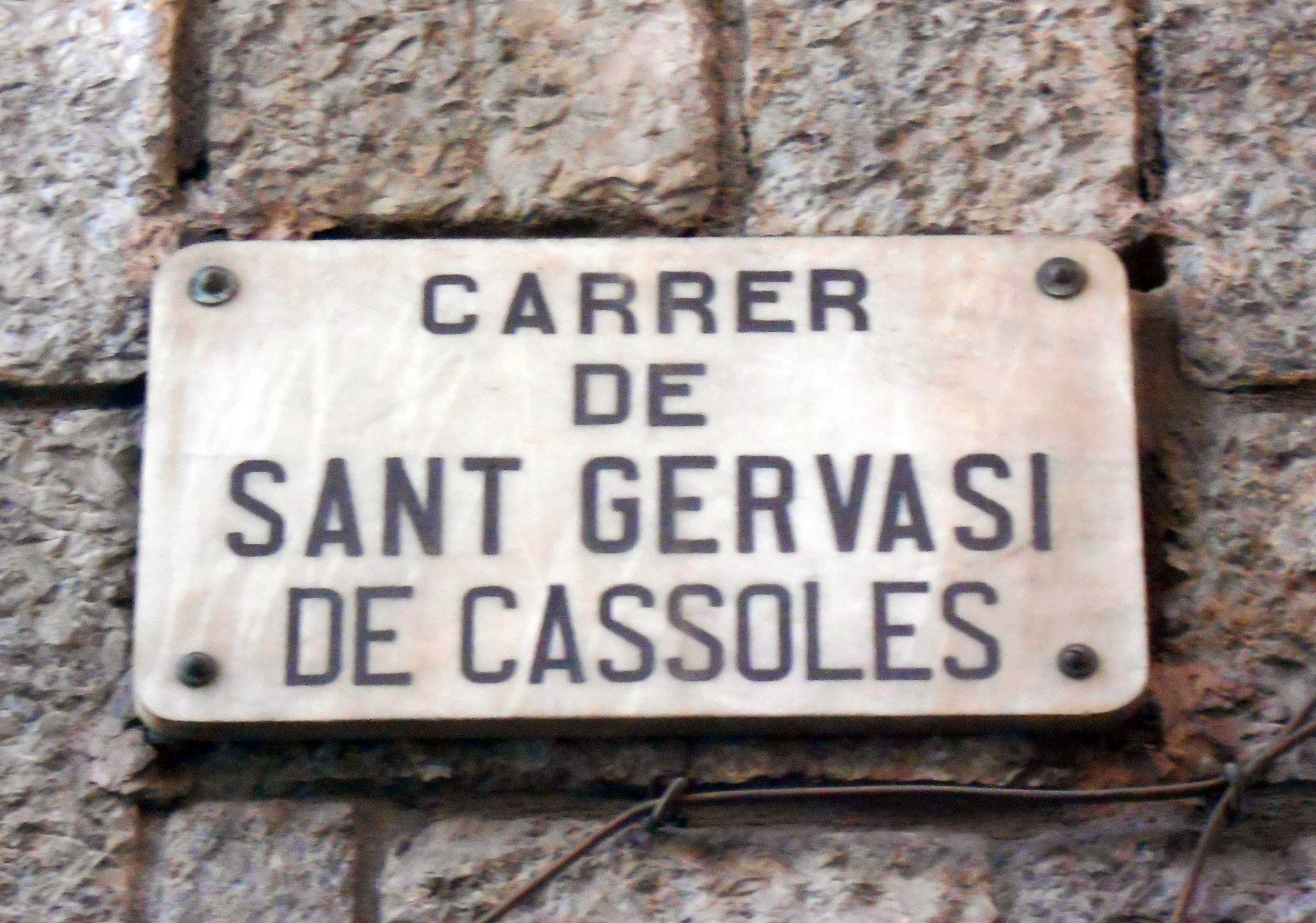
Calle de San Gervasio de Cassolas.

- Gracia (4,19 km², 120 273 habitantes): tiene su origen en la antigua villa de Gracia, incorporada a la ciudad en 1897. Era una zona agrícola, que a principios del siglo XIX empezó a forjar un entramado urbano e industrial.[24] Tiene su origen en la iglesia de Nuestra Señora de Gracia y San José, fundada en el siglo XVII. Su nombre ha perdurado en la calle, el paseo y la travesía de Gracia, así como en la calle Mayor de Gracia y la plaza de la Villa de Gracia.[25]

- Horta-Guinardó (11,96 km², 166 950 habitantes): proviene de la antigua localidad de Horta, agregada en 1904, a la que se añadió administrativamente el barrio del Guinardó, antes perteneciente a San Martín de Provensals.[26] El antiguo municipio figura en el nomenclátor en la calle de Horta y la carretera de Horta a Sardañola.[27] Por su parte, el Guinardó tiene dedicado una calle, una plaza, una ronda y un parque.[28]

- Nou Barris (8,04 km², 164 516 habitantes): es el distrito de más reciente creación, en unos terrenos segregados de San Andrés de Palomar.[29] Su nombre proviene de que en origen eran «nueve barrios», aunque actualmente son 13. Entró en el callejero en 1982 con la calle de Nou Barris y en 2001 con la plaza homónima, además de la plaza Mayor de Nou Barris en 2008.[30] Su barrio más antiguo es el de Vilapicina, una antigua aldea surgida alrededor del santuario de Santa Eulalia de Vilapicina, del siglo X; el término procede de villa y la brea de pino negro llamada en latín pix, cuyo lugar de producción era una pixina o picina, y se recuerda en la calle de Vilapicina.[31]

- San Andrés (6,56 km², 145 983 habitantes): corresponde al antiguo municipio de San Andrés de Palomar, anexionado en 1897. Fue una zona agrícola y molinera hasta mediados del siglo XIX, en que comenzaron a asentarse numerosas industrias.[32] Su memoria se recuerda en la riera de San Andrés, la calle Mayor de San Andrés y en la calle de Palomar.[33]

- San Martín (10,80 km², 232 629 habitantes): proviene de la antigua población de San Martín de Provensals, agregada en 1897.[34] Tiene dedicados la calle, la ronda y el parque de San Martín, así como la calle de Provensals.[35] El antiguo municipio estaba dividido en cuatro barrios: Sagrera, Muntanya, Clot y Taulat, todos ellos recordados con sendas calles.[36]

La división administrativa ha ido variando con el tiempo. La primera delimitación se estableció en 1389, fecha en que se dividió la ciudad en cuatro cuarteles: Framenors (por el convento de San Francisco), Pino (por la iglesia de Santa María del Pino), Mar (por la iglesia de Santa María del Mar) y San Pedro (por el monasterio de San Pedro de las Puellas). Esta división se efectuó estableciendo una cuadrícula con la plaza del Trigo como centro geométrico, con una separación de los cuarteles del norte y del sur fijada en el antiguo cardo maximus romano. En el siglo XV se añadió otro cuartel, el de El Raval («arrabal»), con lo que se estableció una división que llegó hasta el siglo XVIII.

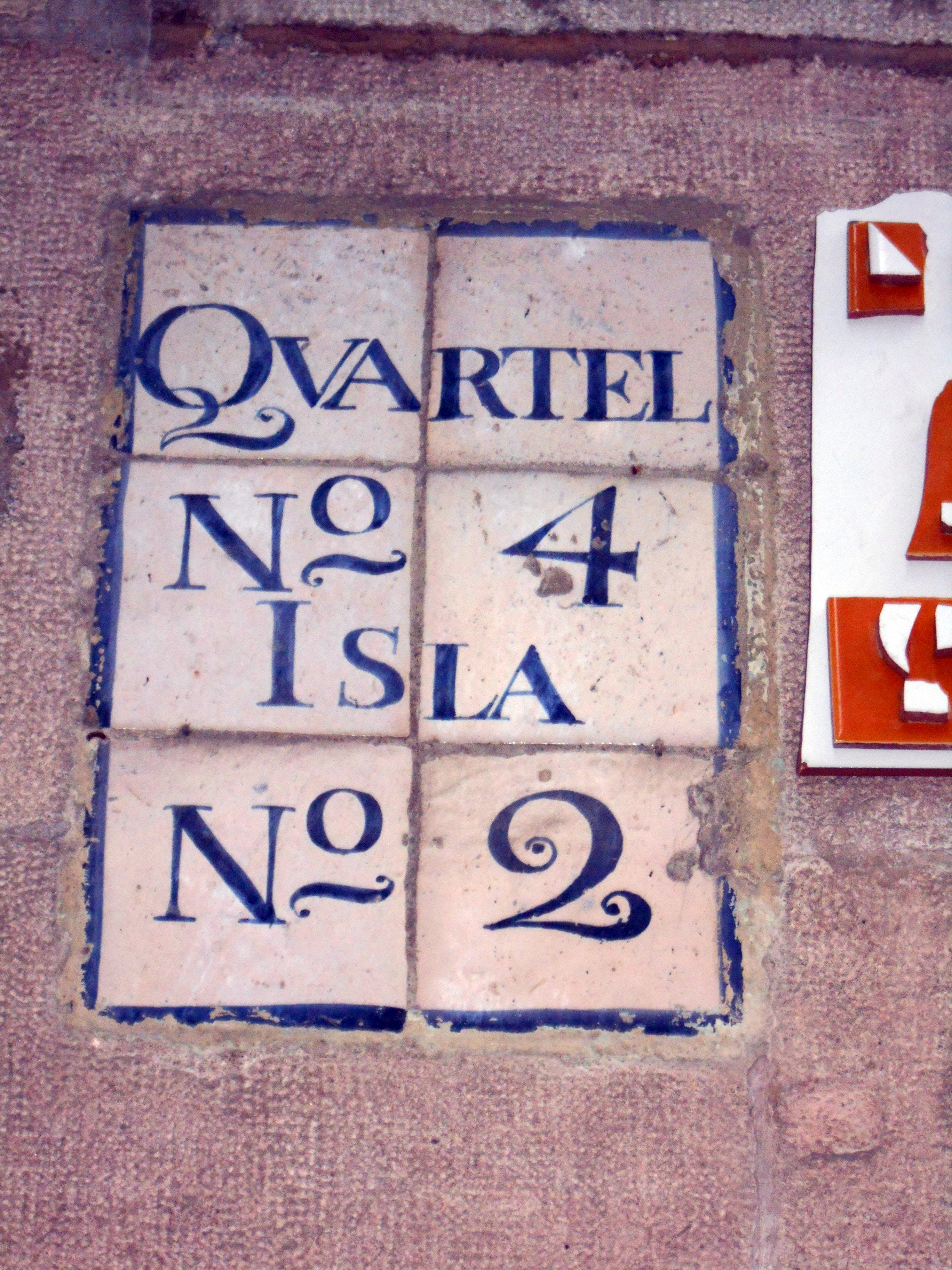
Placa de cuartel procedente del, calle del Call.

En 1769 se hizo una reforma por la que se crearon cinco cuarteles subdivididos cada uno en ocho barrios: I-Palacio comprendía el puerto y el nuevo barrio de la Barceloneta; II-San Pedro era una zona eminentemente industrial; III-Audiencia se correspondía con el centro de la ciudad; IV-Casa de la Ciudad era una zona sobre todo residencial; y V-El Raval acogía el terreno al oeste de la Rambla.
En el siglo XIX se realizaron numerosas divisiones, la mayoría efectuadas por motivos políticos, ya que los distritos marcaban también las circunscripciones electorales. Las más destacadas fueron las de 1837, en que la ciudad quedó dividida en cuatro distritos (Lonja, San Pedro, Universidad y San Pablo); y la de 1878, después del derribo de las murallas, en que se establecieron 10 distritos: I-La Barceloneta, II-Borne, III-Lonja, IV-Atarazanas, V-Hospital, VI-Audiencia, VII-Instituto, VIII-Universidad, IX-Hostafranchs y X-Concepción.
Entre finales del siglo XIX y principios del XX, con la agregación de los municipios limítrofes, se realizó una nueva reordenación administrativa, nuevamente con 10 distritos: I-Barceloneta y Pueblo Nuevo, II-San Pedro, III-Lonja y Audiencia, IV-Concepción, V-Atarazanas y Hospital, VI-Universidad, VII-Sants, Les Corts y Hostafrancs, VIII-Gracia y San Gervasio, IX-Horta y San Andrés del Palomar, X-San Martín de Provensals.
En 1933 se hizo una nueva reformulación, igualmente con diez distritos: I-Barceloneta, II-Poble Sec y Montjuïc, III-Sarriá, Vallvidrera y San Gervasio, IV- San Pedro y Derecha del Ensanche, V-El Raval, VI-Izquierda del Ensanche, VII-Sants, Les Corts y Hostafrancs, VIII-Gracia, IX-Horta, San Andrés de Palomar, Sagrera y Campo del Arpa, X-San Martín de Provensals, Clot y Poblenou. Estos distritos fueron ampliados en 1949 con dos más: XI-Les Corts y XII-Sagrada Familia.
En 1984 se aprobó la división actual en diez distritos, establecida con el objetivo de descentralizar el Ayuntamiento, transfiriendo competencias a los nuevos consistorios. Los nuevos distritos fueron establecidos buscando el máximo respeto a su identidad histórica y morfológica, pero procurando también una delimitación práctica y funcional, que garantizase a los vecinos una amplia cobertura asistencial. En general, se procuró respetar las antiguas demarcaciones procedentes de la ciudad antigua, su ensanche y los municipios agregados, aunque algunas zonas variaron respecto a su pertenencia histórica: Pedralbes, anteriormente perteneciente a Sarriá, pasó a Les Corts; Vallcarca, antes de Horta, se incorporó a Gracia; El Guinardó, originario de San Martín, fue agregado a Horta; y el nuevo distrito de Nou Barris fue segregado de San Andrés.

## Historia

### Toponimia

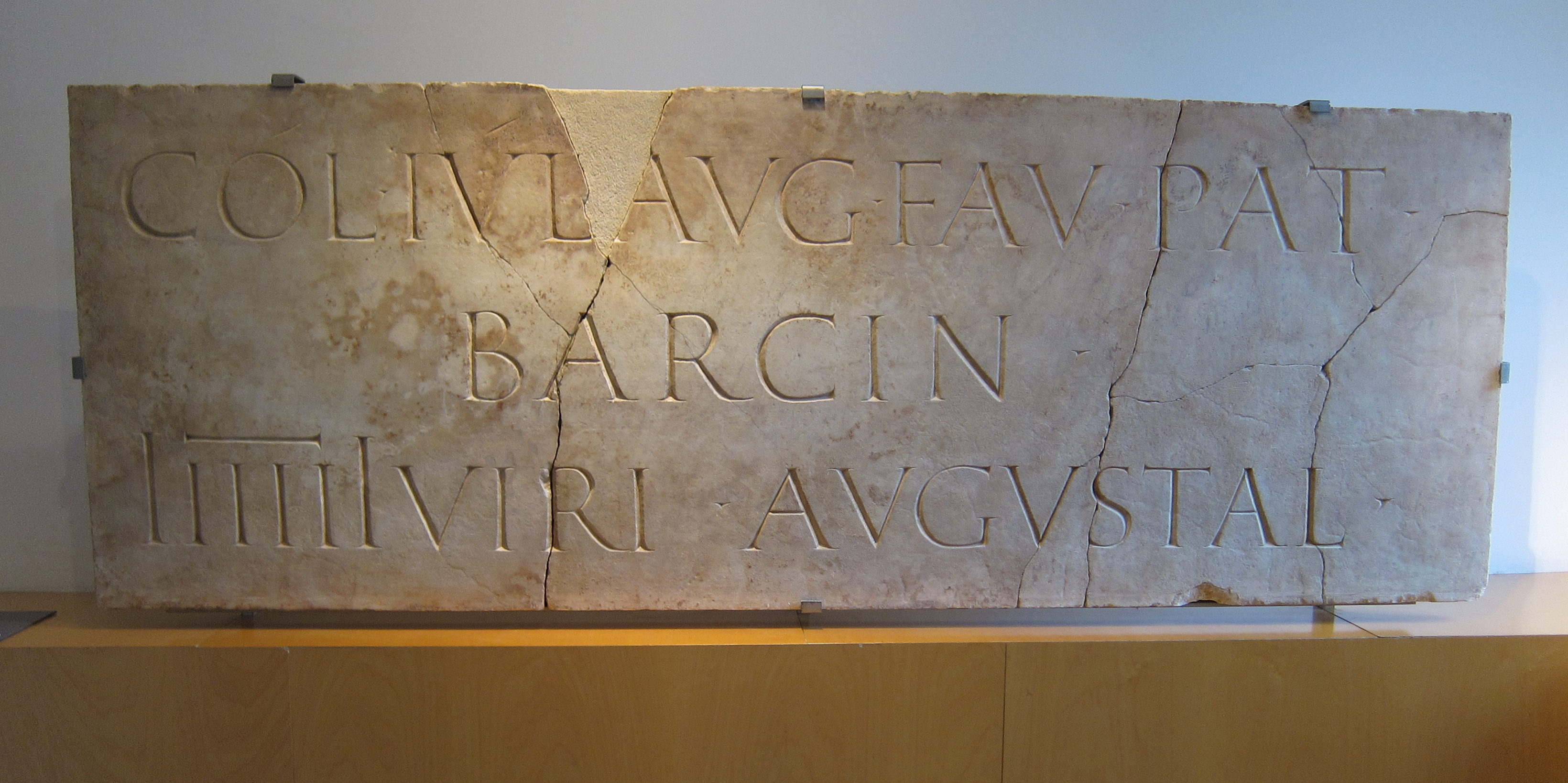
Estela romana de mármol con el nombre de Barcino (110-130 d. C.), Museo de Historia de Barcelona.

El origen y significado del topónimo Barcelona es incierto. Parece provenir de un poblado ibérico denominado Barkeno, que se menciona en unos dracmas ibéricos del siglo II a. C. Esta forma evolucionó al latín Barcino cuando la ciudad fue fundada como colonia romana en el siglo I a. C. Algunas leyendas apuntan a un posible origen cartaginés, derivado de Amílcar Barca, pero parece poco probable, como la leyenda que atribuye la fundación de la ciudad a Hércules, que habría recalado en ella en el noveno barco de una flota, por lo que la habría llamado Barca-nona.

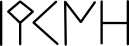
Barkeno en alfabeto ibérico.

La primera mención escrita sobre Barcino procede del siglo I d. C., efectuada por Pomponio Mela, mientras que en el siglo II d. C. el astrónomo Claudio Ptolomeo la menciona en griego como Βαϱϰινών (Barkinṓn) en su Geografía. El topónimo evolucionó entre los siglos IV y VII: en el IV Avieno la llama en su Ora maritima como Barcilo, aunque aparecen entonces numerosas variantes, como Barcilona, Barcinona, Barcinonem, Barchinon o Barchinonam. Por otro lado, ya en el año 402 el poeta Persio la denomina Barcellone, un genitivo que hace suponer la existencia del nominativo Barcellona. Isidoro de Sevilla la nombra en el siglo VII como Barcinona, mientras que ya en ese siglo aparece por primera vez la forma actual Barcelona.

### La ciudad antigua

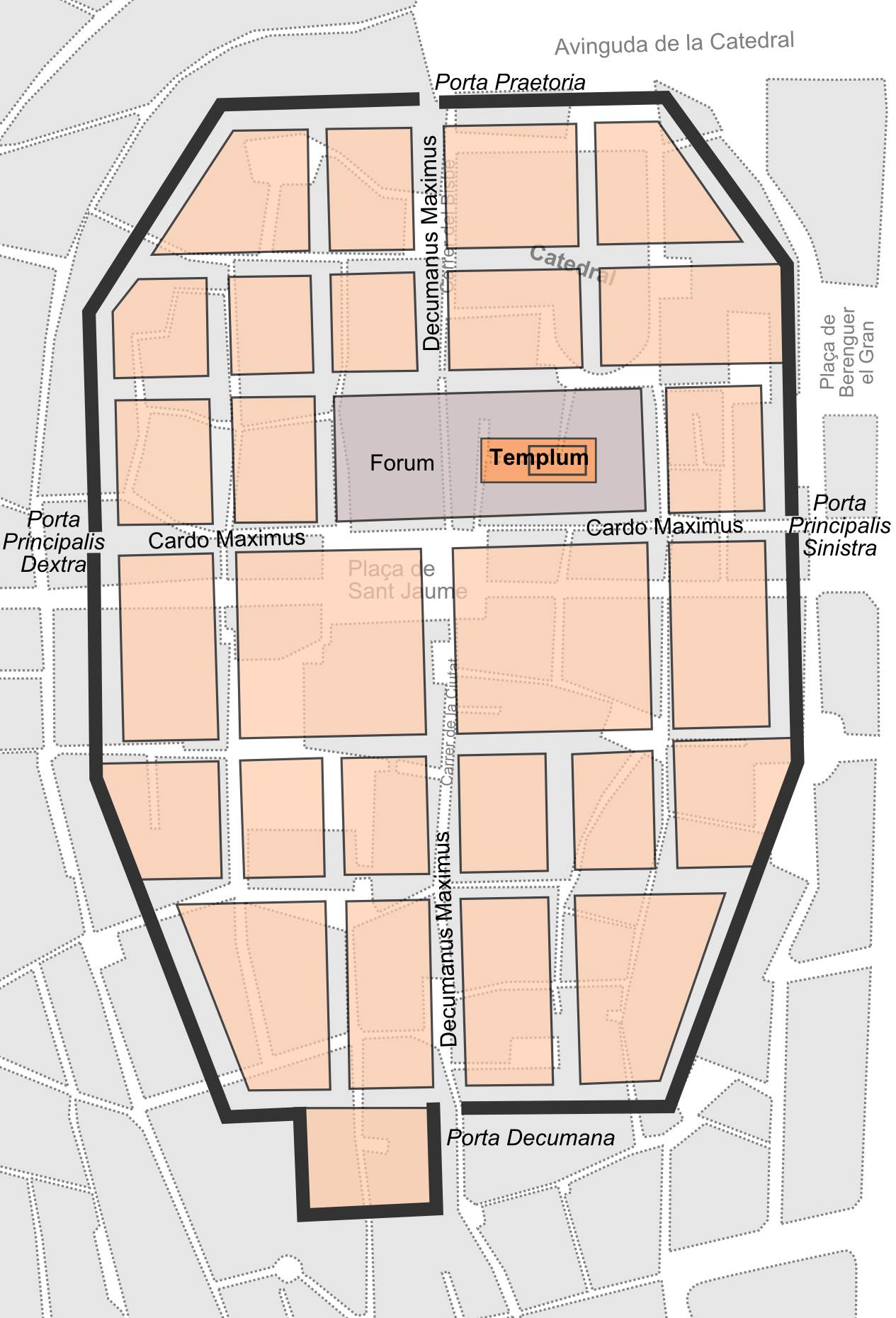
Plano de Barcino superpuesto al plano actual del Barrio Gótico.

Barcelona fue fundada por colonizadores romanos en el siglo I a. C. con el nombre de Barcino (Colonia Iulia Augusta Faventia Paterna Barcino). En origen era una pequeña ciudad amurallada que tomó la forma urbana de castrum inicialmente, y oppidum después, asentado sobre el monte Táber (16,9 m s. n. m.), una pequeña colina situada en el emplazamiento de la actual plaza de San Jaime. El máximo esplendor de la época romana se dio durante el siglo II, con una población que debía oscilar entre los 3500 y 5000 habitantes.
El centro de la ciudad era el forum, la plaza central dedicada a la vida pública y a los negocios. De aquí partían dos ejes viarios principales: el cardo maximus, de orientación norte-sur (actuales calles Libretería y Call) y el decumanus maximus, de orientación este-oeste (calles Obispo, Ciudad y Regomir), aproximadamente en el centro del recinto amurallado.
El origen romano de la ciudad está presente en varias calles, todas derivadas de su nombre completo en latín: la vía Julia, procedente de la dinastía Julio-Claudia que regía el Imperio en el momento de la fundación de la ciudad; la vía Augusta, por el emperador Augusto; la vía Favencia, término procedente del verbo latino faveo («favorecer»), al parecer por ser una colonia exenta de tributos; y la vía Barcino, por el nombre latino de la ciudad.

### Edad Media

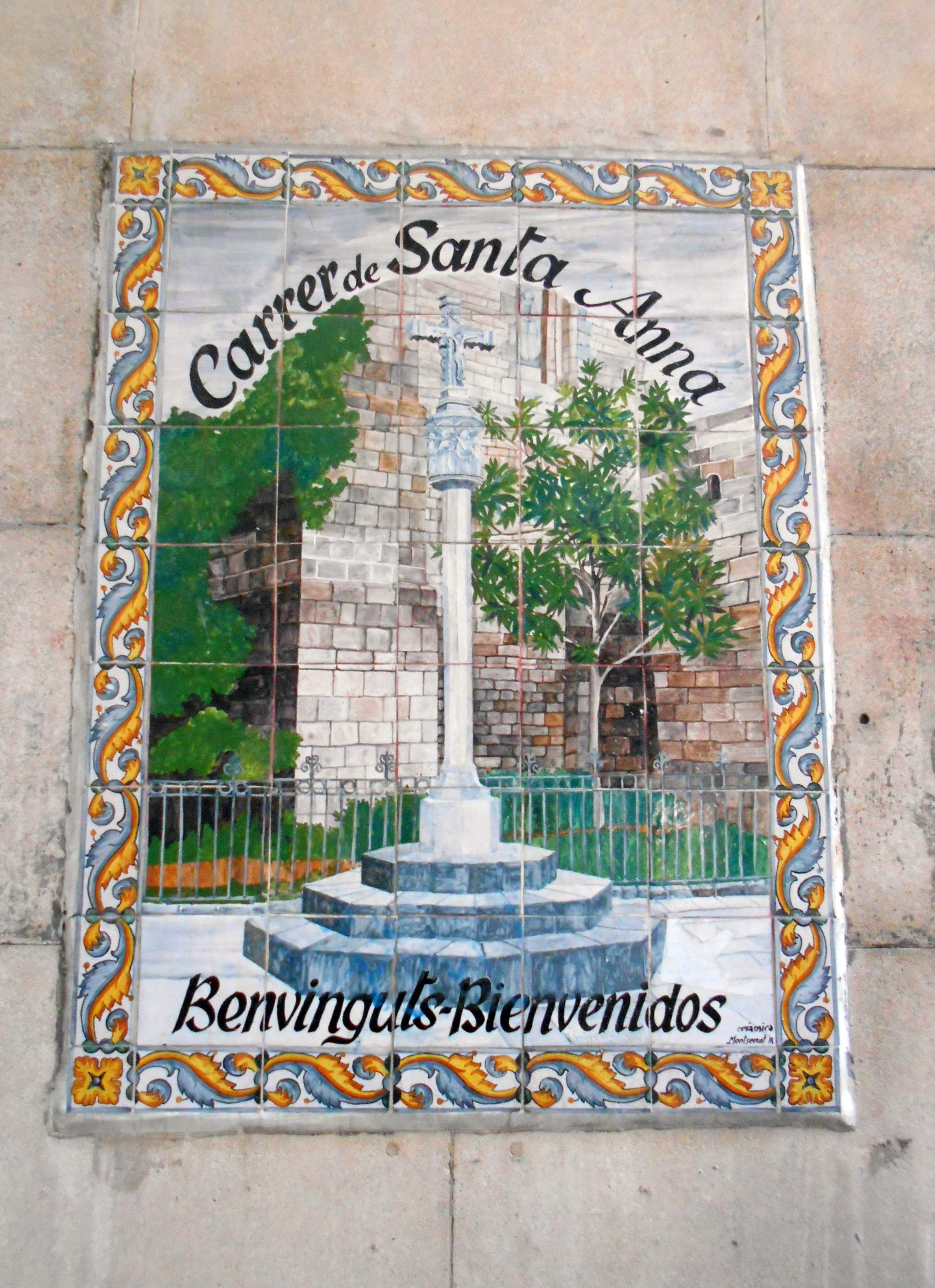
Calle de Santa Ana.

Tras la caída del Imperio romano y hasta la formación de los condados catalanes, se sucedieron diversas conquistas y el paso de sucesivas civilizaciones, desde los visigodos y los árabes hasta un período de integración en el Imperio carolingio. En esta época Barcelona se constituyó como condado y, posteriormente, pasó a formar parte de la Corona de Aragón, convirtiéndose en un importante eje marítimo y comercial del mar Mediterráneo. El recinto de la ciudad fue creciendo desde el primitivo núcleo urbano —lo que hoy día es el Barrio Gótico— y, en el siglo XIV, surgió el barrio de El Raval. Barcelona tenía entonces unos 25 000 habitantes.
Las calles medievales eran cortas y estrechas, sin ninguna planimetría y trazadas al albur de los propietarios de los terrenos. Las primeras denominaciones de que se tiene constancia solían ser de índole toponímica, ya que hacían referencia a accidentes del terreno o algún tipo de característica geográfica: surgieron así calles como Arenas, Cantos, Arcos, Arcos de Junqueras, Balsas de San Pedro o Riego. Otras muchas hacían referencia a pozos de agua, como las calles Pou de la Cadena, Pou de la Figuera, Pou de l'Estany y Pou Dolç.

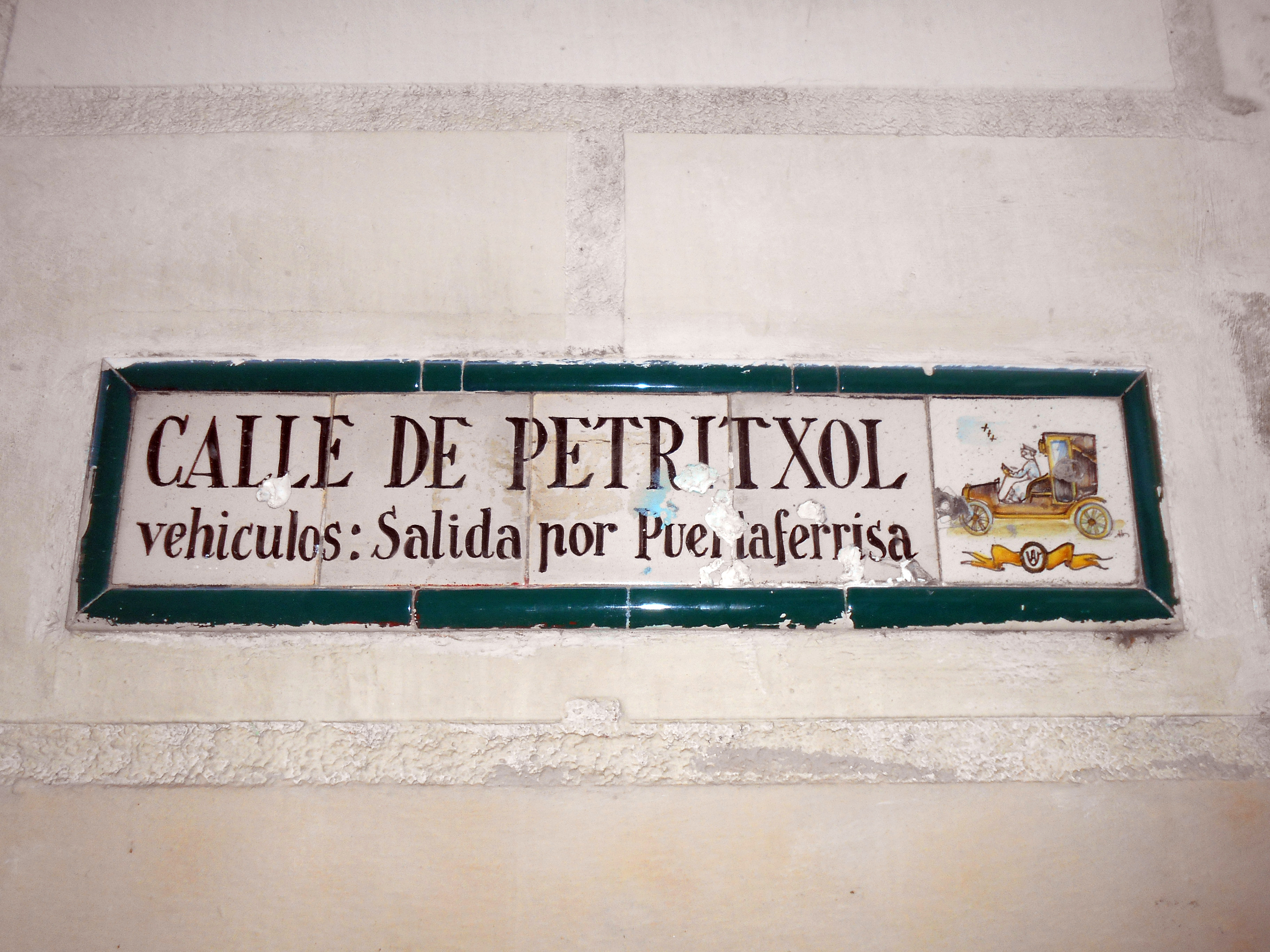
Calle de Petritxol.

En una siguiente fase se nombraron diversas calles con antropónimos, nombres o apellidos de personajes o familias, generalmente propietarios de los terrenos. Algunos ejemplos son las calles Amargós, Avinyó, Bellafila, Bertrellans, Caçador, Copons, Esquirol, Estruc, Ferlandina, Fonollar, Lledó, Marquet, Mònec, Montcada, Montjuïc —de donde derivan Montjuïc del Carme y Montjuïc del Bisbe—, Petritxol, Picalquers, Regomir, Requesens, Robador, Serra o Tarròs.
También se bautizaron numerosas calles con nombres religiosos, bien de santos (hagiotopónimos) o bien de advocaciones provenientes de conventos y monasterios; algunos ejemplos serían: San Antonio Abad, San Pablo, San Olegario, Santa Madrona, San Agustín, Santa Mónica, San Paciano, Santa Eulalia, San Severo, Bonsuccés, San Honorato, San Miguel, Ave María, Trinidad, San Francisco, Merced, Santa Lucía, Valldonzella, Santa Catalina, Montalegre, San Cucufate, Egipcíacas, San Vicente, Carmen, Pie de la Cruz, Elisabets, Santa Ana, Jerusalén, Magdalenas, San Pedro (Alta, Baja y Mediana), Montsió, etc.

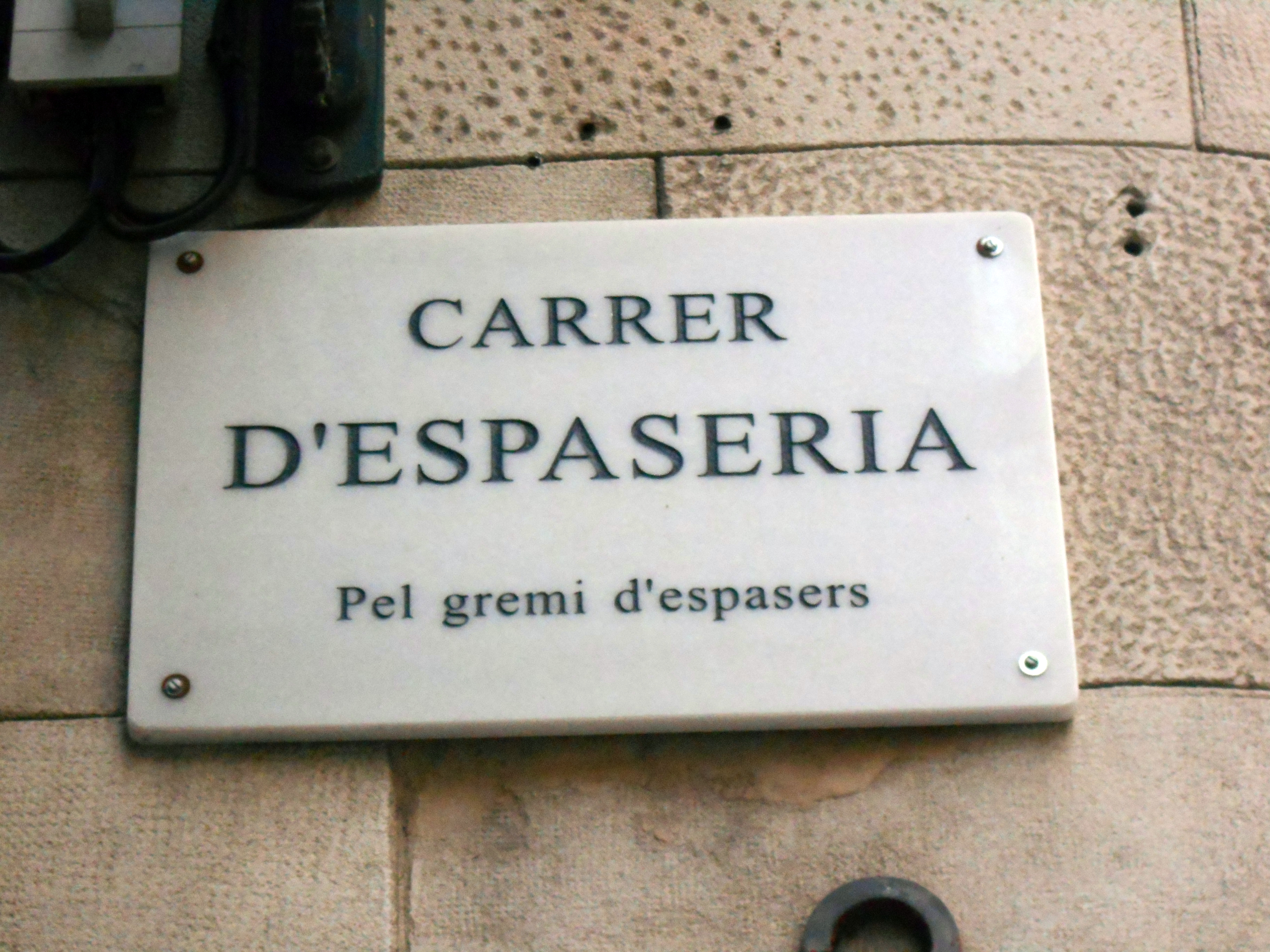
Calle de Espadería, por el gremio de espaderos.

Otro gran número de calles provienen de oficios y gremios, que solían agruparse por zonas. Perduran así las calles Abaixadors («tundidores»), Agullers («agujeros»), Argenteria («platería»), Assaonadors («zurradores»), Boters («toneleros»), Brocaters («brocateros»), Canvis Vells y Canvis Nous («cambistas»), Carders («carderos»), Corders («cordeleros»), Cotoners («algodoneros»), Dagueria («cuchillería»), Escudellers («alfareros»), Esparteria («espartería»), Espaseria («espadería»), Flassaders («manteros»), Freneria («frenería»), Mercaders («mercaderes»), Mirallers («espejeros»), Tallers («cortadores»), Tapineria («tapinería»), Traginers («arrieros») y Vidrieria («vidriería»).
También solían nombrarse algunas calles por la presencia de edificios singulares (Palacio, Catedral) o establecimientos diversos (Hospital, Baños Nuevos). Cuenta incluso la tradición que la calle de la Carassa proviene de una carota que hay en la esquina entre esta y la calle Mirallers, y que anunciaba un burdel cercano.
Durante la época medieval Barcelona tenía un barrio judío, el Call, situado entre las actuales calles de Fernando, Baños Nuevos, Palla y Obispo. Fundado en el 692, pervivió hasta su destrucción en 1391 en un asalto xenófobo. Estaba separado del resto de la ciudad por una muralla, y tenía dos sinagogas (Mayor, actualmente un museo, y Menor, hoy en día parroquia de San Jaime), baños, escuelas y hospitales. Su memoria perdura en las calles del Call y Arco de San Ramón del Call.

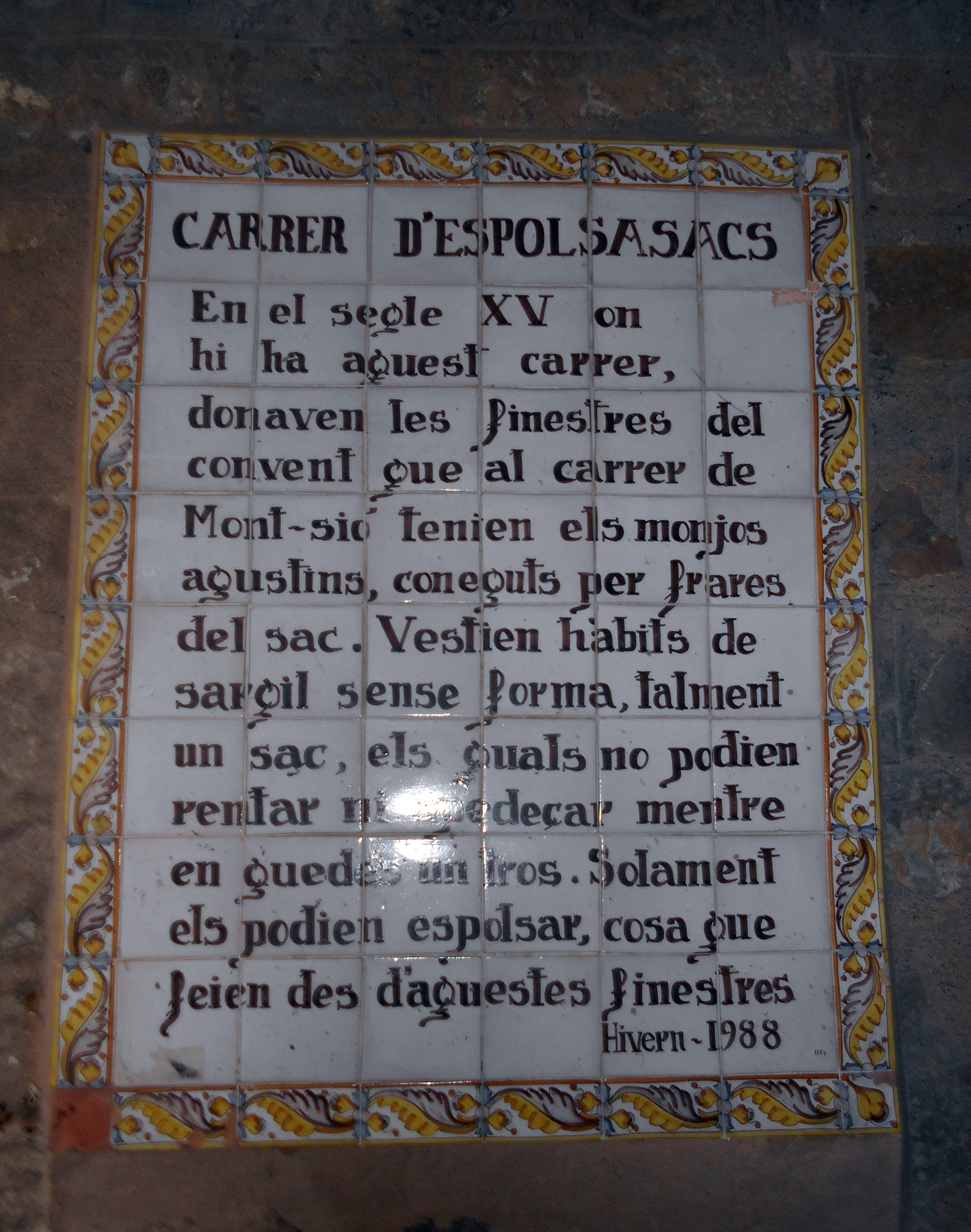
Calle de Espolsa-sacs («desempolvasacos»). El nombre proviene de los frailes de la Congregación de la Penitencia de Nuestro Señor Jesucristo, que vestían con sacos, los cuales limpiaban en este callejón.

Con el tiempo se fueron produciendo los primeros asentamientos extramuros de la ciudad. Se crearon diversos núcleos de población (vila nova), generalmente en torno a iglesias y monasterios: así ocurrió alrededor de la iglesia de Santa María del Mar, donde se creó un barrio de carácter portuario; igualmente en la iglesia de San Cucufate del Riego, de carácter agrario; el barrio de San Pedro en torno a San Pedro de las Puellas; el barrio del Pino surgió alrededor de la iglesia de Santa María del Pino; el de Santa Ana junto a la iglesia homónima; el barrio de Arcs se asentó alrededor del Portal del Bisbe; y el Mercadal, en torno al mercado del Portal Mayor. También se fue formando poco a poco el barrio de El Raval («arrabal»), inicialmente un suburbio poblado de huertos y algunos edificios religiosos.
La creación de estos nuevos barrios obligó a ampliar el perímetro amurallado, por lo que en 1260 se construyó una nueva muralla desde San Pedro de las Puellas hasta las Atarazanas, cara al mar. El recinto contaba con ocho nuevas puertas, algunas de las cuales dieron nombre a diversos enclaves de la ciudad que aún perduran: el Portal del Ángel, que dio nombre a una avenida; la Puertaferrisa, cuyo nombre lleva una calle; o la Boquería, recordada en una calle y una plaza, además de un mercado.
En el siglo XIII se abrió la calle Ancha, que conectaba Santa María del Mar con Framenors. En su día fue la calle más ancha de la ciudad, de ahí su nombre, y fue lugar de residencia de familias acomodadas que construyeron allí numerosos palacios.

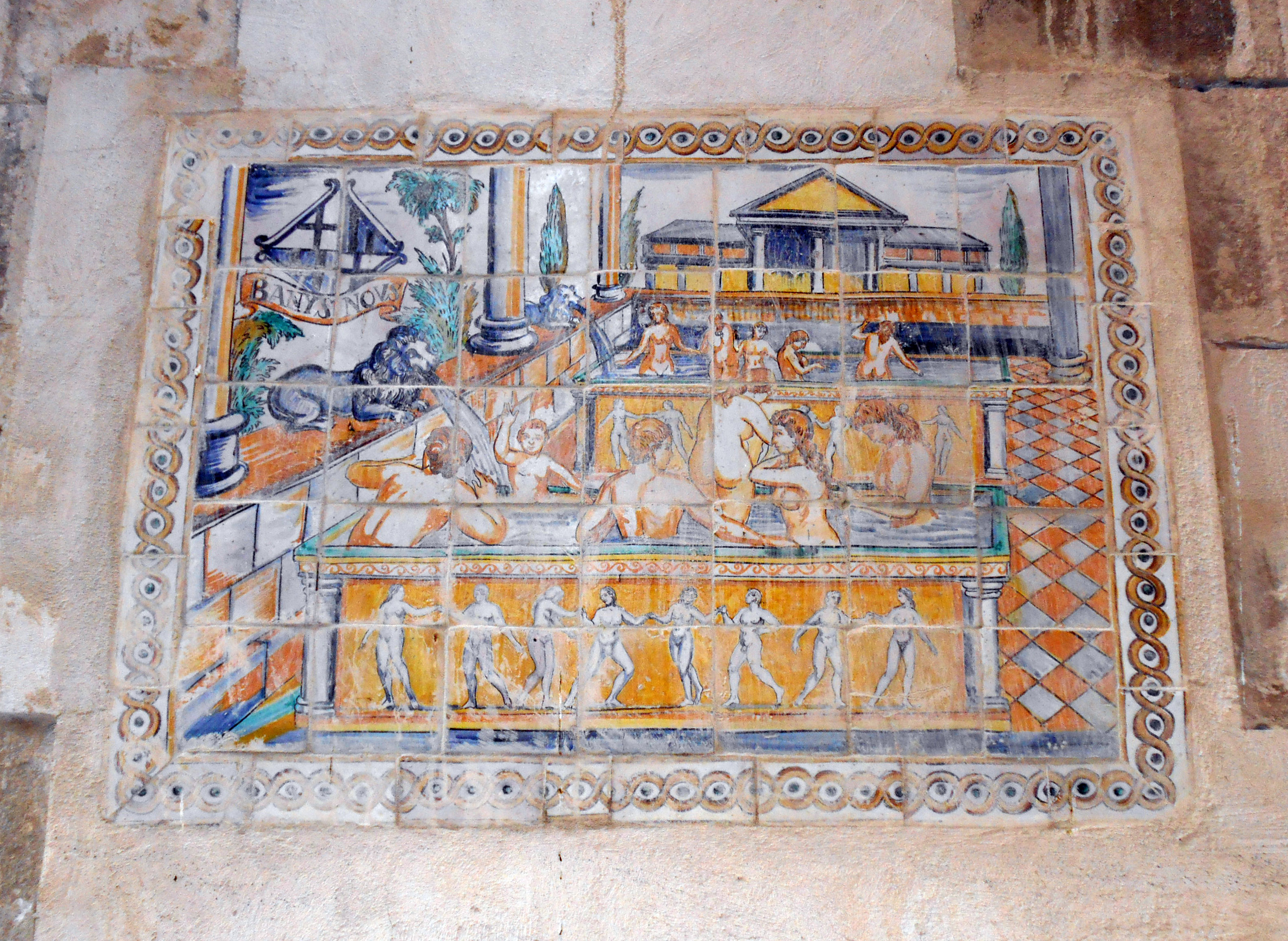
Calle de los Baños Nuevos.

En 1355 se produjo una reforma urbanística frente a la Puerta Bisbal de la muralla, por la cual se derribaron varias casas para canalizar las aguas de la sierra de Collserola hasta la plaza de San Jaime, dando lugar a una plaza que fue llamada plaza Nueva.
Por otro lado, en 1389 se situó en un terreno de playa dejado por los antiguos islotes de Maians y el Puig de les Falzies el llamado Porxo del Forment («soportal del trigo»), que se convertiría posteriormente en una gran plaza, el Pla de Palau, llamada así por estar ubicado allí el palacio del Virrey. El Pla de Palau fue el centro neurálgico de Barcelona entre los siglos XVIII y XIX, condición en la que sería sustituido por la plaza de Cataluña.
A finales del siglo XIV se abrió la plaza del Rey, que hasta entonces era un corral y mercado de paja y forrajes. Su nombre viene por estar situada junto al Palacio Real Mayor, la residencia en Barcelona de los reyes de la Corona de Aragón.
Cabe resaltar que durante la Edad Media surgió una extensa red de caminos en el llano de Barcelona que conectaban la ciudad con los diversos suburbios y pueblos de las cercanías, así como otros puntos de interés: masías (camino de la torre Melina), molinos (camino de la Verneda), canteras (camino de la Creu dels Molers), prados de blanqueo (camino del Teulat), iglesias o capillas (camino de San Lázaro), fuentes (camino de la Font dels Ocellets), etc.
Por último, cabe señalar también un privilegio que la ciudad podía conceder durante este período a otras localidades por el cual pasaban a ser consideradas como «calles» de Barcelona, y así quedaban bajo la protección institucional de la ciudad: el carreratge. En estos casos, la jurisdicción de estas localidades se compartía entre la ciudad y el monarca: la primera mantenía la titularidad, y el segundo el usufructo. Barcelona llegó a tener 74 localidades consideradas como calles, entre ellas: Igualada, Cardedeu, Vilamajor, Llissá de Munt, La Ametlla, San Felíu de Codinas, Mollet del Vallès, Sardañola del Vallés, Granollers, Caldas de Montbui, Montmeló, San Cugat del Vallés, Santa Perpetua de Moguda, Vallvidrera, Martorell, Molins de Rey, Olesa de Montserrat, Mataró, Vilasar de Dalt, Argentona, Premiá de Mar, Villanueva y Geltrú, Moyá, Palamós, San Sadurní de Noya, Ripoll y Cambrils.

### Edad Moderna

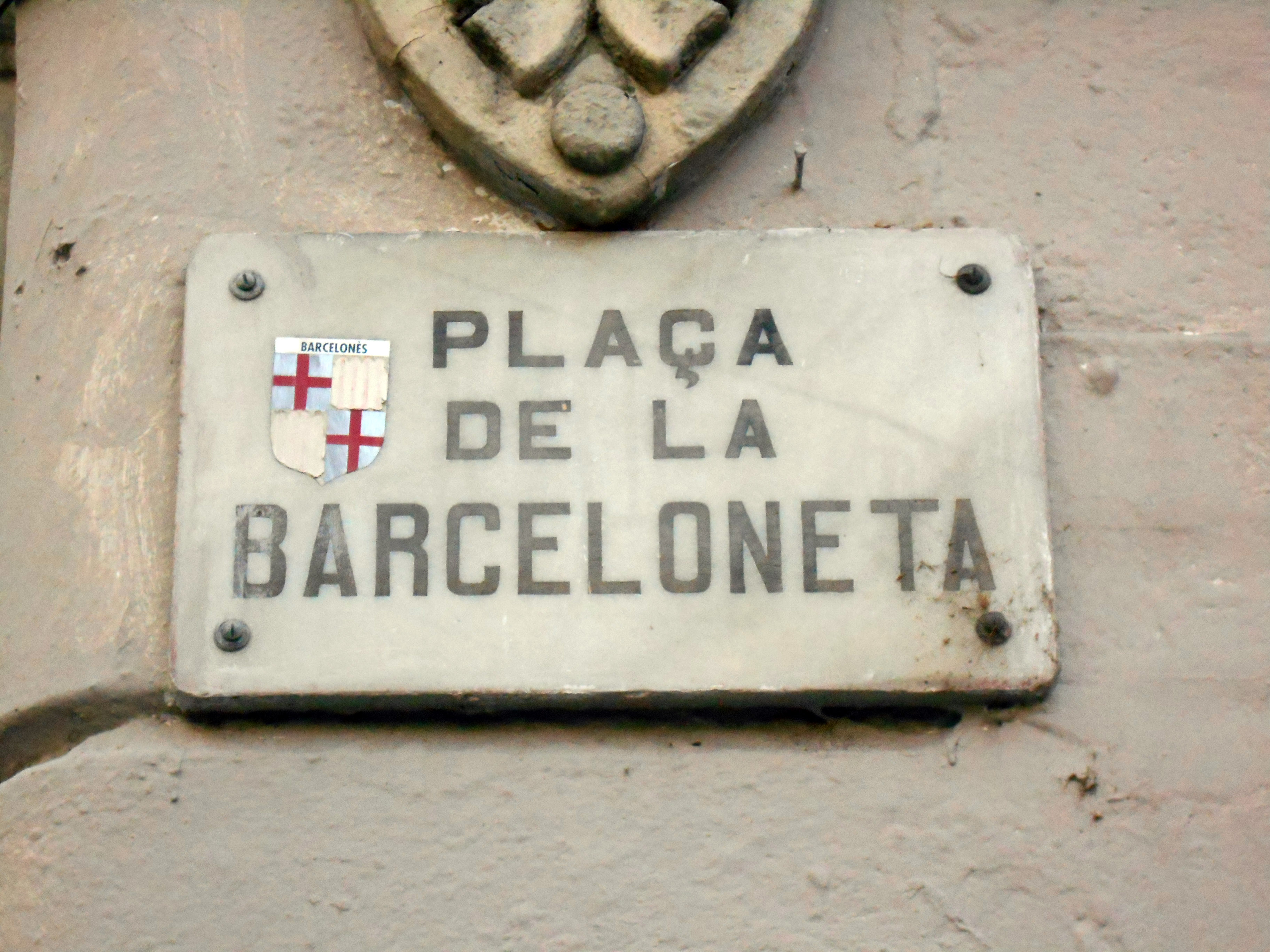
Plaza de la Barceloneta.

En este período Barcelona pasó a formar parte de la Monarquía Hispánica, surgida de la unión de las coronas de Castilla y Aragón. Fue una época de alternancia entre períodos de prosperidad y de crisis económicas, especialmente por las epidemias de peste en el siglo XVI y por conflictos sociales y bélicos como la Guerra de los Segadores y la Guerra de Sucesión entre los siglos XVII y XVIII, aunque en este último siglo repuntó la economía gracias a la apertura del comercio con América y al inicio de la industria textil. La ciudad seguía encorsetada en sus murallas —la única ampliación fue en la playa, el barrio de La Barceloneta—, pese a que al final del período tenía casi 100 000 habitantes.
Esta época no fue de excesivas reformas urbanísticas, ya que la pérdida de la capitalidad de Barcelona comportó la disminución de proyectos de gran envergadura. En la primera mitad del siglo XVI se construyó la muralla del Mar, donde se emplazaron los baluartes de Levante, Torre Nueva, San Ramón y Mediodía. También se reformó el puerto, y se terraplenó el frente marítimo entre el Pla de Palau y la Rambla, con lo que se urbanizó el paseo del Mar, actual paseo de Colón, en honor a Cristóbal Colón.
Por lo demás, la principal reforma urbanística en ese siglo fue en el entorno de la catedral, donde se abrió la plaza de Cristo Rey (actualmente de la Seo), frente al portal mayor de la catedral (1546), así como la plaza de San Ivo, con un espacio recortado al Palacio Real Mayor.
En el siglo XVII se amplió nuevamente la muralla de la ciudad con la construcción de cinco nuevas puertas: San Severo, Talleres, San Antonio, San Pablo y Santa Madrona. También se trazaron dos nuevos ejes viarios que cruzaban el llano de Barcelona: el camino de Mataró —coincidente con la actual calle de Pedro IV— y el camino de la Cruz Cubierta, que conectaba con la carretera de Madrid —actuales calles de Hostafrancs y Sants—.
En 1753 se inició la construcción del barrio de la Barceloneta por iniciativa del marqués de la Mina. Situado en una pequeña península de terrenos ganados al mar, su trazado fue diseñado por el ingeniero Pedro Martín Cermeño, con una trama de calles ortogonales y manzanas de casas de planta alargada, que supone un claro exponente del urbanismo académico barroco. El nombre del barrio figura en una plaza, un paseo marítimo, un parque, una playa y un muelle. El resto de vías ha recibido nombres diversos, preferentemente relacionados con el mar, como la calle y la plaza del Mar, o las calles del Mediterráneo, de los Marineros y de los Pescadores; también de varios marinos, almirantes y descubridores: Hermanos Pinzón, Pizarro, Balboa, Andrea Doria, Almirante Aixada, Almirante Cervera, Almirante Churruca, Almirante Barceló y Berenguer Mallol.

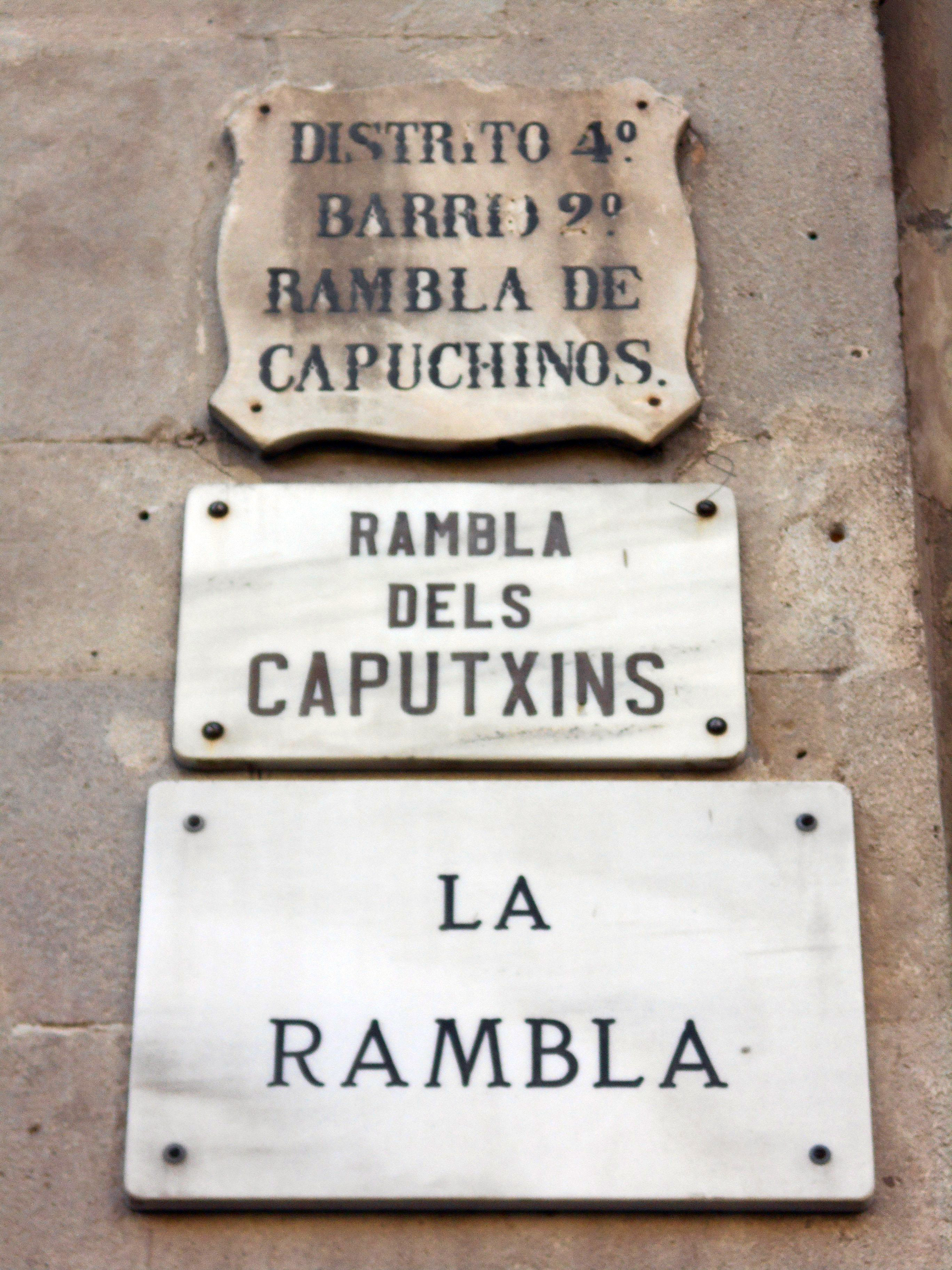
En la Rambla suele haber dos placas: una por el nombre genérico de la avenida, y otra por cada uno de sus tramos.

Entre 1776 y 1778 se efectuó la urbanización de la Rambla, un antiguo torrente que durante la Edad Media marcaba el límite occidental de la ciudad, que se fue poblando desde el siglo XVI, principalmente por teatros y conventos. En estas fechas se derribó la muralla interior, se realinearon los edificios y se diseñó un nuevo paseo ajardinado, al estilo del boulevard francés. La Rambla tiene diversos nombres para cada uno de sus tramos, por lo que también se la suele nombrar en plural, Las Ramblas. Desde la plaza de Cataluña hasta la del Portal de la Paz se denominan: rambla de Canaletas, por las canalizaciones de agua del depósito de San Severo; de los Estudios, por la antigua universidad o Estudio General; de San José, por el convento carmelita de San José, situado en el actual emplazamiento del mercado de la Boquería; de los Capuchinos, por el convento de los capuchinos de Santa Madrona, que se encontraba en el espacio de la actual plaza Real; y de Santa Mónica, por la iglesia homónima. El término rambla proviene del árabe ramla (رملة), que quiere decir «arenal» —o curso de agua intermitente—, y desde entonces se ha usado como genérico para numerosas vías de la ciudad: Badal, Brasil, Cazador, Carmelo, Cataluña, Fabra i Puig, Guipúzcoa, Mar, Once de Septiembre, Pueblo Nuevo, Prat, Prim, El Raval y Volart.
Por las mismas fechas de la Rambla se proyectaron los paseos de San Juan y de Gracia, aunque no se realizaron hasta el cambio de siglo el primero y 1820-1827 el segundo. El primero se denominó por el apóstol Juan el Evangelista, y el segundo por ser la vía de acceso a la villa de Gracia —antiguamente llevaba el nombre de camino de Jesús—.
Entre 1778 y 1789 se trazó la calle del Conde del Asalto —actual calle Nueva de la Rambla—, que debía su nombre a Francisco González de Bassecourt, capitán general de Cataluña, quien tuvo la iniciativa de crear la calle. Fue el primer exponente de la dedicatoria de una calle a un personaje particular, con lo que se inició una costumbre que ha perdurado hasta hoy día.
En 1797 se creó también el paseo Nuevo (o de la Explanada), situado junto a la Ciudadela militar, una amplia avenida jalonada de álamos y olmos y decorada con fuentes ornamentales, que durante un tiempo fue el principal espacio verde de la ciudad, pero desapareció en las obras de urbanización del parque de la Ciudadela.
En este siglo surgieron las primeras regulaciones dirigidas a las vías públicas: en 1771 se aprobó el Edicto de obrería, una ordenanza municipal encaminada al control de las obras particulares en la ciudad, que supuso la regulación del alineado de las casas de acuerdo al trazado de las calles, así como la supervisión de aspectos como el empedrado de las calles, el alcantarillado y la numeración de las casas.

### sigloXIX
En este período hubo una gran revitalización económica, ligada a la Revolución Industrial —especialmente la industria textil—, lo que comportó a su vez un renacimiento cultural. Entre 1854 y 1859 se produjo el derribo de las murallas, por lo que la ciudad pudo expandirse, motivo por el que se impulsó el proyecto de Ensanche, elaborado por Ildefonso Cerdá en 1859. Asimismo, gracias a la revolución de 1868 se consiguió el derribo de la Ciudadela, cuyos terrenos fueron transformados en un parque público. La población fue creciendo, especialmente gracias a la inmigración del resto de España, llegando a finales de siglo a los 400 000 habitantes.
Este siglo fue de constantes cambios políticos y pugnas entre liberales y conservadores, lo que a menudo se reflejó en el nomenclátor. El primer momento político en que se produjo un baile de nombres fue durante el Trienio Liberal (1820-1823), aunque solo se reflejó en tres odónimos: el Pla de Palau se convirtió en plaza de la Constitución, la plaza de San Jaime en plaza de la Soberanía Nacional y la plaza de San Agustín en plaza de la Igualdad. Las dos primeras recuperaron su nombre tras el trienio —con un breve lapso en el que el Pla de Palau se llamó plaza de los Cerdos (1823-1825)—, pero la tercera se mantuvo hasta la dictadura franquista.

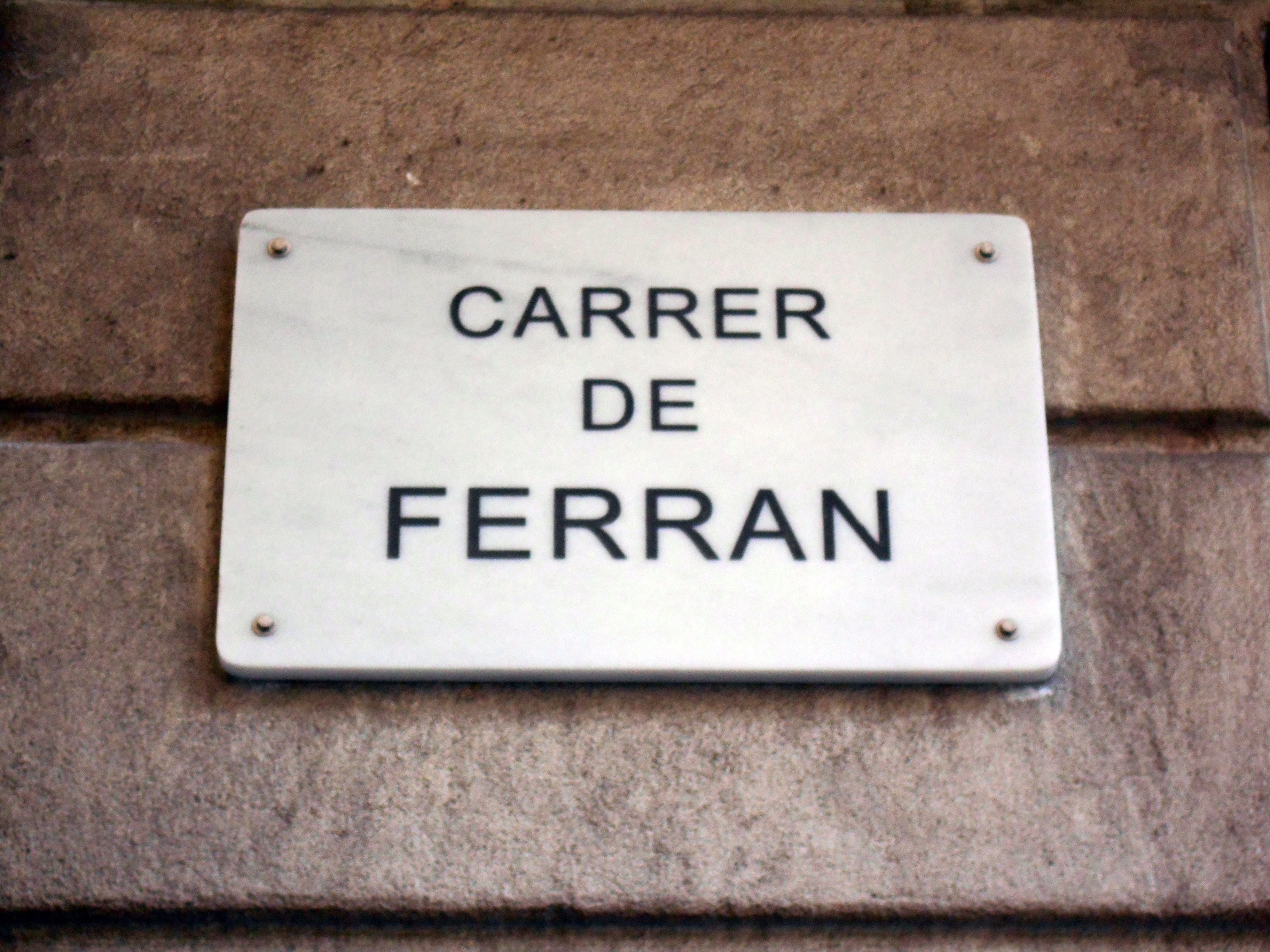
Calle de Fernando.

Entre las principales actuaciones urbanísticas de estos años se encuentra la apertura de la calle de Fernando VII en 1827 —actualmente llamada únicamente Fernando (Ferran en catalán)—, entre la Rambla y la plaza de San Jaime, dedicada al entonces monarca español. Durante unos años alternó su nombre con el de Duque de la Victoria —título del general Espartero— según el color político del momento: el rey Fernando para los conservadores, el del general para los períodos liberales (1840 y 1854). Esta calle tuvo posteriormente una continuación hacia el Borne con las calles de Jaime I (1849-53) —por el rey de Aragón— y de la Princesa (1853) —por Isabel, princesa de Asturias—. Por otro lado, con el fin de la Inquisición en 1835, la calle que llevaba ese nombre fue cambiada por Condes de Barcelona.
Otro factor que favoreció el urbanismo de estos años fue la desamortización de 1836, que dejó numerosos solares que fueron edificados o convertidos en espacios públicos, como los mercados de la Boquería y Santa Catalina, el Gran Teatro del Liceo y dos plazas trazadas por Francisco Daniel Molina: la plaza Real (1848) y la plaza del Duque de Medinaceli; la primera se llamó así por el monumento que debía contener dedicado a Fernando el Católico —ya desaparecido—, y la segunda por Luis de la Cerda y de la Vega, duque de Medinaceli.

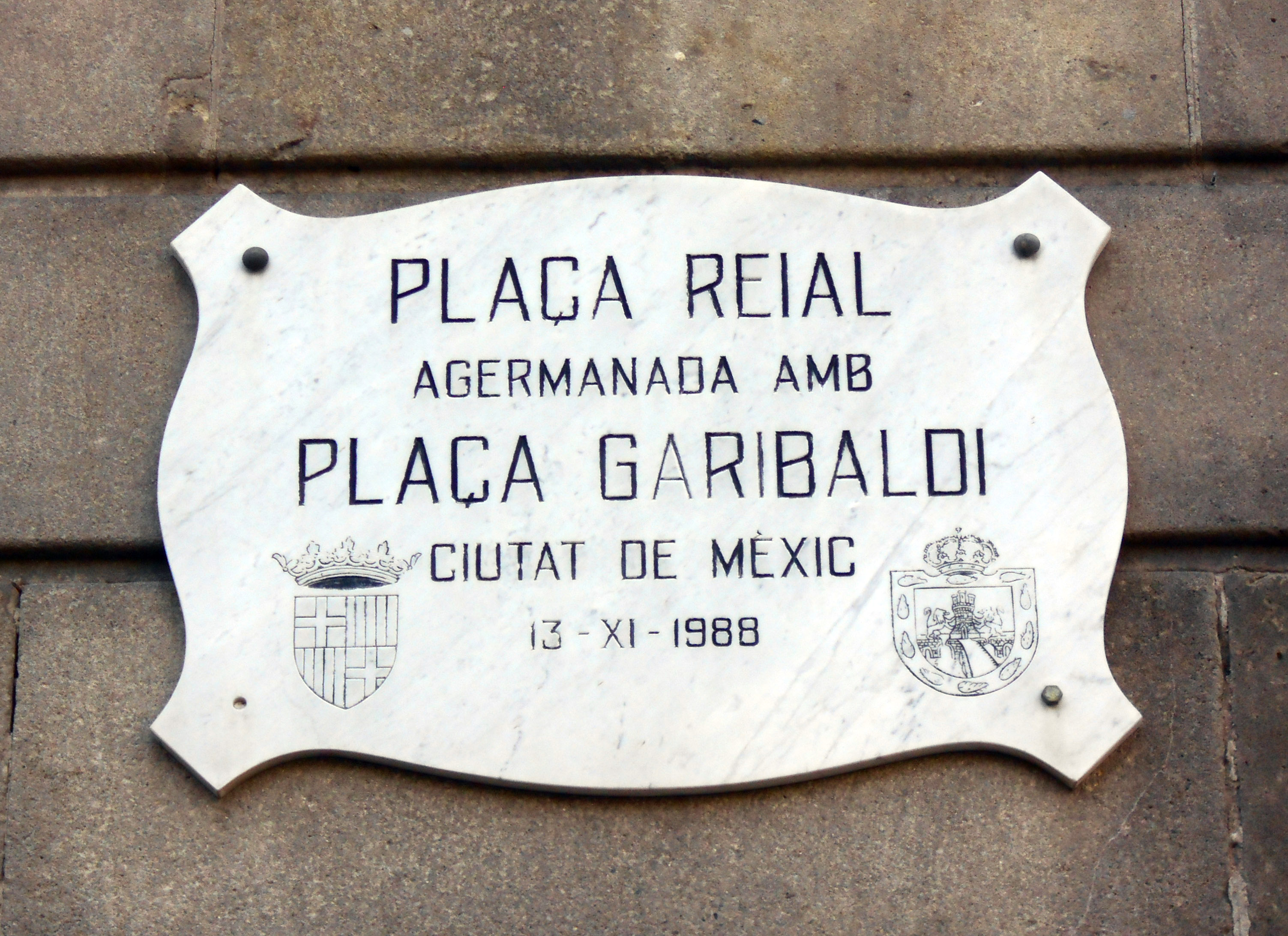
Plaza Real, desde 1988 hermanada con la plaza Garibaldi de Ciudad de México.

De igual forma, las nuevas disposiciones sanitarias promulgadas en esta época supusieron la desaparición de numerosos cementerios parroquiales, cuyos solares se urbanizaron como nuevas plazas públicas: surgieron así plazas como la de Santa María (por la iglesia de Santa María del Mar), del Pino (por la iglesia de Santa María del Pino), de San José Oriol —ubicada junto a la anterior—, de San Felipe Neri (por la iglesia homónima), de San Justo (por la iglesia de igual nombre), de San Pedro (por el monasterio de San Pedro de las Puellas) y de San Jaime (por la desaparecida iglesia dedicada al apóstol).
El gobierno liberal de 1840 propició el cambio de nombre de la plaza de San Jaime por plaza de la Constitución, aprovechando el final de las obras de rehabilitación de la plaza y de la Casa de la Ciudad. Llevó este nombre hasta el inicio de la Segunda República en 1931, en que fue cambiado por plaza de la República, mientras que en 1940 se le devolvió su antiguo nombre de plaza de San Jaime.

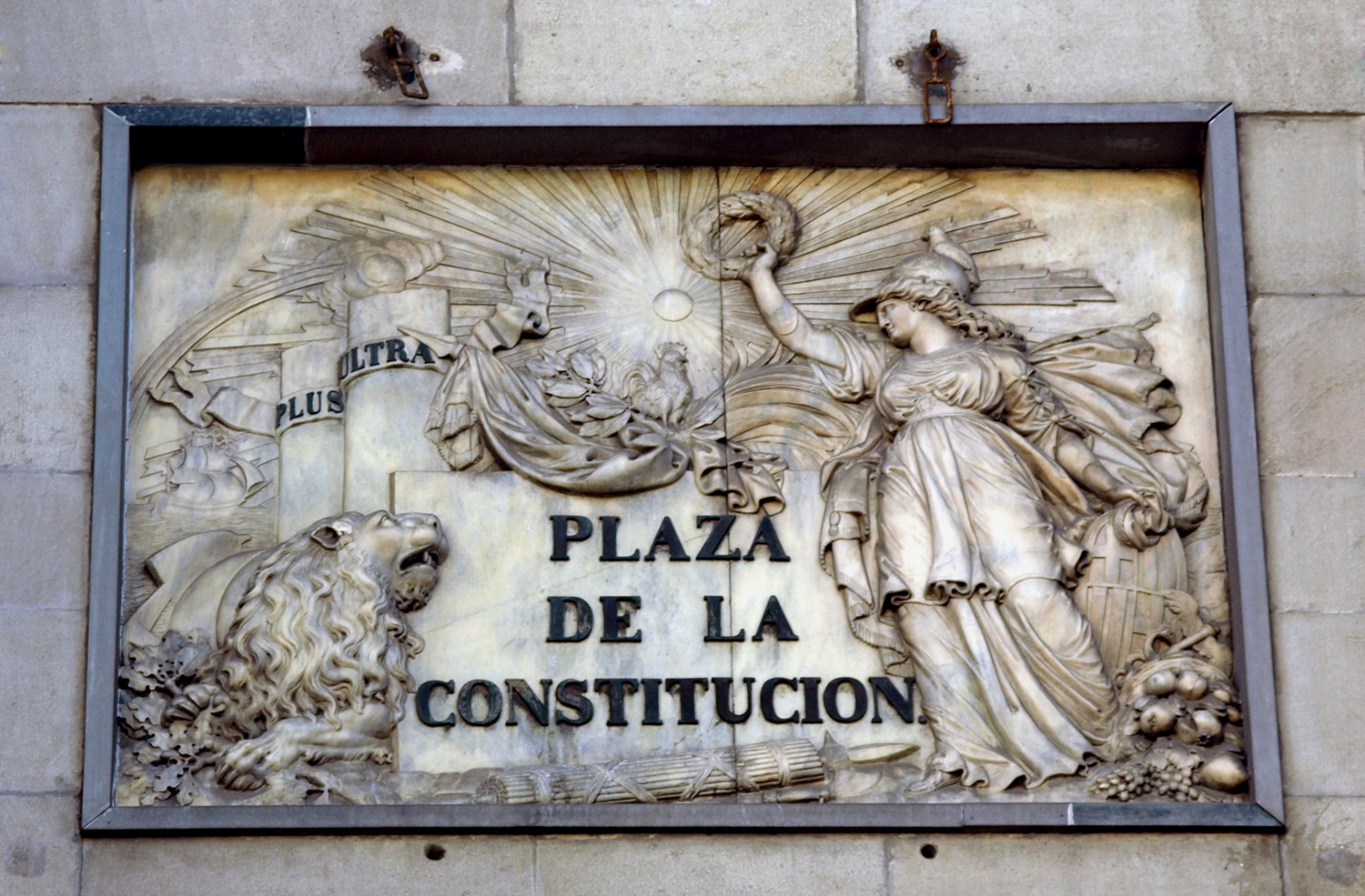
La plaza de San Jaime recibió el nombre de plaza de la Constitución entre 1840 y 1931. Esta placa, obra de Celdoni Guixà, estaba situada en la fachada del Ayuntamiento de Barcelona, hasta que fue retirada en 2013.

En 1842 comenzó la rotulación de las calles con placas de mármol y letras de plomo fundido. El origen de esta campaña se encuentra en el bombardeo de la ciudad efectuado por el general Espartero y la siguiente multa de 12 millones de reales que puso al conjunto de barceloneses, motivo por el cual muchos ciudadanos borraron los nombres y números de las calles —hasta entonces pintados simplemente en las paredes—, para no ser localizados. Ello motivó la regulación del nomenclátor viario, con un sistema muy parecido al empleado actualmente.
Alrededor de 1850 se urbanizó un sector de la villa de Gracia cuyo propietario, Josep Rossell i Imbert, joyero de profesión, bautizó las calles con nombres relacionados con la joyería: Diamante, Oro, Perla, Rubí y Topacio.
A mediados de siglo la Diputación de Barcelona se encargó de establecer unos nuevos trazados viarios en el llano de Barcelona: surgieron así la carretera de Sarriá —actual avenida de Sarriá—, trazada por Ildefonso Cerdá y construida entre 1850 y 1853; el camino de Sants a Les Corts (1865-1867); y la carretera de la Sagrera a Horta (1871), actual calle Garcilaso.
Durante el Bienio Progresista de 1854-1856 hubo nuevamente algunos cambios de nombres: la calle de la Reina Cristina fue renombrada del General Dulce, y la del Obispo del General Zurbano, ambos liberales. También surgió entonces la plaza de la Unión, así llamada por el partido Unión Liberal. Las dos primeras fueron posteriormente revertidas, aunque la plaza de la Unión permanece.
En 1860 apareció una real orden que obligaba a la rotulación en castellano:

Se procurará que en las capitales y poblaciones donde se conserve todavía el uso de algunos dialectos, se reduzcan todos los nombres de las calles a lengua castellana.

La orden fue obedecida a medias, y no dejaron de levantarse voces en su contra, como la del historiador Andreu Avel·lí Pi i Arimon, que criticó las malas traducciones realizadas en muchos casos. Por otro lado, muchos cambios fueron ignorados por la gente corriente, que seguía llamando a sus calles por los nombre tradicionales: así, la calle del Arco del Teatro seguía siendo conocida como Trentaclaus 25 años después de su cambio, ya que figuraba el nombre popular entre paréntesis en su entrada de la Guía de Divisiones de Barcelona de 1879.

#### Ensanche de Barcelona

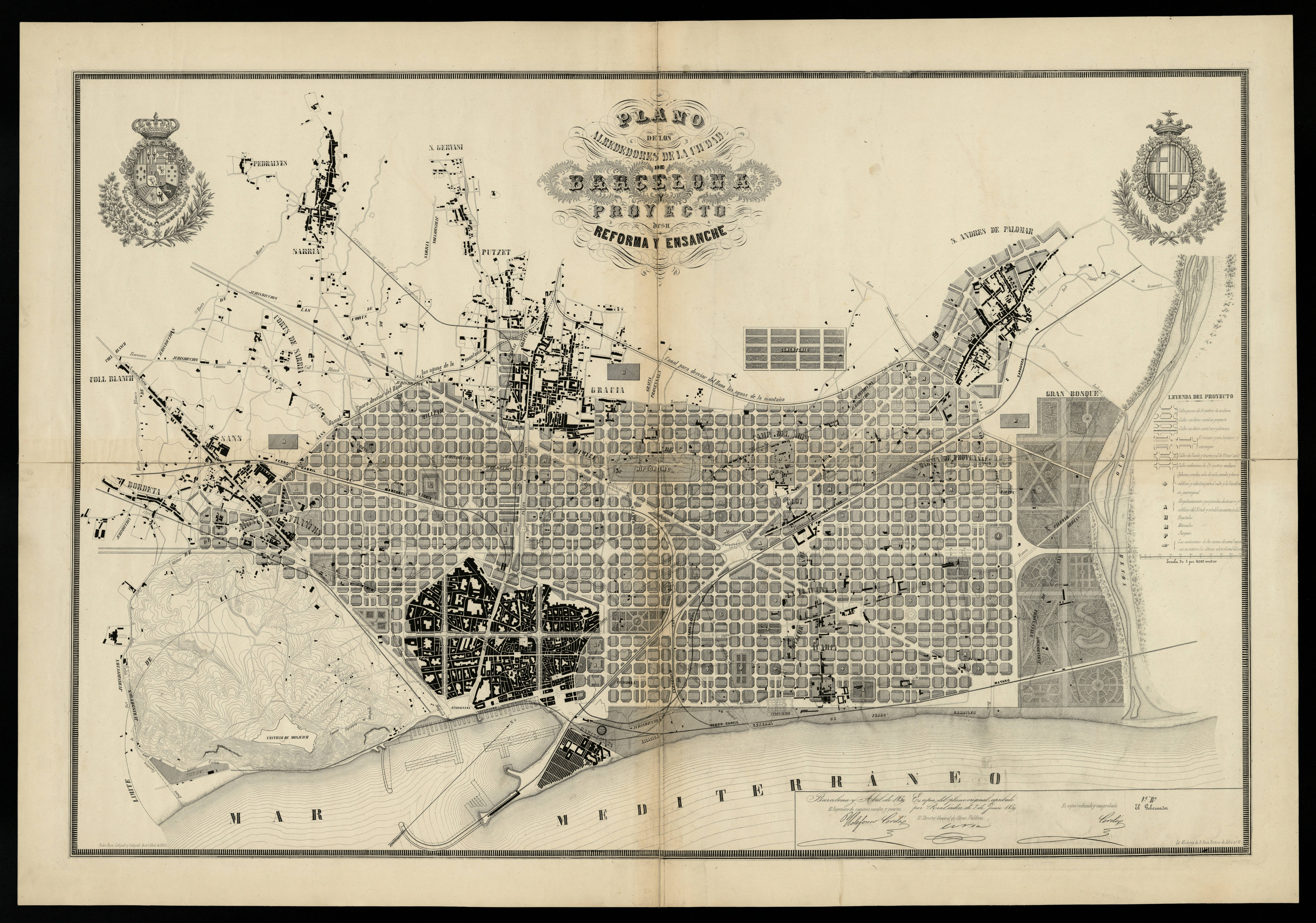
Plan de los alrededores de la ciudad de Barcelona y del proyecto para su mejora y ampliación, de Ildefonso Cerdá (1859).

Gracias al derribo de las murallas medievales en 1854, la ciudad pudo expandirse por el llano contiguo. En 1859 el Ayuntamiento nombró una comisión para fomentar un concurso de proyectos de ensanche, que fue ganado por Antoni Rovira i Trias; sin embargo, el Ministerio de Fomento intervino e impuso el proyecto de Ildefonso Cerdá, autor de un plano topográfico del llano de Barcelona y un estudio demográfico y urbanístico de la ciudad (1855). El Plan Cerdá (Plan de los alrededores de la ciudad de Barcelona y del proyecto para su mejora y ampliación, 1859) instituía un trazado ortogonal entre Montjuïc y el Besós, con un sistema de calles rectilíneas de orientación noroeste-sureste, de 20 m de anchura, cortadas por otras de orientación suroeste-noreste paralelas a la costa y a la sierra de Collserola. Quedaban así delimitadas una serie de manzanas de planta cuadrada de 113,3 m de lado, de las cuales Cerdá tenía previsto edificar solo dos lados y dejar los otros espacios para jardines, aunque este punto no se cumplió y finalmente se aprovechó prácticamente todo el suelo edificable; las edificaciones se proyectaron con una planta octogonal característica del Ensanche, con unos chaflanes que favorecían la circulación.
El plan preveía la construcción de varias avenidas principales, las futuras Diagonal —llamada así por su trazado—, Meridiana, Paralelo, Gran Vía de las Cortes Catalanas y paseo de San Juan; así como varias grandes plazas en sus intersecciones: Tetuán, Glorias, España, Verdaguer, Doctor Letamendi, Universidad y Urquinaona. También preveía la apertura de tres grandes avenidas en el casco antiguo de la ciudad: dos que conectarían el Ensanche con la costa (Muntaner y Pau Claris) y otra en sentido perpendicular que conectaría la Ciudadela con Montjuïc (avenida de la Catedral, realizada parcialmente). Asimismo, contemplaba una serie de nuevas rondas que circunvalarían la ciudad antigua, en el lugar dejado por las murallas: las rondas de San Pablo, San Antonio, Universidad y San Pedro.
La trama de calles diseñada por Cerdá estaba nombrada inicialmente por números y letras: los números correspondían a las calles que iban de mar a montaña, y las letras a las de sentido Llobregat-Besós. Este sistema alfanumérico fue cambiado por otro nominal, gracias a una regulación efectuada por la Sección 4.ª de Fomento del Ayuntamiento. Se encargó la nominación de las nuevas vías al escritor Víctor Balaguer, quien se inspiró principalmente en la historia de Cataluña, según afirmaba en su propuesta: 

Según de público se dice, se aproxima el momento de tener que dar nombre a varias calles de las que han de formar la nueva Barcelona, y ninguna ocasión mejor que la presente para remediar el olvido en que por mala ventura han caído ciertas empresas gloriosas, ciertos nombres célebres, que lo han sido, y serán siempre de gloria para Cataluña.

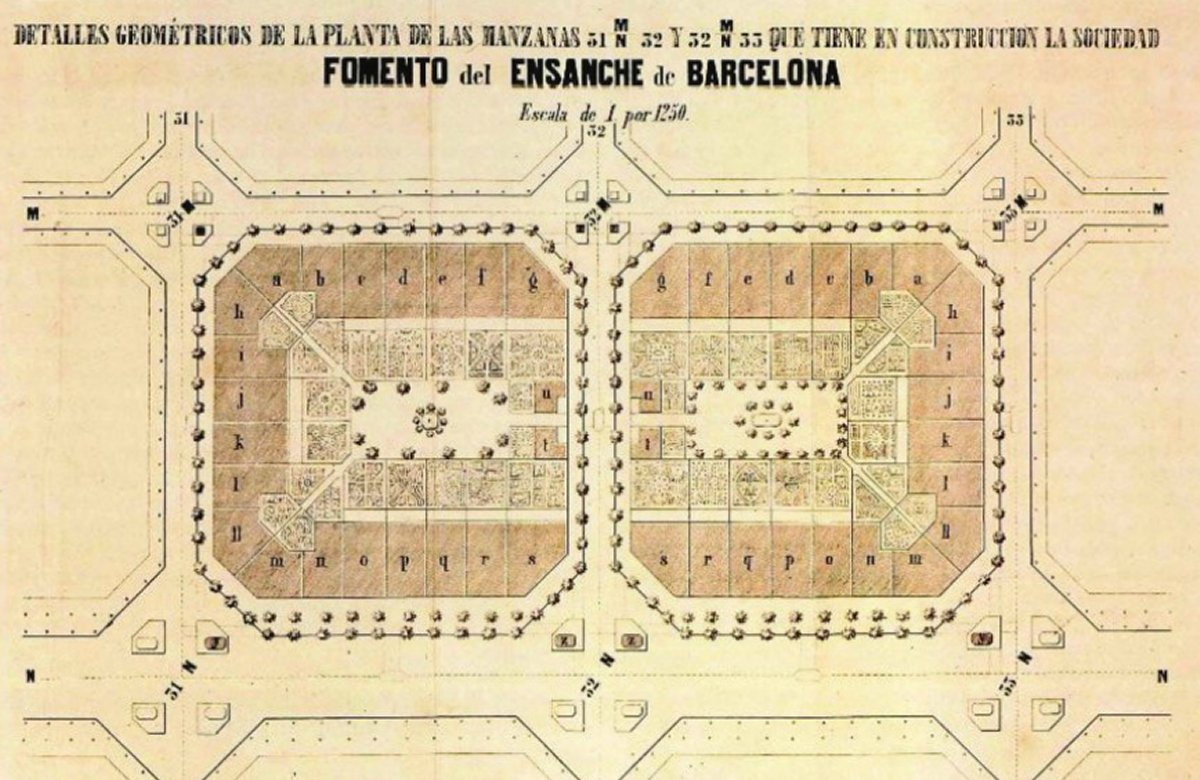
Plano de un conjunto de dos manzanas de la trama Cerdá extraído de un folleto publicado en 1863. Se corresponde con el sector ubicado entre la Gran Vía y Diputación, y entre Roger de Lauria y Gerona, entonces nombrado con letras y números: M y N, 31, 32 y 33.

Influido por la historiografía romántica, Balaguer introdujo numerosos nombres de signo catalanista, abriendo la puerta para numerosas poblaciones catalanas que siguieron el mismo ejemplo. Creó así diversas calles con nombres de territorios vinculados con la Corona de Aragón: Valencia, Mallorca, Aragón, Provenza, Rosellón, Nápoles, Calabria, Córcega, Sicilia y Cerdeña; instituciones como las Cortes Catalanas, la Diputación, el Parlamento o el Consejo de Ciento; personajes de la política, las letras o las artes catalanas: Balmes, Aribau, Muntaner, Casanova, Pau Claris, Roger de Flor, Villarroel, Roger de Lauria, Conde Borrell, Conde de Urgel, Entenza, Ausiàs March, Llull, Llança, Alí Bey, Manso, Pallars, Pujades, Rocafort, Tamarit, Viladomat, Vilanova o Vilamarí; batallas y hechos históricos, como Bailén, Lepanto, Bruc o Caspe. También dedicó calles a la Industria, la Marina y el Comercio, y a las ciudades catalanas de Gerona y Tarragona. De su propuesta inicial hubo alguna modificación, como la calle de la Universidad, que en 1916 fue reconvertida en Enrique Granados a la muerte del compositor; y algunos nombres que finalmente no se materializaron, como Atenas, Desclot, Barceló, Capmany, La Coronela y Llobregat.

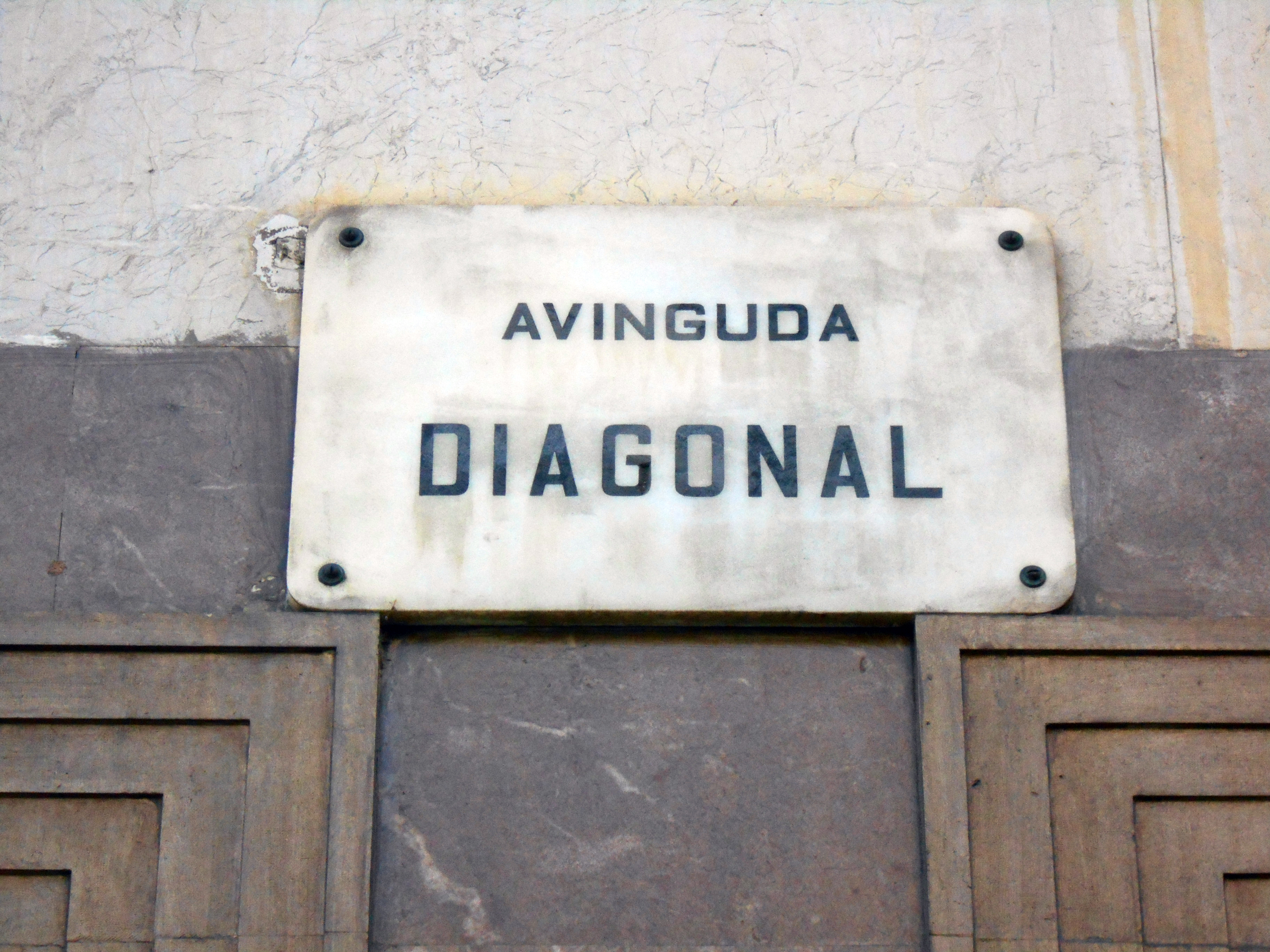
Avenida Diagonal.

Por otro lado, y seguramente para compensar, la corporación municipal y el cuerpo técnico propusieron diversos nombres relacionados con la historia de España, como Floridablanca, Sepúlveda, Enna (actual calle de Ramón Turró), Marqués de Campo Sagrado, Pelayo, Vergara y Trafalgar.
El nuevo conjunto de calles fue aprobado por Fomento el 19 de diciembre de 1863, junto a varias disposiciones adicionales: se dividió el territorio del Ensanche entre Barcelona y los municipios colindantes (aún independientes) de Gracia, Les Corts, San Andrés de Palomar y San Martín de Provensals; se estableció la numeración de las casas; y se reguló la rotulación, con una placa identificadora de la calle en el primer edificio de cada manzana —si no estaba edificado se ponía una tablilla provisional—.
Cabe señalar que la parte del Ensanche correspondiente a San Martín de Provensals no fue bautizada por Balaguer, sino que el consistorio martinense dictaminó sus propios nombres, algunos de ellos repetidos, como Balmes (actual Fluvià), General Manso (actual Josep Pla) y San Martín (actual Selva de Mar), y algunos que aún perduran, como Prim, Llacuna, Bogatell, Provensals, Pueblo Nuevo y Taulat.

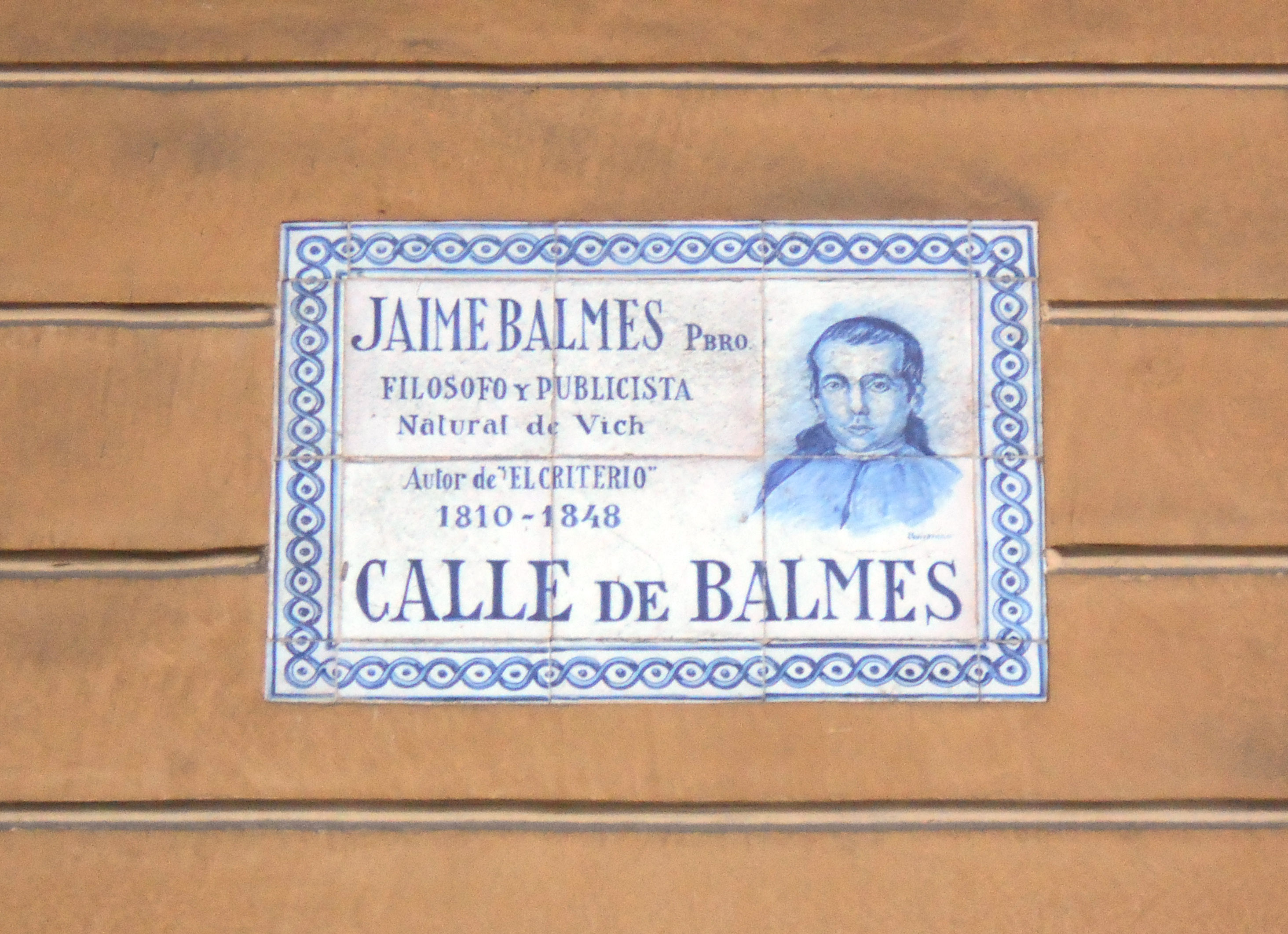
Calle de Balmes.

Con posterioridad a la propuesta de Balaguer diversas calles del Ensanche fueron nombradas siguiendo sus criterios: batallas y hechos históricos como Almogávares, Las Navas de Tolosa, Dos de Mayo, Independencia, Los Castillejos, Wad-Ras (actual Doctor Trueta) y Luchana (actual Roc Boronat); conceptos de la economía, como Trabajo y Agricultura; personajes como Pedro IV, Felipe II, Bac de Roda, Padilla, Sancho de Ávila, Juan de Austria, Andrade, San Antonio María Claret, Lope de Vega, Espronceda, Mistral, Wellington, Cristóbal de Moura y Buenaventura Muñoz; ciudades y provincias de España, como Álava, Ávila, Badajoz, Bilbao, Cantabria, Cartagena, Castilla, Ciudad de Granada, Guipúzcoa, La Coruña, Murcia, Palencia, Pamplona, Vizcaya y Zamora; ciudades internacionales, como París, Londres, Roma y Buenos Aires; y países como Marruecos, Bolivia, Paraguay, Perú y Venezuela.
Un caso particular es el de la plaza de Cataluña, surgida estos años por ser el primer espacio situado tras las murallas, justo donde comienza el paseo de Gracia. En el Plan Cerdá no figuraba esta plaza, que estaba destinada a ser una manzana de edificios (la n.º 39). Sin embargo, pronto se convirtió en un lugar céntrico y de gran afluencia de público, lo que atrajo la actividad comercial y lúdica, por lo que se instalaron en el lugar diversos establecimientos de espectáculos y restauración. Con el tiempo, la gente empezó a denominarla por su actual nombre, una nominación espontánea de origen impreciso que se llegó a imponer de tal forma que el Ayuntamiento no tuvo más remedio que oficializarla. Así, cuando en 1860 la reina Isabel II inauguró las obras del Ensanche la plaza ya recibía esta denominación popular, que fue recogida en 1865 por Víctor Balaguer en su compendio de Las calles de Barcelona.

#### Sexenio Democrático

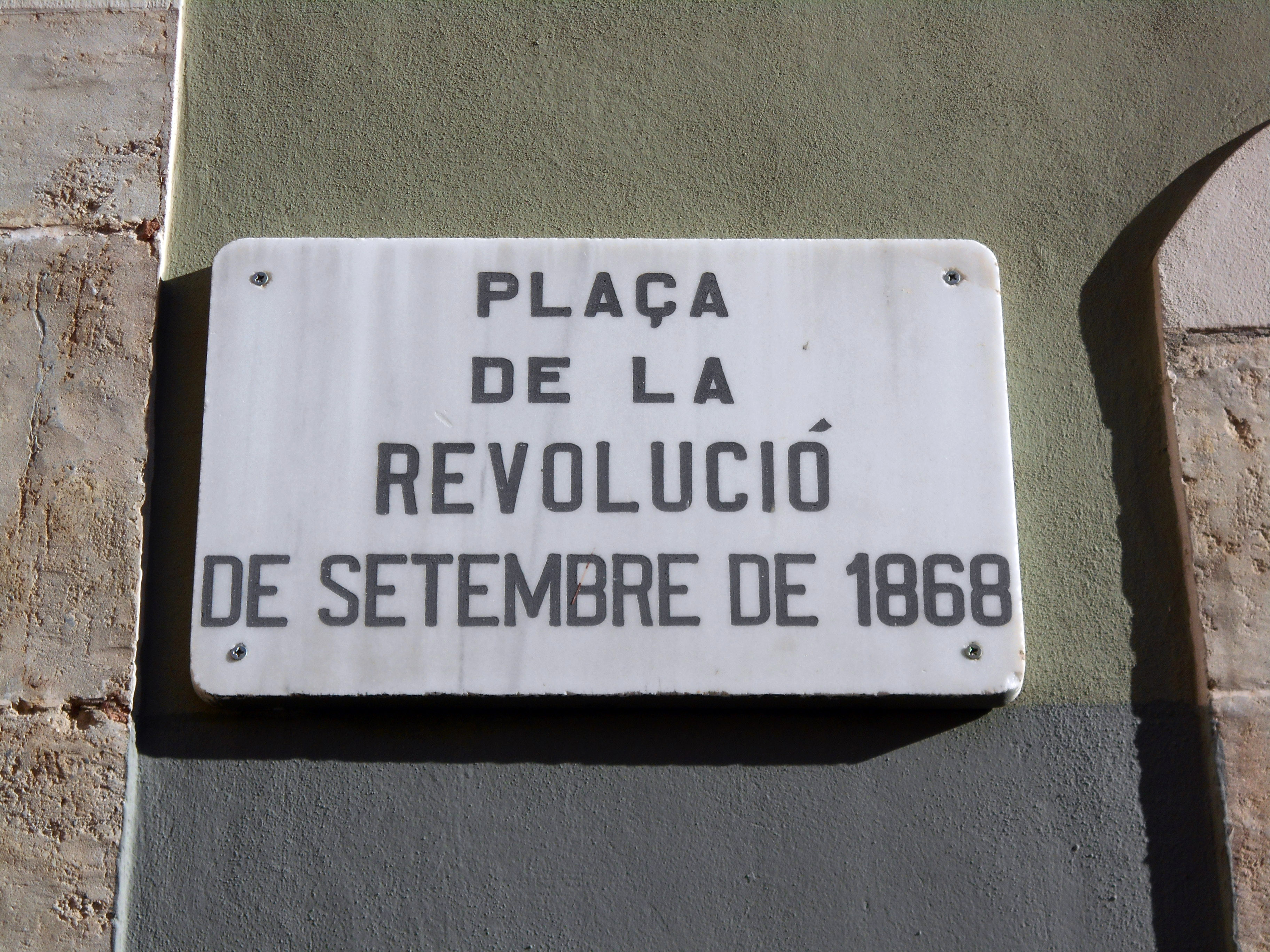
Plaza de la Revolución de Septiembre de 1868.

La Revolución de la Gloriosa en 1868 comportó de nuevo numerosos cambios en el nomenclátor. En una sesión celebrada el 26 de enero de 1869 el Ayuntamiento decidió cambiar las siguientes calles: Cristina por República, Fernando VII por Libertad, Isabel II por Alcolea, Isabel II (Hostafrancs) por Béjar, Princesa por Cádiz, Princesa (Hostafrancs) por Mas y Ventura —dos tenientes que protagonizaron una revuelta progresista y fueron fusilados en 1866—, la rambla de Isabel II por rambla de Cataluña, el Pla de Palau por plaza del Comercio, la plaza Real por plaza Nacional y la plaza del Rey por plaza del Pueblo. Estos cambios se hicieron efectivos todos excepto la calle Cristina, que finalmente se llamó Prim y no República, y perduraron durante la Primera República (1873-1874), con el único aditamento en 1873 del cambio del Portal de la Paz por Portal de la Junta Revolucionaria.
El Sexenio Democrático se reflejó también en los pueblos del llano de Barcelona:
- Gracia: la calle de Isabel II se dividió en dos, las calles de Luna y Mariana Pineda; la plaza de Isabel II pasó a ser plaza de la Revolución; y las calles Príncipe, Princesa, Virrey, Virreina y Caballeros pasaron a ser Escuder, Argüelles, Maldonado, Torrijos y Zurbano, respectivamente.[123]
- Sants: Isabel II se convirtió en Riego, la plaza de la Iglesia en plaza de la Federación —por la Federación Regional Española de la Asociación Internacional de Trabajadores—,[123] y un tramo de la carretera de la Bordeta fue llamado calle de la Constitución.[124]
- San Martín de Provensals: la plaza de Isabel II fue rebautizada plaza de Prim, y la calle Princesa fue de Topete.[123]
- Sarriá: Isabel II pasó a ser Libertad, Príncipe fue Serrano, y Cristina cambió a Prim.[123]
- Les Corts: la plaza de la Iglesia fue sustituida por plaza de la Constitución.[123]
- San Andrés de Palomar: Isabel II se transformó en Don Juan Prim.[123]

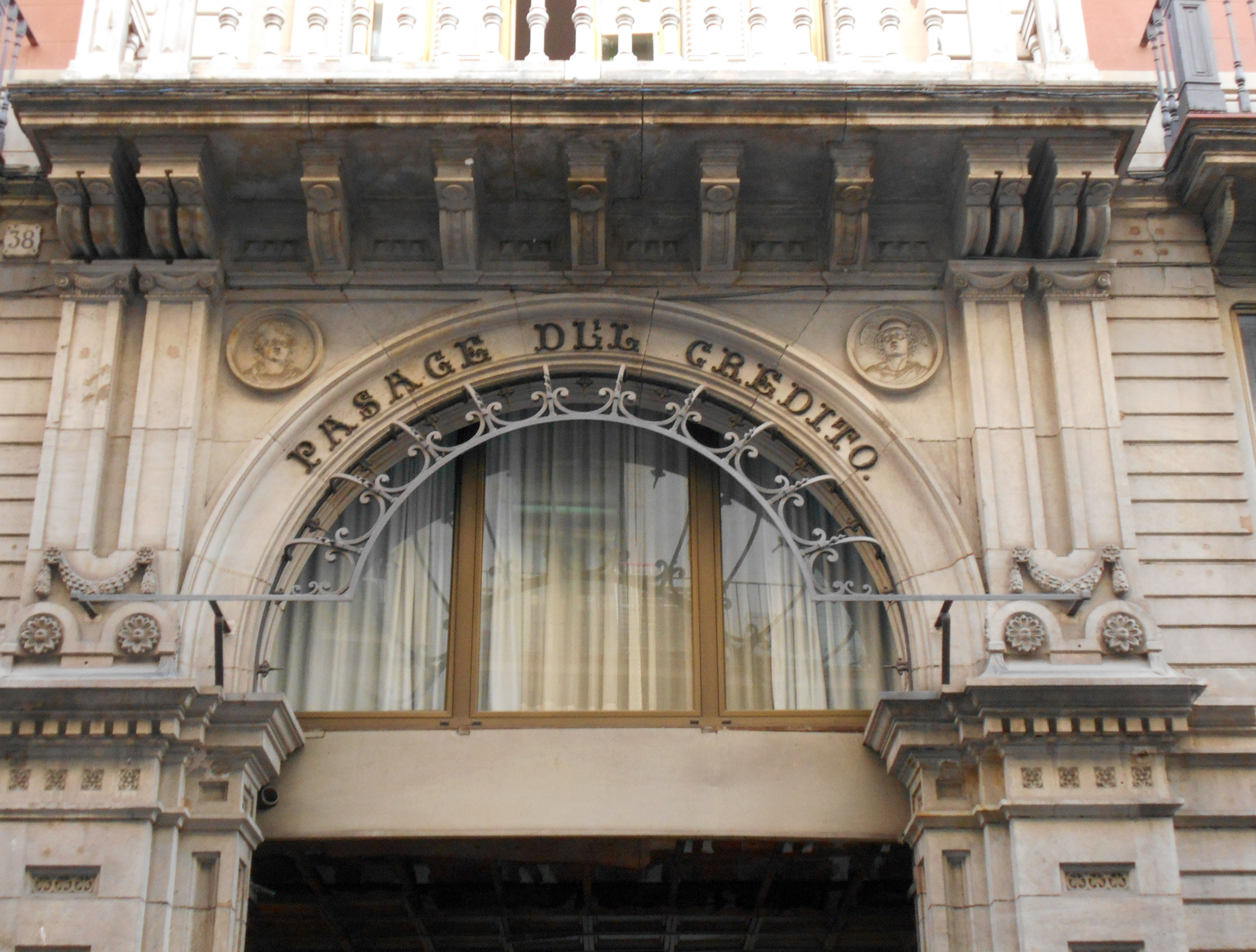
En el se abrieron varios pasajes-galería, como el pasaje del Crédito (1875).

Durante los once meses que duró la Primera República no hubo excesivos cambios, por lo corto del período, aunque había una voluntad expresa de realizarlos, como se ve en la promulgación de la siguiente ordenanza:

Que en virtud de no estar debidamente rotuladas las calles y al objeto de que no tengan sus nombres el color religioso que hoy tienen, se cambien los nombres de los santos por otros más adecuados y que simbolizan la época presente.

Con la restauración borbónica todos estos cambios fueron revertidos, salvo contadas excepciones, como la rambla de Cataluña, que siguió llamándose así, o la calle Béjar de Hostafrancs, que aunque volvió a ser temporalmente Isabel II, en 1879 retornó a Béjar. En cambio, en los pueblos colindantes la mayoría de cambios no fueron revertidos, y muchos permanecieron hasta la llegada de la dictadura franquista; alguno incluso ha llegado inalterado hasta la actualidad, como la calle de la Constitución. También hubo algún cambio puntual, como la avenida del Paralelo por Marqués del Duero, en 1874.
Pocos más cambios hubo hasta finales de siglo. En 1883 se inauguró el cementerio de Montjuïc, que por su extensión fue dividido en calles que recibieron nombres de signo religioso. A finales de siglo se celebró un evento que supuso un gran impacto tanto económico y social como urbanístico, artístico y cultural para la ciudad: la Exposición Universal de 1888. Se llevó a cabo en el parque de la Ciudadela, un terreno anteriormente perteneciente al ejército que albergaba la fortaleza de la Ciudadela —de ahí el nombre dado al parque—, ganado para la ciudad en 1868. Además de la Ciudadela se remodeló el Salón de San Juan (actual paseo de Lluís Companys), una larga avenida de 50 metros de ancho que servía de entrada a la Exposición, en cuyo inicio se emplazó el Arco de Triunfo, diseñado por José Vilaseca. También se abrió el paseo de Circunvalación, que rodea el parque por su zona sur.

### sigloXX

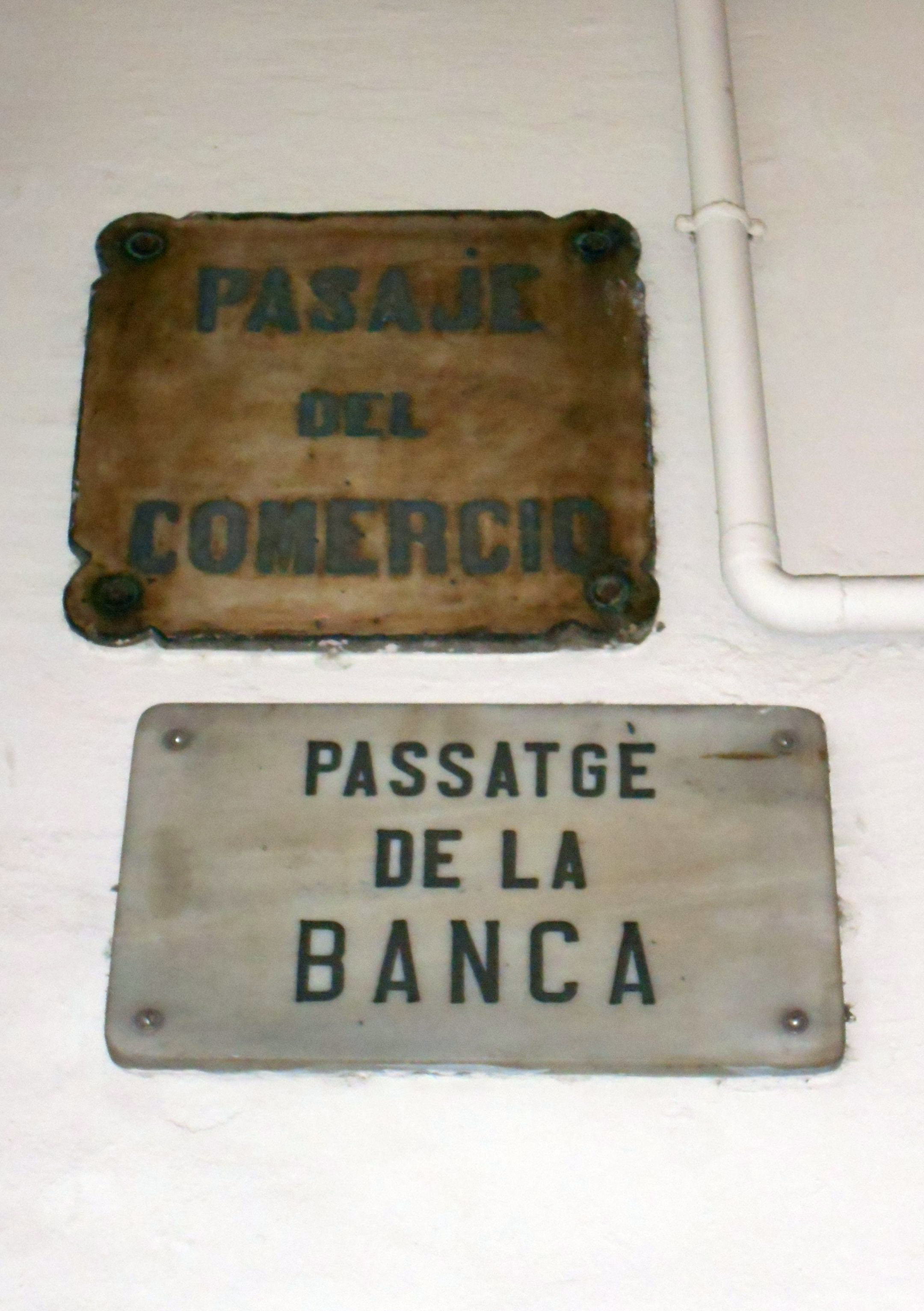
El ha visto numerosos cambios de normativas en la rotulación, con alternancia entre el castellano y el catalán, así como el cambio de nombres por motivos políticos.

El siglo XX estuvo condicionado por la convulsa situación política, con el fin de la monarquía en 1931 y la llegada de la Segunda República, finalizada con la Guerra Civil y sustituida por la dictadura franquista, hasta el restablecimiento de la monarquía y la llegada de la democracia. Socialmente, este siglo vio la llegada masiva de inmigración a la ciudad, con el consecuente aumento de la población: si en 1900 había 530 000 habitantes, en 1930 casi se habían doblado (1 009 000 hab), para llegar entre 1970 y 1980 al pico máximo (1 754 900) y a finales de siglo a 1 500 000 habitantes.

#### Agregaciones municipales
El inicio del siglo estuvo marcado por la expansión geográfica de la ciudad: en 1897 Barcelona se anexionó seis poblaciones limítrofes hasta entonces independientes: Sants, Les Corts, San Gervasio de Cassolas, Gracia, San Andrés de Palomar y San Martín de Provensals. Igualmente, en 1904 fue anexionado Horta; en 1921, Sarriá y Santa Cruz de Olorde (un pequeño terreno de Collserola segregado de Molins de Rey); en 1924, Collblanc y la Marina de Hospitalet, donde se hizo la Zona Franca; y, en 1943, El Buen Pastor y Barón de Viver, segregados de Santa Coloma de Gramanet. La ciudad pasó de 15,5 km² a 77,8 km², y de una población de 383 908 habitantes a 559 589.

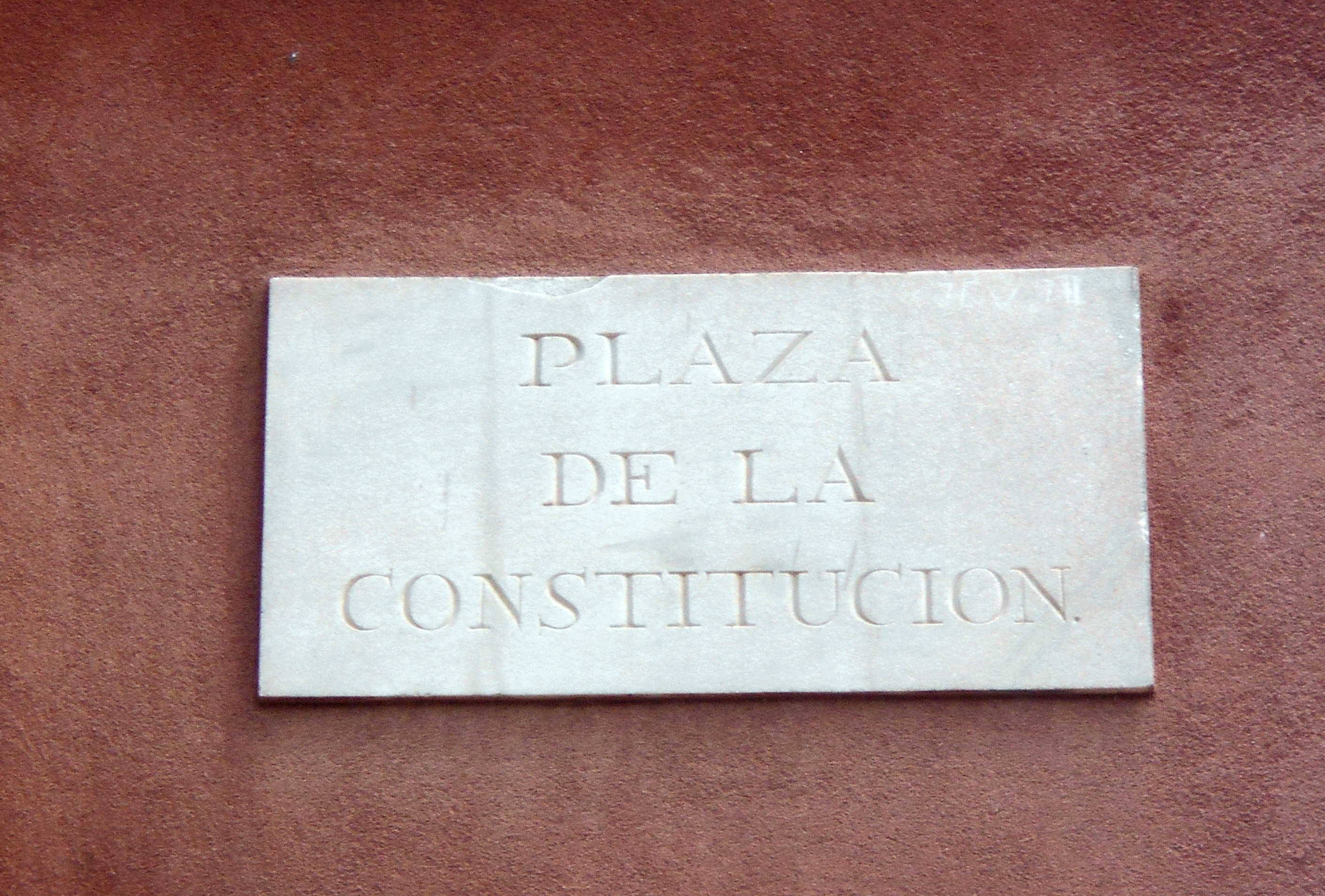
Antigua placa de la plaza de la Constitución de Horta, actualmente plaza de Santes Creus.

Con la agregación de los municipios colindantes y la nueva incorporación de un gran número de vías públicas se comprobó que había numerosas duplicidades, ya que varios municipios —y también barrios de la periferia de Barcelona, como Hostafrancs, La Barceloneta y Pueblo Seco— tenían calles con los mismos nombres, sobre todo en cuanto a calles con nombres de santos. Por ejemplo, había nueve calles de San José, y ocho de San Juan. Mientras se regularizaba esta situación fue necesario aclarar pertinentemente la antigua localidad de cada calle en la correspondencia, para que llegase a su correcto destino. En 1907 se creó una ponencia encargada de la nomenclatura de las calles, gracias a cuya labor se cambió el nombre a 361 calles para evitar estas duplicidades. Los nuevos nombres incorporaron una nueva ordenanza redactada en 1905 que establecía la dedicación de personalidades tan solo a partir de los diez años de su defunción.
Para bautizar las nuevas calles se usaron distintos criterios: pueblos de Cataluña (Agramunt, Arbós, Calaf, Cambrils, Escornalbou); comarcas de Cataluña (Panadés, Priorato, La Selva); regiones españolas (Asturias, Extremadura, Castilla, Canarias); personalidades ilustres de los pueblos agregados (Agustí Milà, Pons i Gallarza, Guillem Tell); personalidades del mundo cultural (Bretón de los Herreros, Marian Aguiló, Ramón y Cajal, Jules Verne, Voltaire, Zola, Frederic Soler); personajes republicanos o liberales (Doctor Rizal, Estanislao Figueras, Víctor Balaguer, Ríos Rosas, Rossend Arús, Suñer y Capdevila, Vidal y Valenciano); nombres del movimiento obrero (La Internacional, Élisée Reclus, Emancipación); y personajes del pasado (Sócrates, Pitágoras, Rubens, Tiziano, Pasteur, Mistral).

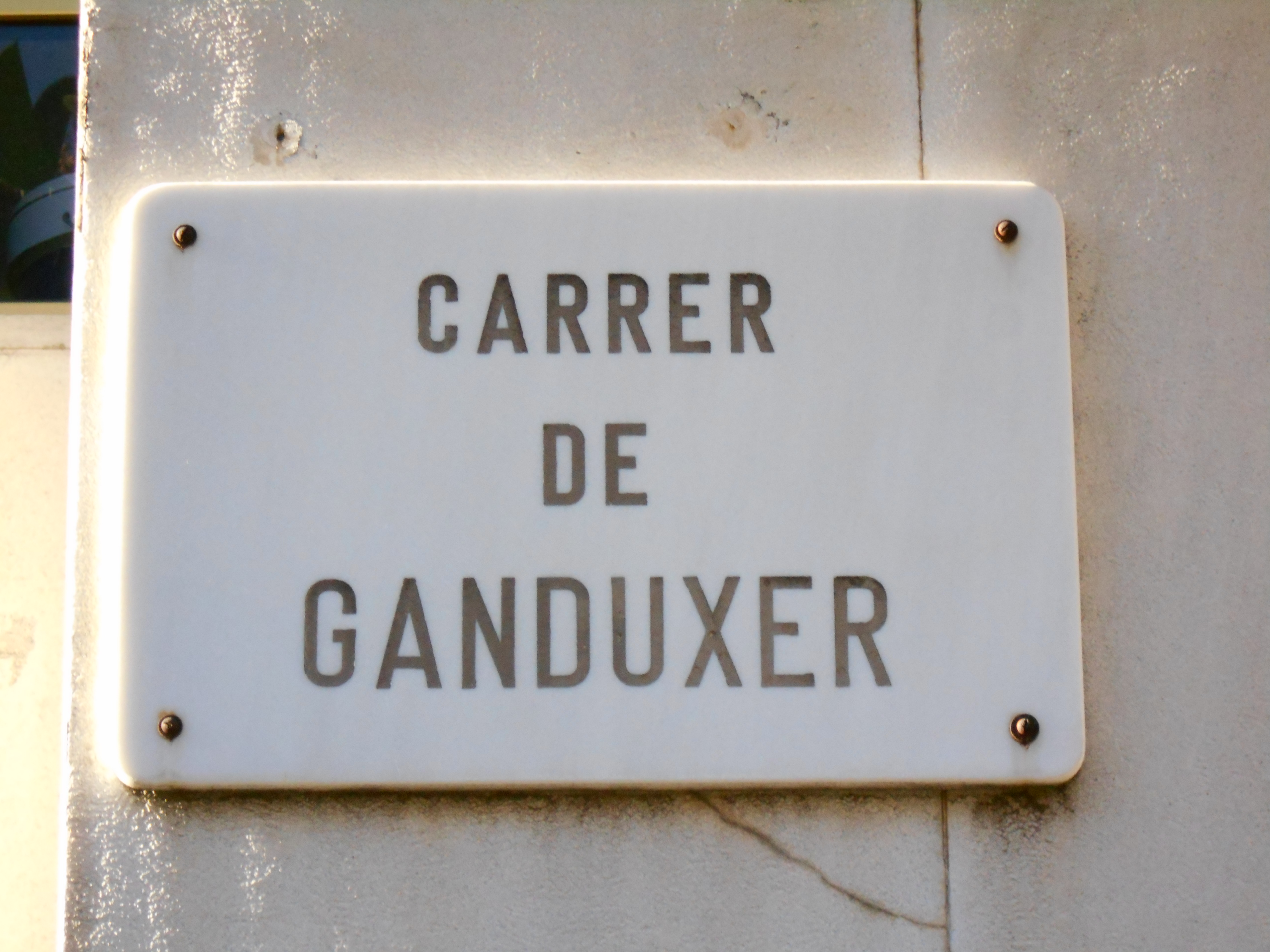
Calle de Ganduxer, por el propietario del terreno, Pau Ganduxer i Aymerich.

Con la agregación se constató también un fenómeno ocurrido con frecuencia entre los siglos XIX y comienzos del XX: muchos terrenos de anterior uso agrícola fueron urbanizados por sus propietarios, que a menudo ponían su propio nombre o el de sus familiares a las vías recién creadas. Existe por ejemplo el caso de Pau Ganduxer i Aymerich, del que procede la calle de Ganduxer, mientras que puso el nombre de plaza de Ganduxer (actual plaza de Ferran Casablancas) en honor a su padre, Francesc Ganduxer i Garriga; la calle de Aymerich (actual calle de Ceriñola) por su madre, Rita Aymerich; la calle de Carrencà por su esposa, Josepa Carrencà; y la calle de Torras i Pujalt por su yerno, Joaquim Torras i Pujalt.
Otro caso paradigmático es el de la urbanización de la finca Torre del Simó, en Gracia, que conllevó la calle de Santa Ágata por la propietaria, Àgata Badia i Puigrodon; la calle de Santa Rosa por su madre, Rosa Puigrodon i Pla; la calle de Santa Magdalena por su suegra, Magdalena Escarabatxeras i Blanch; la plaza de San Antonio por su marido, Antoni Trilla (actual plaza de Trilla); y, además, las calles de Badia, por su padre, Joan Badia, y de Trilla, por su suegro, Antoni Trilla.
Por regla general, y de forma un tanto inexplicable, la mayoría de ayuntamientos de los pueblos del llano solían aprobar estas disposiciones dictadas por los terratenientes. Así por ejemplo esta petición de Miquela de Paguera en 1847 al ayuntamiento de San Martín de Provensals para un terreno situado en el Campo del Arpa:

Abrirá cuatro espaciosas calles, que desea denominar: 1ª, de Don Juan de Paguera; 2ª, del Beato Miguel; 3ª, de la Virgen del Carmen; 4ª, de la Eterna Memoria, para pagar de este modo un justo tributo a la de su difunto esposo, que hizo su felicidad.

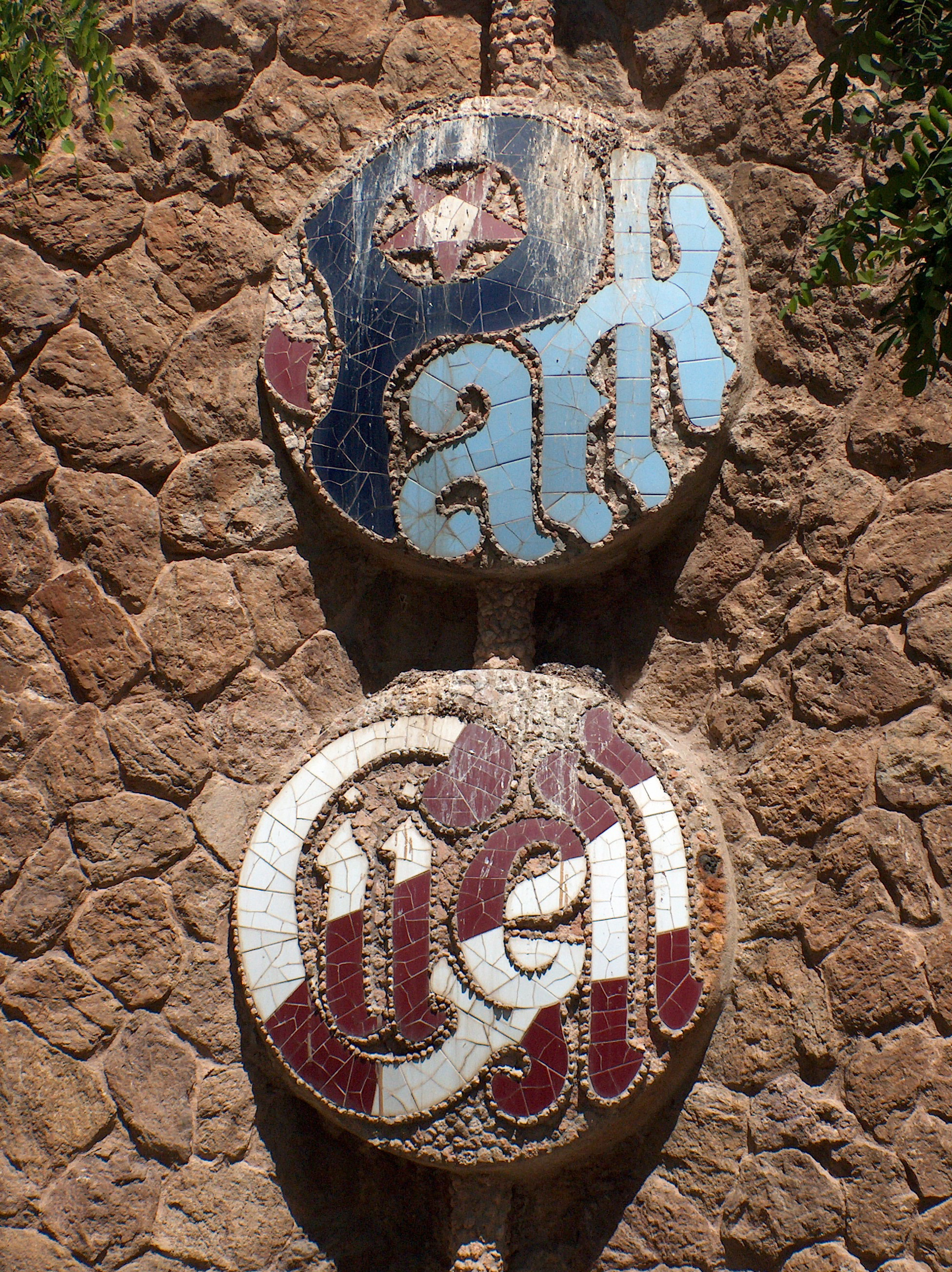
Parque Güell.

Cabe señalar también que con la agregación cambiaron de nombre algunas carreteras que unían las antiguas poblaciones. Así, la carretera de San Andrés a Collblanc fue dividida en tres: Solar, travesía del Carril y Travesía (a secas) —las tres forman ahora la travesía de Gracia—; y la carretera de Cornellá a Fogás de Tordera fue dividida también en tramos: avenida de Esplugas, Obispo Català, paseo de la Reina Elisenda de Montcada, paseo de la Bonanova («buenanueva»), paseo de San Gervasio, paseo del Valle de Hebrón y paseo de Valldaura.
También en los primeros años del siglo se urbanizó la falda del Tibidabo, que fue ocupada por casas unifamiliares al estilo de las ciudades-jardín inglesas. Su arteria principal es la avenida del Tibidabo, nombre que remite a la montaña y que proviene de una cita bíblica: haec omnia tibi dabo si cadens adoraveris me, «todo esto te daré si te prosternas ante mí para adorarme» (Mateo 4,9). Una plaza está dedicada también al Doctor Andreu, promotor de la urbanización.

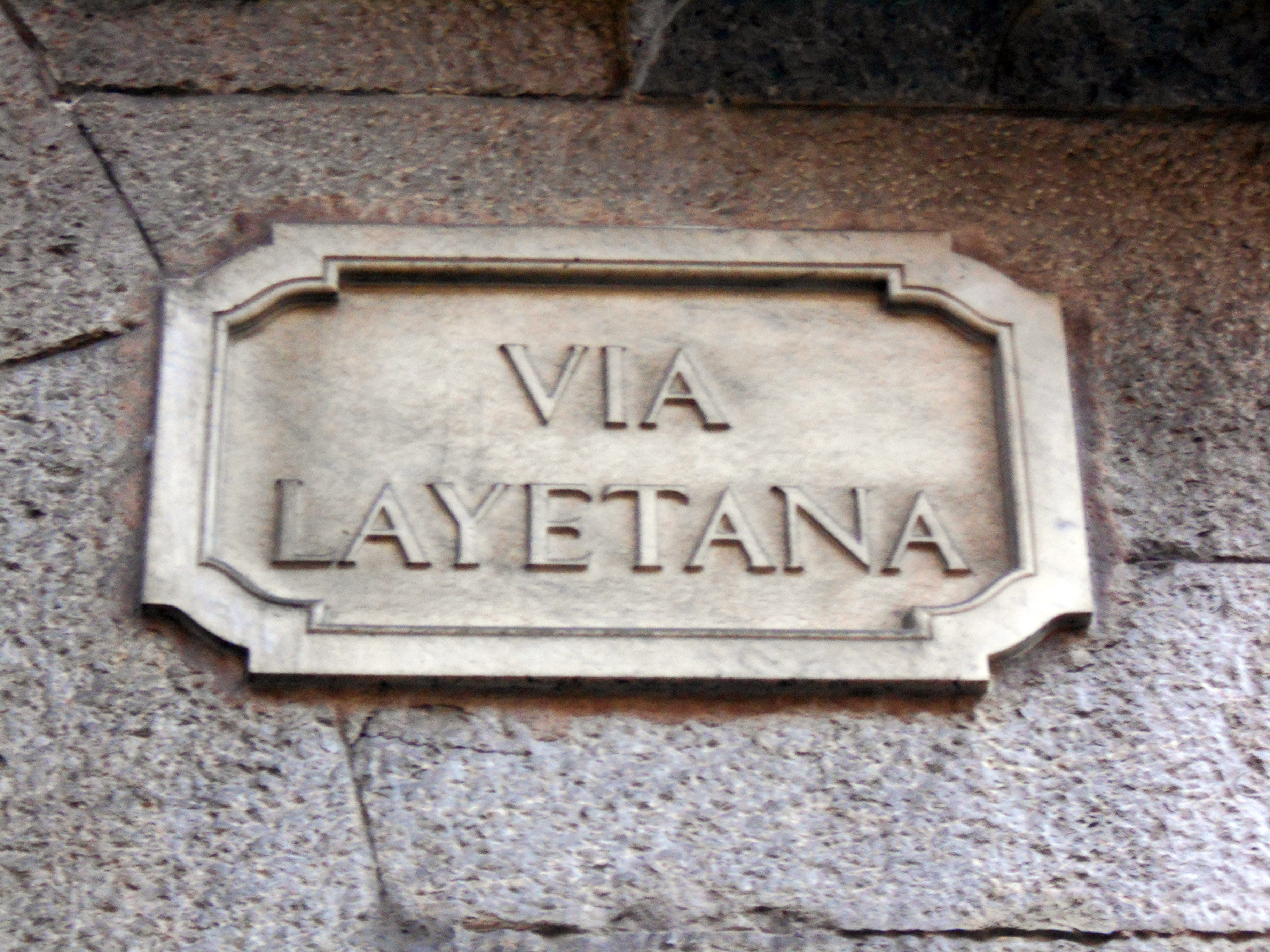
Vía Layetana.

Otra urbanización de estas fechas fue la de la finca de Can Muntaner (1900-1914), al pie del monte Carmelo, en el barrio de La Salud, diseñada también como una ciudad-jardín de casas unifamiliares. El promotor fue el industrial Eusebi Güell, y se ocupó del trazado el arquitecto Antoni Gaudí. El proyecto no tuvo éxito, ya que solo se vendieron dos parcelas, y en 1926 el terreno fue cedido al Ayuntamiento y reconvertido en parque, conocido hoy como parque Güell.
En 1905 la plaza de los Josepets fue renombrada de Lesseps, el constructor del canal de Suez, que había sido cónsul de Francia en Barcelona. En 1907 se creó la plaza de Ibiza, en Horta, dedicada a la isla balear; el mismo año y en el mismo barrio se cambió la rambla de Cortada por calle de Campoamor, por el poeta asturiano. También en 1907 se cambió la calle Ancha del distrito de Gracia a Verdi, en honor del compositor italiano Giuseppe Verdi. Por otro lado, en 1908, el llamado camino de Dalt, en la Sagrera, fue cambiado a calle de Concepción Arenal. En 1909 se abrió en el Tibidabo la carretera de las Aguas, así llamada por ser construida por la Sociedad General de Aguas de Barcelona.
Durante los primeros años del siglo se efectuó una ampliación del Puerto de Barcelona (1905-1912), con un proyecto por el que se prolongó el dique del este y se construyeron un contradique y los muelles interiores. Estas obras dieron al puerto prácticamente su fisonomía actual, exceptuando la construcción del muelle sur y la dársena interior en 1965. A lo largo de su extensión, presenta los siguientes muelles: Adosado, Álvarez de la Campa, Atarazanas, Baleares, Barcelona, Barceloneta, Bosch i Alsina, Cataluña, Contradique, Costa, Dársena interior, Dársena sur, Depósito, España, Evaristo Fernández, Inflamables, Lepanto, Levante, Madera, Marina'92, Nuevo, Nuevo Contradique, Occidental, Oeste, Oriental, Pescadores, Petroleros, Poniente, Príncipe de España, Reloj, San Beltrán, Sur y Varadero.
La actuación urbanística más importante en estos años fue la apertura de la Vía Layetana, que conectaba el Ensanche con el mar, proyectada con la letra A en el Plan Baixeras de 1878. Las obras se realizaron finalmente entre 1908 y 1913, con una financiación conjunta entre el Ayuntamiento y el Banco Hispano Colonial. Inicialmente estaba previsto llamarla Bilbao, pero finalmente se le puso el nombre de Vía Layetana, en honor del pueblo ibero de los layetanos, los primeros habitantes conocidos del llano de Barcelona. El trazado de la nueva vía comportó la desaparición de 85 calles de origen medieval, así como la aparición de nuevos viales en las zonas aledañas a la vía: algunos de ellos fueron bautizados con nombres de héroes de la Guerra de la Independencia, como Ramon Mas, Doctor Joaquim Pou y Julià Portet; una calle fue dedicada a Àngel Baixeras, autor del proyecto urbanístico; y se abrió la plaza de Ramón Berenguer el Grande, conde de Barcelona.

#### Período catalanista

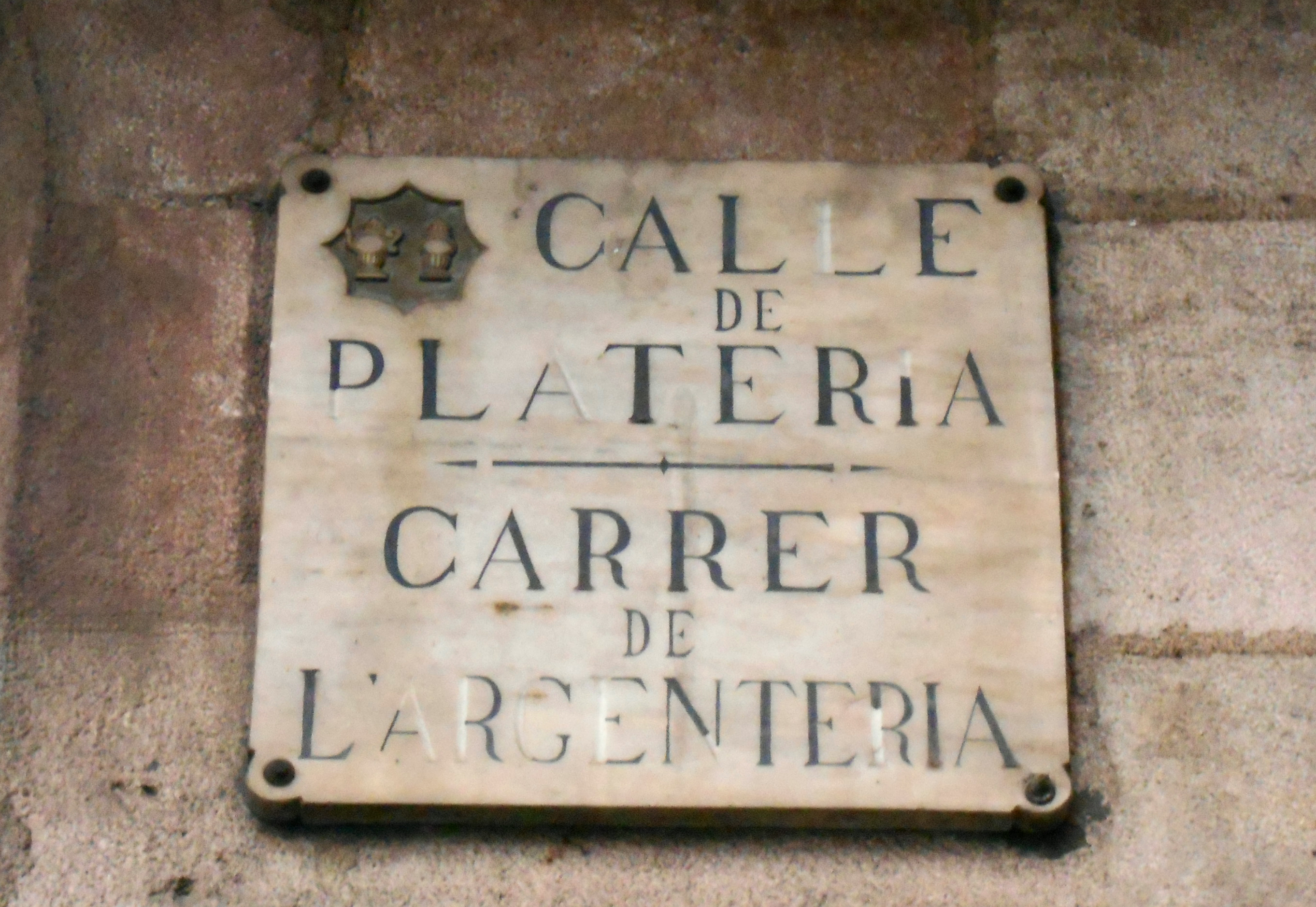
Calle de la Platería / Carrer de l'Argenteria, placa bilingüe utilizada por la Mancomunidad de Cataluña.

A partir de 1914, fecha de creación de la Mancomunidad de Cataluña, comenzó la rotulación de las calles en idioma catalán. Sin embargo, esto solo se aplicó a las nuevas calles, mientras que las antiguas placas no fueron sustituidas. Durante un tiempo se colocaron incluso placas bilingües, realizadas en hierro esmaltado y de una medida mayor de lo habitual.
El signo catalanista del consistorio dominado por la Lliga Regionalista entre 1915 y 1923 comportó algunos cambios en ese sentido: así, la avenida Diagonal fue rebautizada como Nacionalidad Catalana; la calle Montjuïc de San Pedro pasó a ser de Verdaguer Callís; y la plaza de Antonio Maura se renombró a Fivaller. Por otro lado, la ideología conservadora de la Lliga se reflejó en la dedicación de algunas calles a empresarios y personajes de la burguesía, como la rambla de Santa Eulalia, que pasó a ser paseo de Fabra i Puig, por los empresarios hermanos Fabra i Puig; en cambio, no prosperó la propuesta de dedicar la rambla de Cataluña a Eusebi Güell.
En 1914 la carretera del Manicomio fue renombrada como calle del Doctor Pi i Molist, por el médico y escritor Emili Pi i Molist. Al año siguiente se creó la avenida de Pearson, dedicada a Frederick Stark Pearson, fundador de la compañía eléctrica Barcelona Traction. En 1916 se cambió la calle del Prat por rambla del Carmelo, la vía principal del barrio homónimo. Por otro lado, en 1917 la antigua carretera de Sant Cugat, llamada desde 1879 paseo de la Diputación, fue renombrada como avenida de la República Argentina.

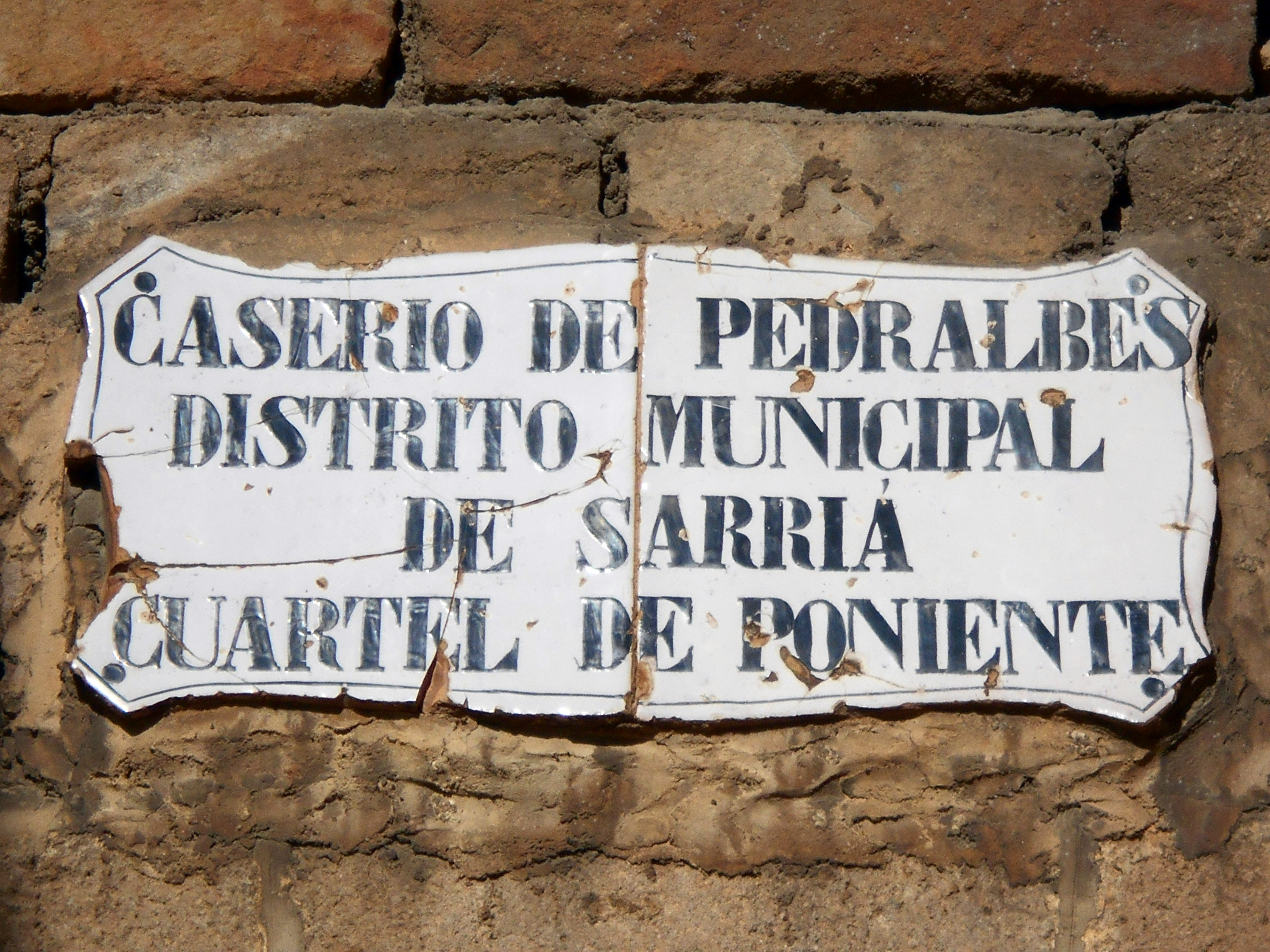
Caserío de Pedralbes, placa del antiguo ayuntamiento de Sarriá, municipio agregado en 1921.

Al finalizar la Primera Guerra Mundial, en 1918, y debido a la tendencia francófila del consistorio, se nombraron diversas vías con nombres relacionados con la contienda: la recientemente creada plaza de Ramón Berenguer el Grande fue llamada del 11 de Noviembre de 1918, fecha de finalización de la guerra, aunque en 1922 volvió a su anterior nombre; la plaza de Estanislao Figueras fue dedicada al Mariscal Joffre (actual plaza de Vázquez de Mella); y se creó el paseo de Verdún, nombre de una batalla de la Gran Guerra.
En 1920 se cambió el nombre del paseo del Cementerio a petición de los comerciantes de la zona, para los cuales no era un nombre muy halagüeño. Fue rebautizado como avenida de Icaria, en recuerdo de una comunidad icariana establecida en la zona a mediados del siglo XIX. Durante la Guerra Civil fue llamada avenida de la Revolución Social, y durante el franquismo Capitán López Varela, para recuperar el nombre de Icaria en 1978.
La última agregación municipal, la de Sarriá, ocurrida en 1921, comportó de nuevo el cambio de diversas calles debido a duplicidades y otros factores. En esta ocasión, vistos los antecedentes, la última sesión del ayuntamiento sarriense propuso los nuevos nombres, adelantándose al consistorio barcelonés. Debían cambiar 70 calles, aunque de los propuestos por Sarriá finalmente solo se aprobaron 14, ya que el cambio efectivo coincidió con el inicio de la dictadura de Primo de Rivera, que desautorizó diversos nombres de signo catalanista.
En 1921 se creó también la plaza de Sanllehy, en la frontera entre Gracia y Horta-Guinardó, dedicada a Domènec Sanllehy, que fue alcalde de Barcelona en 1906.

#### Dictadura de Primo de Rivera

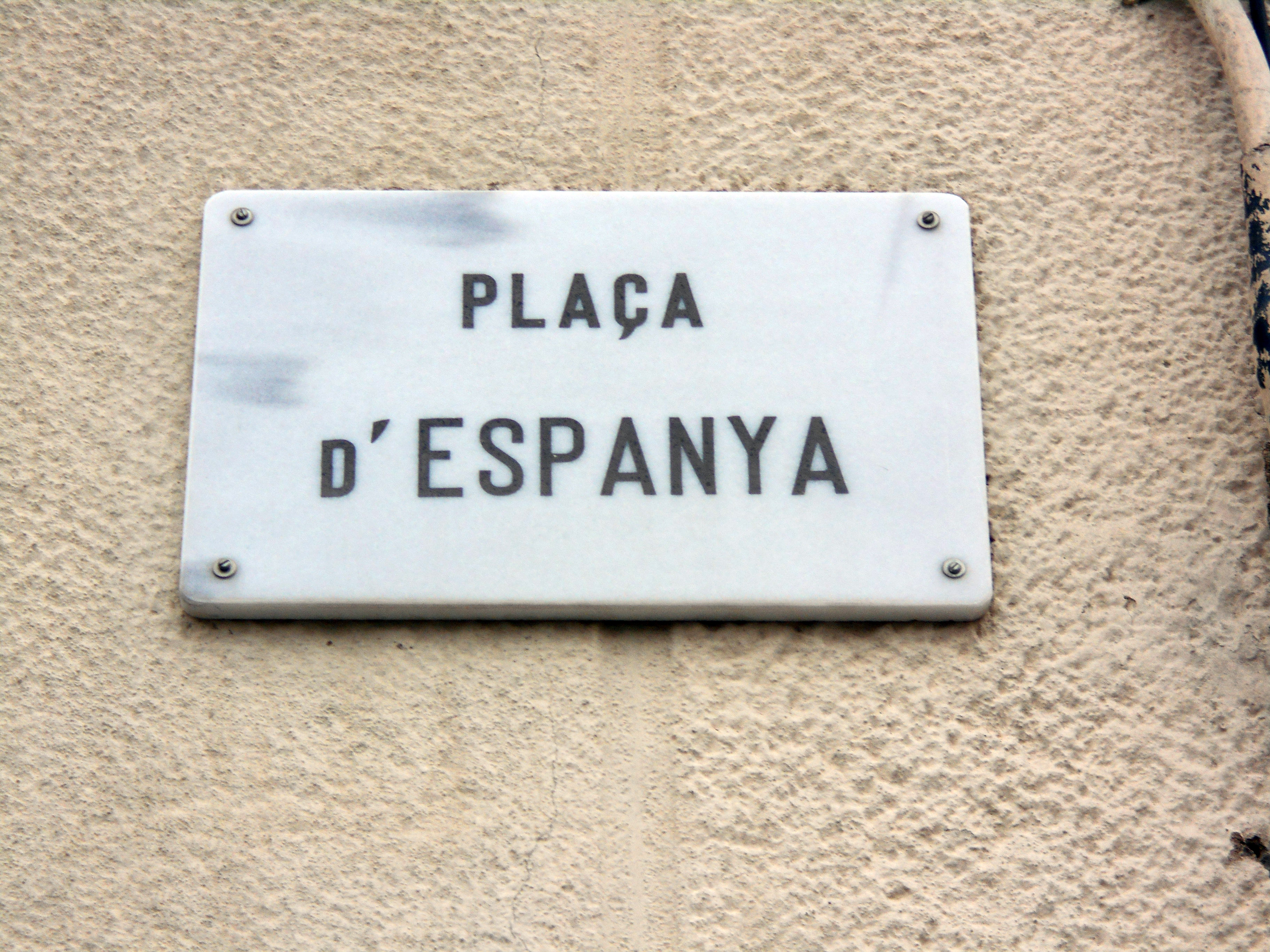
Plaza de España.

Con la llegada de la dictadura de Primo de Rivera en 1923 se volvió a la rotulación en castellano. El concejal Ignasi de Ros propuso la partición de las placas bilingües para que solo quedase la versión en castellano, pero como era muy costoso finalmente se sustituyeron todas.
El nuevo régimen también efectuó considerables cambios en la nomenclatura, aunque tardaron un poco: en 1923 solo se cambió la calle Maryland por Marqués de Foronda; finalmente, en 1927 se instituyó una Ponencia de Cambios de Nombres de Calles, a la que siguió otra en 1929. Los nuevos nombres escogidos eran por lo general nombres de la familia real, militares y episodios de la Historia de España.
Así, diversas calles fueron dedicadas a la Familia real española: la avenida de la Nacionalidad Catalana (antigua Diagonal) pasó a ser Argüelles, pero al poco tiempo fue rebautizada de Alfonso XIII; la riera de Cassoles se convirtió en avenida del Príncipe de Asturias; la avenida de América fue renombrada de la Reina María Cristina, a la que se dedicó también una plaza en la Diagonal; la Gran Vía P —nombre provisional de una vía de nuevo trazado en Les Corts— se transformó en calle de la Infanta Carlota Joaquina (actual avenida de Josep Tarradellas); y el camino Antiguo de San Acisclo fue reconvertido en avenida de Borbón.
Otro buen número de calles se dedicaron a militares: la calle de la Concordia fue cambiada a Almirante Aixada; la calle Número 2 del ensanche de San Andrés pasó a Almirante Próxida; la Diagonal de San Pablo fue dedicada al dictador, General Primo de Rivera (actual avenida de Gaudí); la calle Letra X al General Magaz (actual plaza de Maragall); la actual plaza de la Sagrada Familia —entonces recién abierta y sin bautizar— al General Barrera; la carretera Nueva de Horta al General Martínez Anido (actual paseo de Maragall); también se dedicó una calle al héroe de Monte Arruit, Fernando Primo de Rivera (actual Pere Duran Farell); la calle Número 17 del plan urbanístico de Les Corts al Capitán Arenas; y la calle del Ebro al Coronel Sanfeliu.

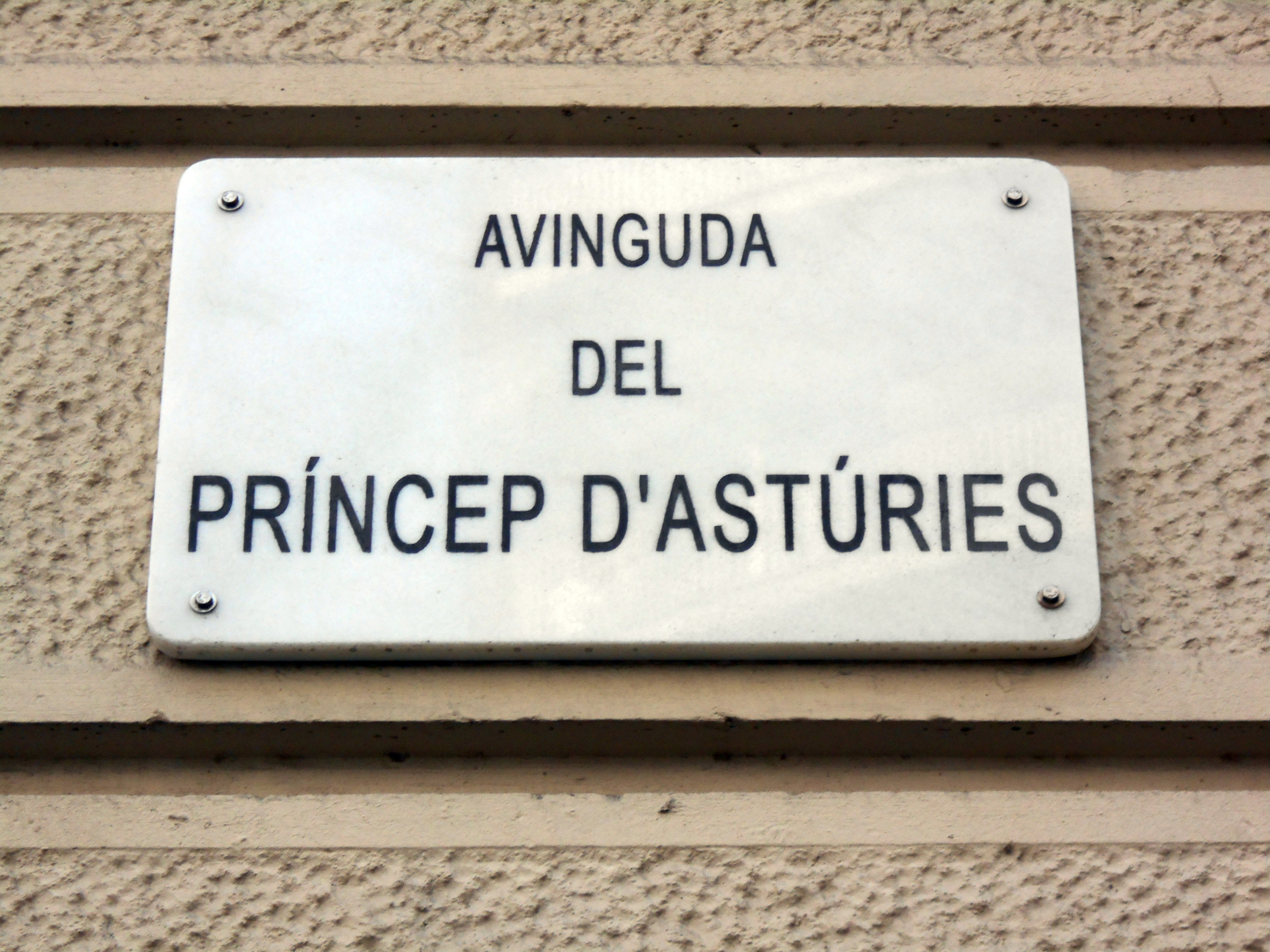
Avenida del Príncipe de Asturias (actualmente avenida de la Riera de Cassoles).

En el distrito de San Martín se cambiaron diversas calles por hechos y personajes ligados a la dinastía de los Austrias: la calle Bac de Roda por Felipe II; Fluvià por Juan de Austria; la calle de Cataluña por San Quintín; Vilanova por Cristóbal de Moura; y Lluís Pellicer por Padilla.
También hubo numerosos cambios en Sarriá, revirtiendo la última decisión del consistorio sarriense antes de su agregación: la plaza de Prat de la Riba por Duque de Gandía (actual plaza de Sarriá); la calle Nuestra Señora de Nuria por Virgen de Covadonga; la calle Doctor Robert por paseo de la Bonanova; Abadesa Çaportella por Reyes Católicos; Padre Miquel de Sarrià por Beato Diego de Cádiz; Nicolàs Travé por Avión Plus Ultra; la plaza de San Vicente de Sarriá por San Vicente Español; y la plaza del Consejo de la Villa por Poeta Zorrilla.
Otros cambios fueron: Víctor Hugo por paseo de San Gervasio, Voltaire por Siracusa, Mariscal Joffre por Vázquez de Mella, Fivaller por Antonio Maura, Regionalismo por Canónigo Pibernat, Solidaridad por Orden y la plaza de las Glorias Catalanas por Glorias, simplemente.
En 1929 se celebró la Exposición Internacional en Montjuïc. Para este acontecimiento se urbanizó toda la zona de la plaza de España, la plaza del Universo y la avenida de la Reina María Cristina, finalizando en una serie de plazas que ascendían hacia el Palacio Nacional: plaza de la Fuente Mágica (actualmente de Carles Buïgas), del Marqués de Foronda (actual Josep Puig i Cadafalch) y de las Cascadas, así como el paseo de las Cascadas (actualmente de Jean C. N. Forestier). También se abrieron las avenidas de Rius i Taulet y del Marqués de Comillas (actualmente de Francesc Ferrer i Guàrdia), así como los jardines de Laribal y Miramar, diseñados por Forestier. En 1942 se creó el paseo de la Exposición en recuerdo del evento.
Para la Exposición se creó también el Pueblo Español, un recinto que acoge en su interior reproducciones de distintos ambientes urbanos y arquitectónicos de todo el conjunto del territorio nacional, obra de los arquitectos Ramon Reventós y Francesc Folguera. Está estructurado como un pueblo, con una plaza Mayor y diversas calles: calle del Príncipe de Viana, calle Caballeros, plaza Castellana, calle Conquista, calle Tercio, calle Candil, calle del Alcalde de Móstoles, calle del Alcalde de Zalamea, bajada de Cervantes, calle Maestrazgo, calle Rius i Taulet, rincón del Triste, gradas de Santiago, plazoleta de la Iglesia, plaza Aragonesa, plaza del Carmen, calle Bulas, calle Cuna, calle Davallada, plaza de Peñaflor, calle Mercaderes, plaza de la Hermandad, calle Levante y plaza de la Fuente.
También en 1929 se crearon los Jardinets de Gràcia («jardincillos»), obra de Nicolás María Rubió y Tudurí. En 1991 fueron dedicados a Salvador Espriu, que vivió en la zona.

#### Segunda República

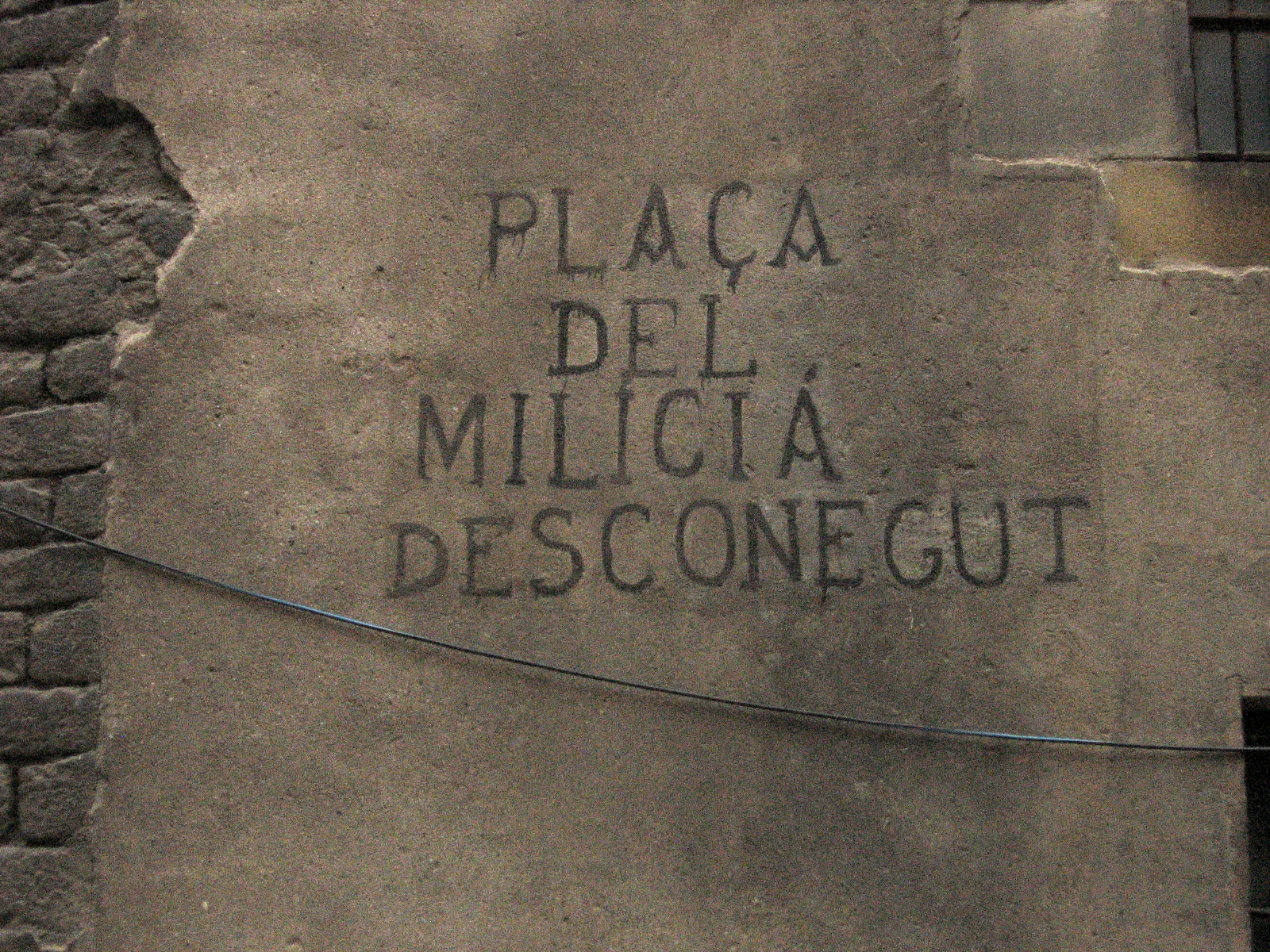
Plaza del Miliciano desconocido (1938), actual plaza de San José Oriol.

La caída de la dictadura de Primo de Rivera comportó diversos cambios antes incluso de la llegada de la República: el 4 de febrero de 1931, durante la llamada Dictablanda del general Dámaso Berenguer, el concejal Martí Esteve propuso una serie de iniciativas para modificar calles de la dictadura: desaparición de los nombres de militares, retorno al nombre anterior de diversas calles, recuperación del nombre propuesto por Sarriá a varias calles y cambiado por la dictadura, y retorno a la versión catalana de varias calles mal castellanizadas. También se bautizaron dos plazas y una avenida que aún no tenían nombre: la situada frente a El Molino, llamada Blasco Ibáñez; la conocida popularmente como Cinco de Oros, dedicada a Pi i Margall (actual plaza de Juan Carlos I); y la avenida llamada también popularmente Diagonal del Ferrocarril, que pasó a ser de la Generalidad (actual avenida de Roma).
Con el advenimiento de la Segunda República el 14 de abril de 1931 se procedió de nuevo a cambiar las calles del castellano al catalán —lo que no se reflejó plenamente en las placas, ya que era un proceso lento y costoso—, así como se cambiaron numerosos nombres de calles. El nuevo consistorio, presidido por Jaume Aiguadé, recogió las propuestas efectuadas meses antes por Esteve, a las que añadió un centenar de cambios más, que aprobó el 26 de agosto de 1931. La mayoría de cambios de la dictadura fueron revertidos, especialmente los de militares y personajes de la realeza y la nobleza, aunque se respetaron los que eran aceptables para el nuevo régimen.
Algunos de los cambios más significativos fueron: la avenida de Alfonso XIII (Diagonal) por Catorce de Abril, la plaza de San Jaime por plaza de la República, la plaza Real por Francesc Macià, la calle Princesa por Pablo Iglesias, la de Fernando por Fivaller, Conde del Asalto por Nueva de la Rambla, Marqués del Duero por Francesc Layret, María Victoria por Victoria Republicana, Cuarenta Metros por Carlos Marx (actual Vía Julia), el Salón de San Juan por Fermín Galán, el paseo de San Juan por García Hernández (tramo Diagonal-Gracia), Santísima Trinidad del Monte por Héroes Republicanos de Sarriá, y Marqués de la Argentera por Eduard Maristany —un cambio curioso, porque era el mismo personaje—. También se dedicaron calles a Salvador Seguí, Francisco Ferrer y Guardia, Pau Sabater, Prats de Molló, Santiago Rusiñol, Anselm Turmeda y Bernat Metge.
En los años siguientes hubo pocos cambios: en 1932 se cambió la plaza de Tetuán por Hermenegildo Giner de los Ríos, y se creó la plaza de Alcalá Zamora (actualmente Francesc Macià); en 1933 se cambió San Jerónimo por Cèsar August Torras, Marqués de Foronda por Arturo Masriera, Padre Claret por Mutualidad y Cameros por Amadeo Vives; y, en 1934, la plaza de Garriga Bachs por Josep Llimona, Crisantemos por Joan Gamper y unos pocos más de menor relevancia. El mismo 1934 se bautizaron varias calles que aún no tenían nombre: Sabino de Arana, Bori i Fontestà, Valentí i Camp y José Bertran, mientras que Pau Casals fue trasladado de un callejón de la Verneda a una nueva avenida situada entre la Diagonal y el Turó Park.
Durante el Bienio Conservador (1934-1936) el nuevo alcalde, Juan Pich y Pon, estableció varias disposiciones referidas al nomenclátor: respeto a los nombres establecidos en 1934; otorgar nombres nuevos a calles nuevas; placas en castellano y catalán colocadas alternativamente; añadir información biográfica a las placas de personalidades; y petición escrita de los vecinos para avalar nuevos nombres. El nuevo consistorio introdujo pocas novedades, la principal bautizar una nueva plaza en el cruce entre la Diagonal y la Gran Vía de Carlos III como de Alejandro Lerroux (actualmente María Cristina).

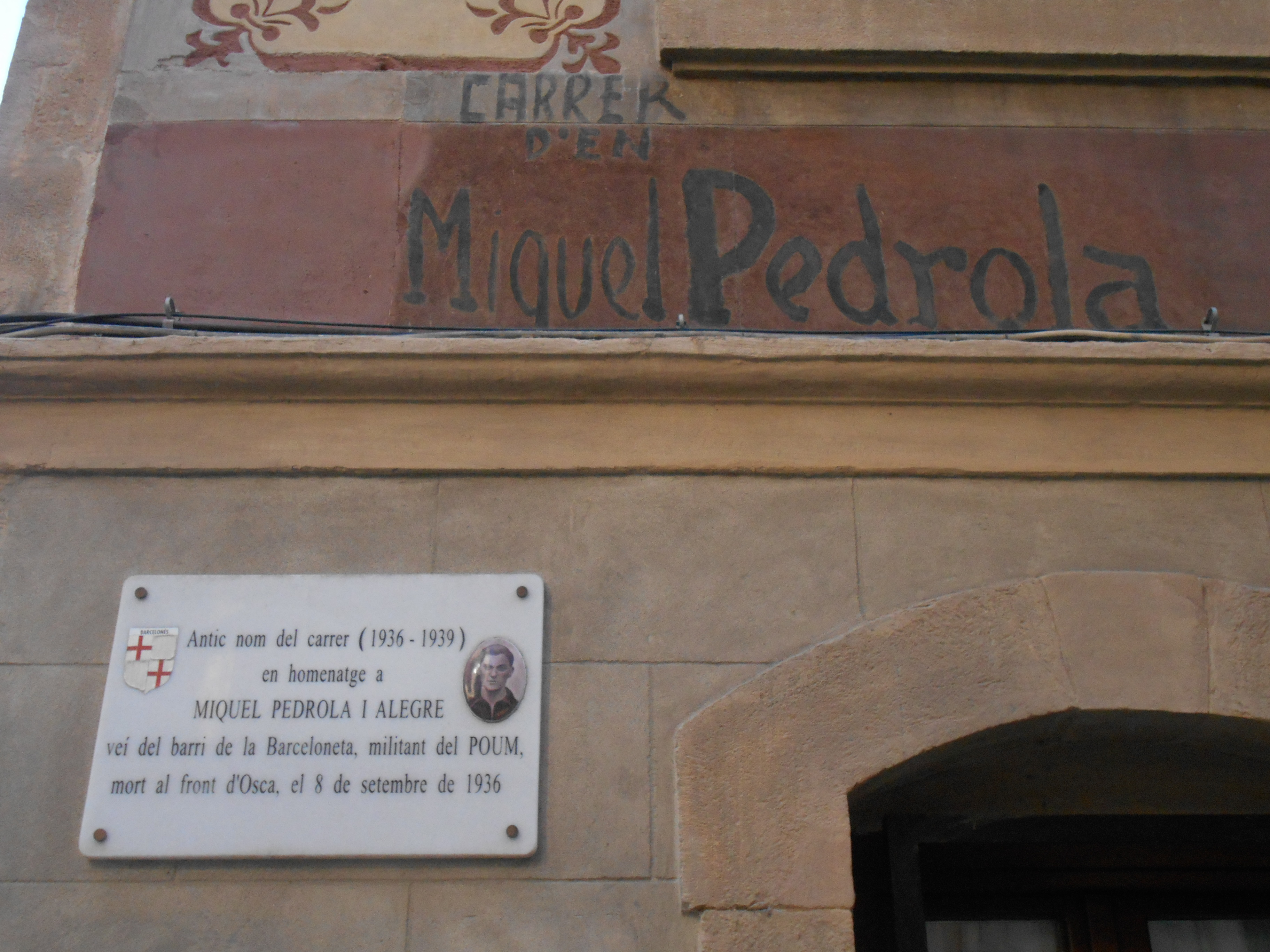
Calle de Miquel Pedrola (actualmente de San Miguel), con la antigua inscripción y una placa recordatoria al miliciano del POUM, fallecido en el frente de Huesca en 1936.

Durante la Guerra Civil el fervor popular llevó a cambiar numerosas vías públicas sin ni tan siquiera una aprobación oficial ni la colocación de una placa, simplemente el nombre escrito en la pared. Se revirtieron numerosos nombres instaurados durante la dictadura de Primo de Rivera que se habían mantenido durante la República. También se cambiaron numerosas calles con nombres religiosos, preferentemente las céntricas. Otros cambios fueron de signo político o en recuerdo de líderes sindicalistas o milicianos y combatientes en la guerra. La mayoría de cambios fueron efectuados en los primeros meses de la contienda, y muchos de ellos fueron confirmados por el Ayuntamiento el 16 de septiembre de 1937; sin embargo, algunos de los cambios de signo espontáneo quedaron únicamente en el ideario colectivo popular. El único cambio efectuado por iniciativa del consistorio presidido por Carles Pi i Sunyer fue el de la plaza de Urquinaona por Francesc Ferrer i Guàrdia, el 19 de noviembre de 1936.
Los nuevos nombres fueron rotulados en la mayoría de casos simplemente en alquitrán, aunque en algunos pocos casos se colocaron placas de tipo artesanal, como en la Vía Layetana, rebautizada Vía Durruti, donde se colocó una placa confeccionada por el escultor Enric Boleda; o en la plaza de Ferrer i Guàrdia, con un medallón con la efigie del difunto. Sin embargo, estas placas fueron destruidas en 1939.
Entre los cambios aprobados por el Ayuntamiento en 1937 cabe citar: paseo de Gracia por Pi i Margall, avenida de Borbón por Mariscal Joffre, General Martínez Anido por paseo de Maragall, Concordia por Sitio del 1714, plaza de Alcalá Zamora por Hermanos Badia, Mediana de San Pedro por Santiago Salvador, avenida Nuestra Señora de Montserrat por Francisco Ascaso, Vergara por Antoni López Raimundo, plaza de San José Oriol por Miliciano Desconocido, Obispo Irurita por Federico García Lorca, Pla de Palau por Ángel Ganivet, Santa Ana por Mártires de Montjuïc, plaza del Ángel por Dostoyevski, Alta por Espartaco, Peris Mencheta por Friedrich Engels, Carmen por Kropotkin, plaza de San Agustín Viejo por Néstor Majnó, paseo de la Bonanova por Errico Malatesta, plaza del Canónigo Rodó por Mártires de Chicago, avenida de Icaria por Revolución Social, Obispo Laguarda por Revolución de 1936, Santuario por Barricada, Pie de la Cruz por Komsomol, avenida Meridiana por URSS, plaza de la Sagrada Familia por Ucrania, plaza de Sants por 19 de Julio, San Pablo por Rafael Farga Pellicer, Negocio por Víctimas del 19 de Julio, etc. También se cambiaron las rondas de San Antonio, San Pablo y San Pedro por tres líderes anarquistas: Tarrida del Mármol, Ricardo Mella y Fermín Salvochea, respectivamente.
Otros muchos cambios no fueron aprobados y quedaron a nivel popular, entre los que se podría destacar: Mayor de Gracia por Germinal Vidal, San Pedro Mártir por Amadeu Colldeforns, San Federico por Mártires de Sants, Marqués de la Mina por Capitán Arrando, Santo Domingo de Santa Catalina por Sargento de Milicias Francesc Vila, San Honorato por Teniente Coronel Díaz Sandino, plaza de San Justo por Largo Caballero, Foradada por Bakunin, avenida del Portal del Ángel por Doctor Pavlov, Bajada de San Mariano por Pancho Villa, Sanjuanistas por AIT, plaza de la Trinidad por CNT, San Eusebio por FAI, Bertran por POUM, Nuestra Señora del Pilar por Libertad, Santa Magdalena por Los Rebeldes, Beatas por Anarquistas, San José de la Montaña por Pepe el Alpinista, Nuestra Señora de Gracia por Desgracia, Madriguera por España, etc.
Los últimos cambios, efectuados en 1938, fueron el de la calle de la Industria por Miguel Hidalgo (actualmente París) y San Jerónimo por Ángel Pestaña.

#### Dictadura franquista

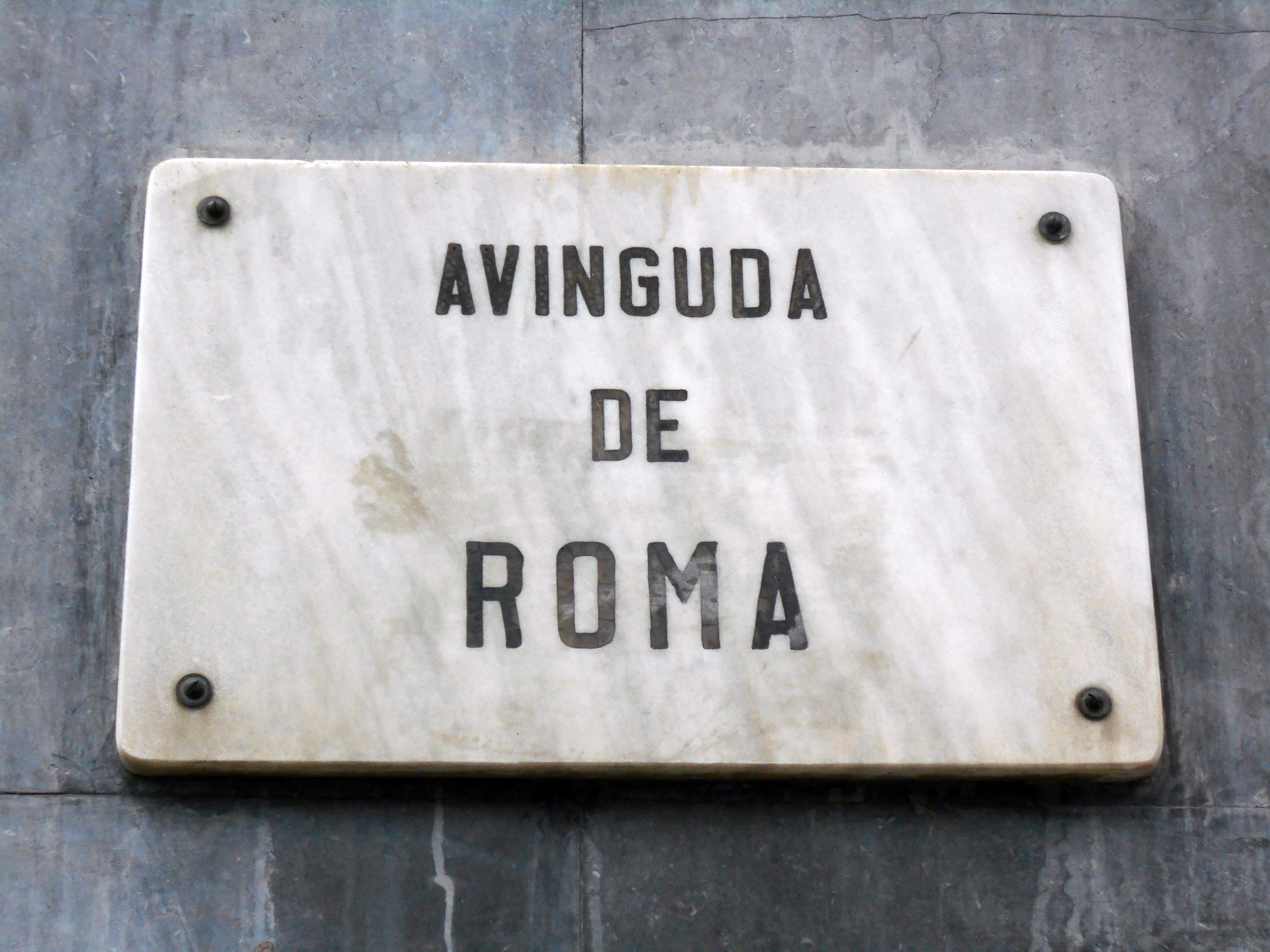
La avenida de Roma, al igual que la calle de Berlín, fueron nombradas por los aliados de la dictadura franquista, Italia y Alemania.

La victoria del bando sublevado y la instauración de la dictadura franquista comportó de nuevo el paso de la rotulación del catalán al castellano, y la sustitución de numerosos nombres. Todos los cambios de época republicana fueron revertidos en bloque. En un principio, hubo una serie de cambios no reconocidos a nivel oficial, como pasó durante la guerra, que poco después fueron desautorizados: el paseo de Pi i Margall fue nombrado del General Mola, aunque finalmente quedó con su nombre anterior, paseo de Gracia; la plaza de Cataluña fue rebautizada del Ejército Español, pero a la postre mantuvo su nombre; la Gran Vía de las Cortes Catalanas fue dedicada inicialmente al General Goded, pero oficialmente se adjudicó a José Antonio Primo de Rivera; la Vía Durruti se asignó a José Antonio, pero luego recuperó el nombre de Vía Layetana; y la plaza Hermanos Badia fue llamada provisionalmente del Ejército Marroquí, pero luego recibió el nombre de Calvo Sotelo.
En una reunión de la Comisión Municipal Permanente celebrada el 25 de febrero de 1939 se acordó:

Los cambios de nombres de las calles y plazas de esta ciudad y de los grupos escolares, con el fin de honrar a los héroes y mártires de la Patria y borrar el recuerdo del paso de la horda por Barcelona, que la mancilló con nombres de indeseables y de extranjeros, restableciendo, además, los nombres tradicionales de la ciudad.

La misma comisión acordó el 7 de marzo de 1939 «retrotraer el nombre de todas las vías y plazas de nuestra ciudad al que tenían antes del 14 de abril de 1931». Esto significó un cambio radical sin atender a ningún miramiento, sin tener en cuenta que no todos los cambios republicanos eran de signo político, sino que había acuerdos municipales y cambios destinados a paliar duplicidades, que con la reversión se volvieron a producir. También resurgieron nombres que no eran afines al nuevo régimen, como el de Pau Casals, que en 1934 se cambió de un callejón de la Verneda a una avenida entre la Diagonal y el Turó Park, anteriormente llamada de Víctor Hugo; el anterior callejón fue renombrado de Cristòfor de Domènech, pero con la reversión franquista volvió a ser de Pau Casals, mientras que la avenida retornaba a Víctor Hugo, ninguno de ellos del agrado del régimen. Finalmente, la avenida fue renombrada del General Goded, pero la calle Pau Casals permaneció hasta 1961, en que el terreno donde se encontraba pasó a San Adrián de Besós.
Otra consecuencia de la reversión es que diversas calles de nueva urbanización que habían sido bautizadas por primera vez durante la República se quedaron sin nombre, tan solo un número o una letra, que es la designación habitual de las nuevas calles hasta su nominación. Con posterioridad se revisaron los nombres que habían recibido, y en muchos casos en que no eran nombres de signo político se revalidó la designación republicana.
Hubo contadas excepciones a la reversión de nombres: la calle de Tomás Mieres no volvió a ser General Arlegui, como se le había puesto en 1924; la plaza de la Sagrada Familia mantuvo su nombre, en vez del de General Barrera que recibió en 1927, quizá por ser un nombre religioso; tampoco se cambió inicialmente la avenida de Gaudí, que antes se había llamado General Primo de Rivera, pero en 1942 sí se produjo el cambio a la postre, que se mantuvo hasta 1963, fecha en que el general fue trasladado a la calle Ancha; también permanecieron el paseo y la plaza de Maragall, anteriormente Martínez Anido y Magaz, respectivamente, parece ser que porque alguien recordó que Maragall había traducido a Goethe —los alemanes eran aliados del régimen franquista—, aunque con posterioridad Martínez Anido recibió el paseo de la Industria (actualmente de Picasso).
También hubo seis excepciones a la política de reversión, todas ellas para honrar a los nuevos dirigentes, aprobadas el 7 de marzo de 1939: avenida Catorce de Abril por Generalísimo Franco (actual avenida Diagonal), Gran Vía de las Cortes Catalanas por José Antonio Primo de Rivera, avenida de Pedralbes por Victoria, paseo de Fermín Galán por salón de Víctor Pradera (actual paseo de Lluís Companys), plaza de los Hermanos Badia por Calvo Sotelo (actualmente Francesc Macià) y paseo de García Hernández por General Mola (paseo de San Juan en su tramo entre Diagonal y Gracia).
El resto de vías públicas retornaron a sus nombres tradicionales, como se ve en una resolución del Ministerio de Gobernación de marzo de 1939:

El paseo de Gracia, la plaza de Cataluña, la calle de Fernando, la de la Princesa, las Rondas, la plaza de San Jaime, etc., volverán a su antigua nomenclatura, sin perjuicio de que el ayuntamiento proceda a revisar a fondo los nombres anteriores al 1931 que recuerden los antecedentes de la dominación rojoseparatista de esta ciudad, para honrar a otros héroes y mártires del Movimiento nacional, a los que asimismo serán dedicadas las vías en proyecto.

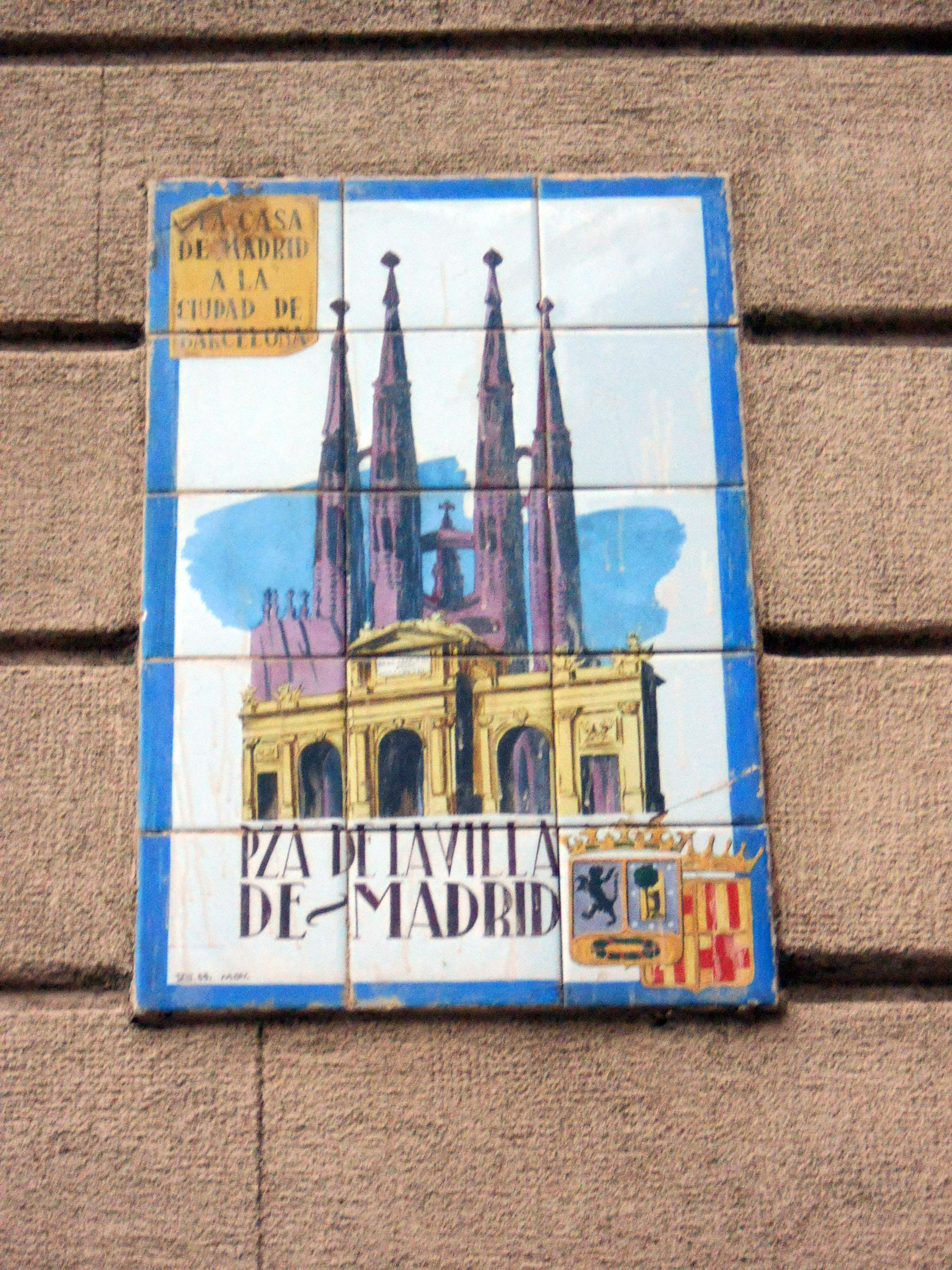
La plaza de Canuda fue renombrada de la Villa de Madrid en 1942.

Aun así, entre 1939 y 1942 se produjeron diversos cambios: avenida de Francesc Layret (Paralelo) por Marqués del Duero, Sabino de Arana por General Sanjurjo, avenida de Pau Casals por General Goded, avenida Presa de les Drassanes por García Morato, avenida de la Generalidad por Roma, París (un tramo) por Berlín, París (otro tramo) por avenida de Madrid, Tarragona (un tramo) por Numancia, García Lorca por Obispo Irurita, carretera de Montjuïc por División Azul, plaza de Pi y Margall por Victoria, plaza de la Revolución por Unificación, La Internacional por Nación, plaza de Salvat-Papasseit por Virrey Amat, plaza de Canuda por Villa de Madrid, Llobregat por Párroco Juliana, Robert Robert por Ramiro de Maeztu, etc. También se bautizaron varias calles nuevas: Alcázar de Toledo, Belchite, plaza de los Caídos, plaza de los Héroes de Espinosa de los Monteros, Salvador Anglada y Teniente Coronel González Tablas. En 1940 se bautizó la plaza surgida por el soterramiento del ferrocarril de Barcelona a Sarriá como plaza de Gala Placidia, por la mujer del rey visigodo Ataúlfo, que tuvo su corte en Barcelona.
En estos años se eliminó también la calle de Pau Claris, que fue adjudicada a su prolongación hacia el mar, la Vía Layetana, recibiendo todo el conjunto el mismo nombre. En cambio, se mantuvo la calle de Casanova, dedicada a Rafael Casanova, quizá porque al llevar solo el apellido no se relacionaba tanto con el personaje, y podía entenderse como perteneciente a otro Casanova. También se mantuvo la calle del 26 de Enero, que conmemoraba la victoria catalana de 1641 en la Guerra de los Segadores, porque coincidía con la fecha de la entrada franquista en Barcelona.
Se hizo una nueva regulación del nomenclátor en una sesión municipal celebrada el 7 de julio de 1942, en que se ratificaba la reversión de nombres republicanos y los cambios efectuados entre 1939 y 1942, así como se recogía una serie de nuevos cambios, algunos de calles nuevas y otros derivados de una depuración de nombres anteriores a la República, pero que tenían algún sesgo izquierdista o catalanista. Algunos de estos cambios fueron: Democracia por Movimiento Nacional, Autonomía por Unidad, Solidaridad por Rubén Darío, Igualdad por Álava, Joaquim Folguera por Núñez de Arce, Suñer i Capdevila por Beato Almató, Zola por Padre Laínez, paseo de Castelar por Donoso Cortés, Laureano Figuerola por Nilo Fabra, Mendizábal por Junta de Comercio, Pere Joan Sala por General Almirante, Pau Alsina por Secretario Coloma, Josep Nonell por Alcalde de Móstoles, etc.

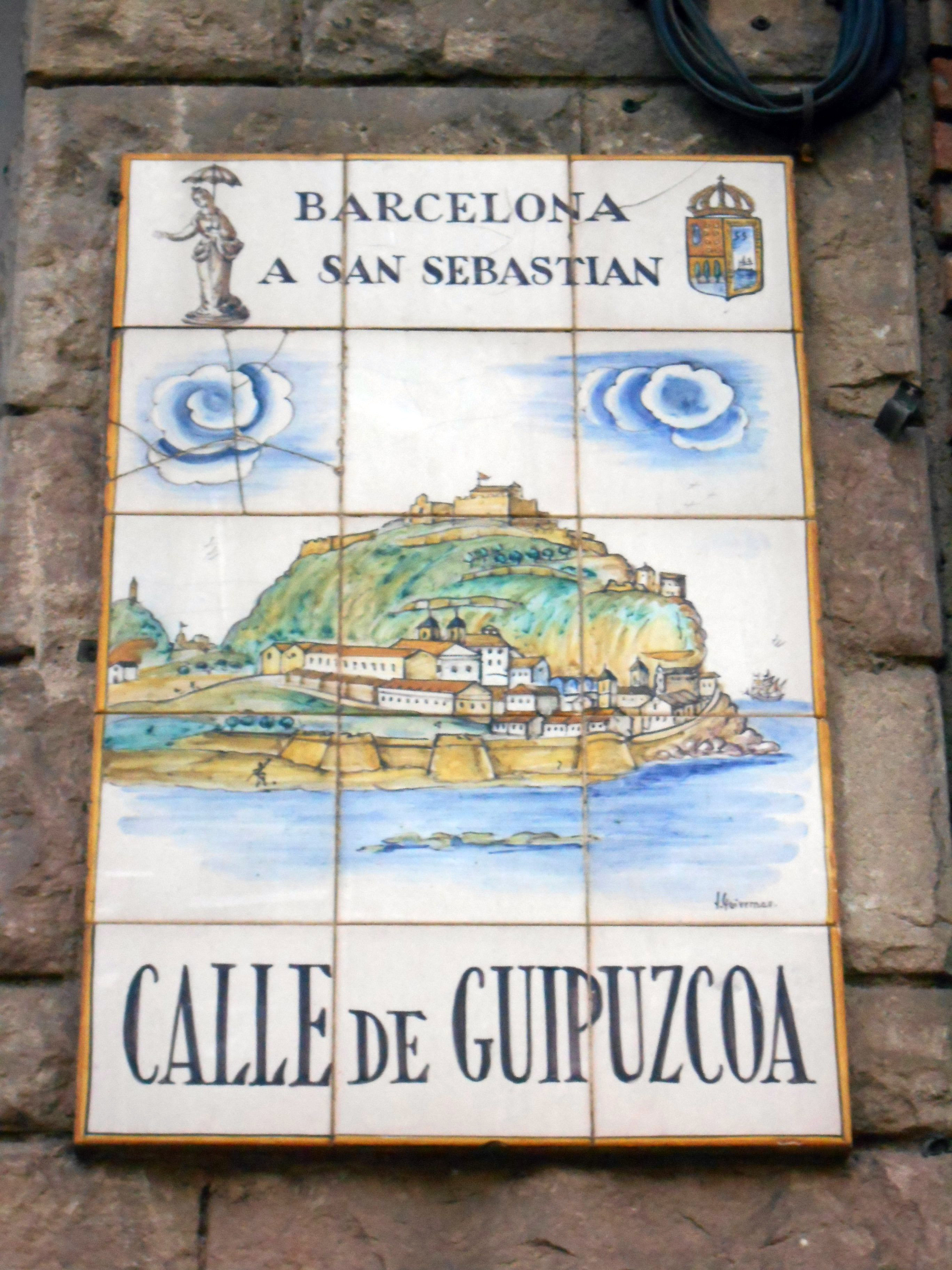
Calle de Guipúzcoa (actualmente rambla), bautizada en 1942.

El nuevo nomenclátor, publicado en 1943, estipulaba igualmente la rotulación en castellano. Algunas de las traducciones efectuadas no fueron muy rigurosas: la calle dels Ases («asnos») quedó como de los Ases; la del Voló (un pueblo del Vallespir) pasó a calle del Balón. En cambio, quedaron algunos nombres en catalán, como Foc Follet («fuego fatuo»), Mare Eterna («madre eterna», en alusión a la naturaleza, título de una obra de Ignasi Iglésias) y Barri Vermell («barrio rojo», quizá no traducido por su posible asociación con el color político). También se permitió en casos puntuales la incorporación de personajes catalanes que no tuviesen significación política, como en las nuevas urbanizaciones de Sabastida (Vilapicina), con nombres como Escultor Llimona, Pintor Casas, Pintor Mir y Santiago Rusiñol; o Can Mora, en Sarriá, donde surgieron las calles Pedro II de Moncada, Jaime II y Elisenda de Pinós.
Entre los nuevos nombres introducidos por las nuevas autoridades figuraban muchos de índole religiosa, principalmente fundadores de órdenes religiosas (Madre Vedruna, Padre Alegre, San Juan Bautista de la Salle, Santa Luisa de Marillac) y párrocos (Mosén Amadeo Oller, Párroco Juliana, Párroco Oliveras, Párroco Bundó, Padre Pérez del Pulgar, Padre Luis Artigues).
Una nueva reforma del nomenclátor se produjo el 4 de marzo de 1947. Se introdujeron nuevos nombres de personalidades catalanas, posiblemente por la nueva orientación derivada de la derrota de los aliados del régimen franquista en la Segunda Guerra Mundial. Aparecieron así: Joaquim Ruyra, Cèsar August Torras, Joan Gamper, Hipólito Lázaro, Francisco Gimeno, Lluís Millet, Apel·les Mestres, Adrià Gual, Enric Clarasó, etc. También se acordó nombrar las calles dedicadas a personajes con un calificativo que señalase su actividad: Pintor Pahissa, Cardenal Cisneros, General Álvarez de Castro, Maestro Albéniz, Doctor Balari Jovany, Almirante Barceló, etc.
En 1948 se urbanizó el polígono de la Merced, en Pedralbes, que recibió nombres vinculados al falangismo: Cinco Rosas (por el himno Cara al sol), Luceros (ídem), 29 de Octubre (fecha de la pronunciación del Discurso de fundación de Falange Española por José Antonio Primo de Rivera), Hermanos Noya, Ruiz de la Hermosa, Manuel Mateo, Ramiro Ledesma y Onésimo Redondo.
Otra urbanización en 1950 fue el barrio de Porta, en Nou Barris, cuyas calles fueron nombradas con topónimos de las Baleares: Llucmajor, Sóller, Ciudad de Mallorca, Alcudia, Valldemosa, Pollensa, Deyá, Andrach, Porto Cristo, Lluch, Felanich, Formentor, Buñola y Jardines de Alfabia.

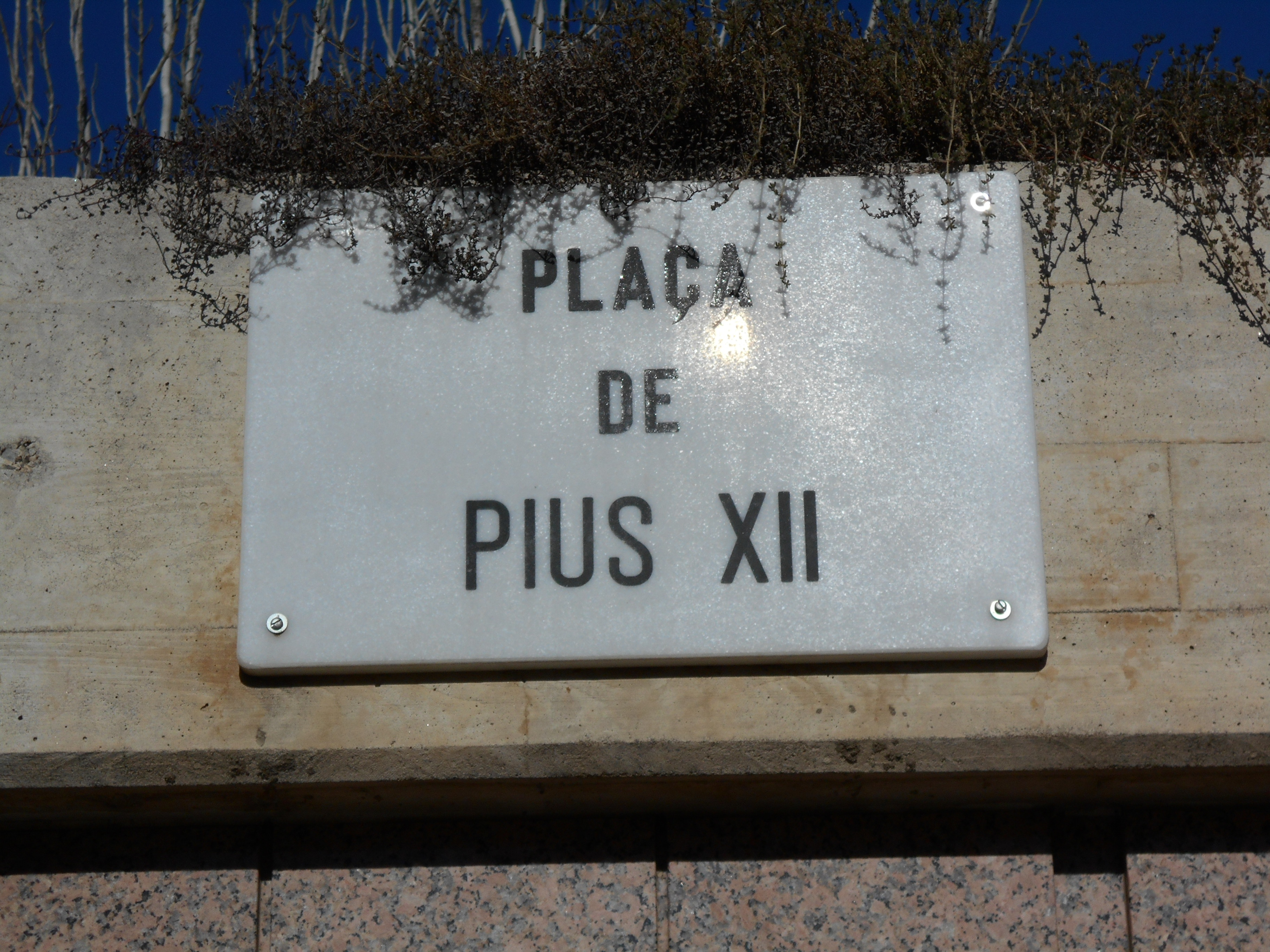
Plaza de Pío XII, uno de los epicentros del XXXV Congreso Eucarístico Internacional.

Un hito urbanístico de la época fue la celebración en 1952 del XXXV Congreso Eucarístico Internacional, que permitió la urbanización de un nuevo barrio conocido como El Congreso. El centro del nuevo barrio fue bautizado como plaza del Congreso Eucarístico, y las nuevas calles trazadas recibieron nombres vinculados con el evento: Doctor Modrego, Cardenal Tedeschini y Cardenal Cicognani, así como las calles de la Vid y la Espiga, elementos vinculados a la eucaristía. También se creó la plaza de Pío XII, otro de los escenarios del congreso.
En 1953 se urbanizó el barrio de La Font de la Guatlla, cuyas calles fueron bautizadas con nombres de flores: Begonia, Crisantemo, Dalia, Hortensia, Jazmín y Loto. Ese año se creó también el paseo de la Verneda, un barrio de San Martín de Provensals; el nombre proviene de ser una zona de alisos (vern en catalán).
En 1957 se abrió el primer tramo del paseo Marítimo, una idea surgida en los años 1920 que aún no se había desarrollado. Recibe varios nombre según el tramo de costa: Barceloneta, Puerto Olímpico, Nueva Icaria, Bogatell y Mar Bella.

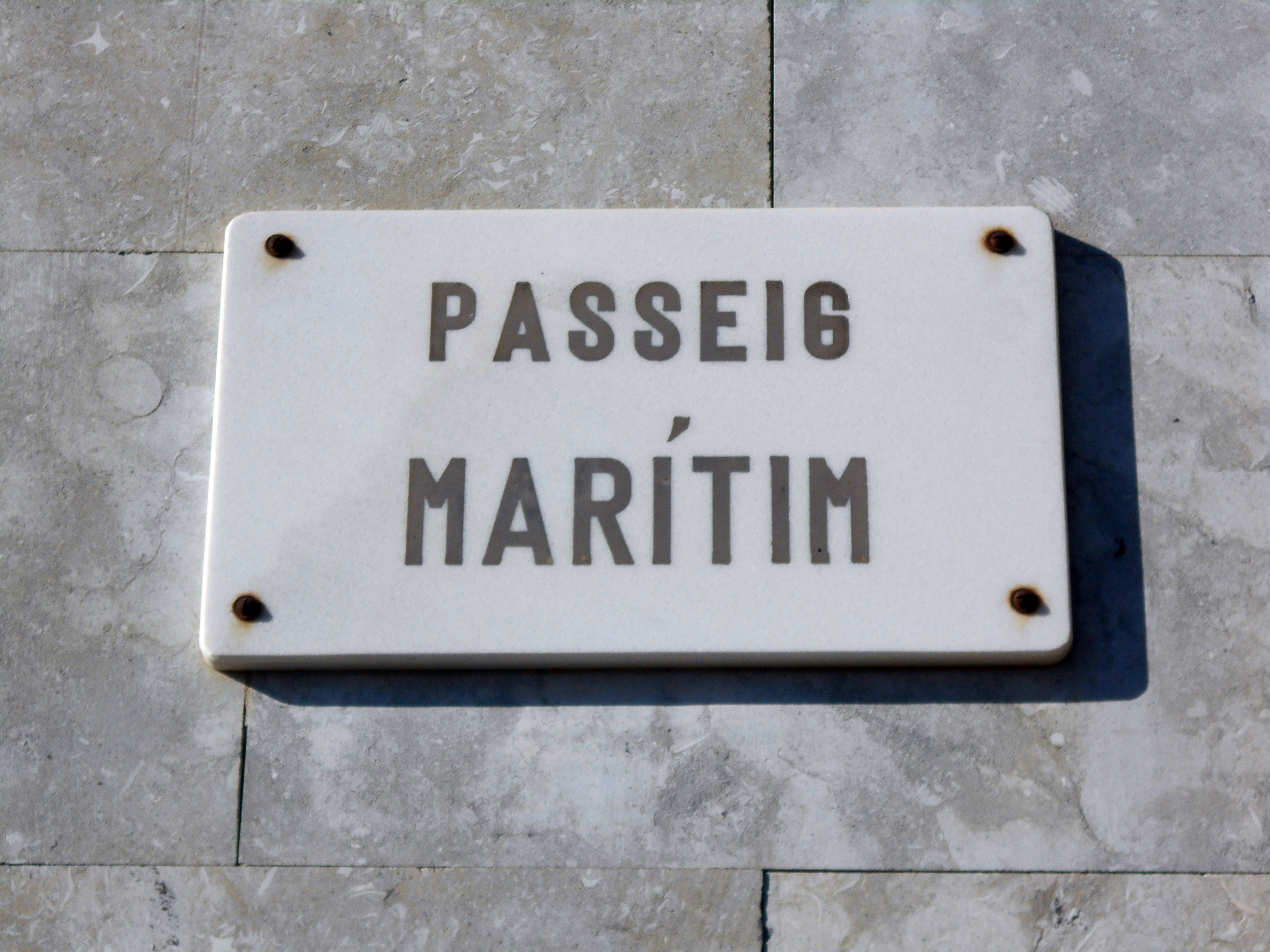
Paseo Marítimo.

Entre 1957 y 1973 fue alcalde José María de Porcioles, un largo mandato conocido como la «era porciolista», que destacó en urbanismo por su desenfreno especulador en el terreno inmobiliario. Durante su mandato la ciudad creció exponencialmente, debido al surgimiento de nuevos barrios para dar cabida a la fuerte inmigración recibida en la época. Surgieron así numerosas calles a las que había que dar nombre, entre las que seguían figurando personalidades del régimen, como los falangistas Roberto Bassas o Matías Montero, o nombres como Mártires de la Tradición o Primera Centuria Catalana.
La mayoría de calles de la era porciolista surgió por la creación de grandes polígonos de vivienda, como los de Montbau (1958-1961), el Sudoeste del Besós (1959-1960) o Canyelles (1974). Las calles de Montbau fueron bautizadas con nombres alusivos a las artes: Arquitectura, Escultura, Pintura, Cerámica, Música, Poesía, Danza, Canción, Pantomima, Mímica, Lírica, Ritmo, Armonía, Musas; o bien artistas, como Vayreda, Sorolla, Roig Solé, Clarà Ayats, Benlliure, Puig i Cadafalch, Domènech i Montaner, Arquitecto Martorell, Zuloaga y Zurbarán.
En el Sudoeste del Besós algunas de las calles recibieron nombres de ciudades de Occitania y Cataluña Norte: Béziers, Carcasona, Foix, Muret, Narbona, Pau, Perpiñán, Prades, Tarbes y Toulouse. Otras de localidades italianas: Alcamo, Benevento, Cáller, Catania, Marsala, Messina, Oristán, Otranto, Palermo, Salerno, Sácer, Tarento y Trapani. Por último, varias fueron dedicadas a Grecia y países del entorno: Albania, Chipre, Constantinopla, Epiro, Rodas, Croya y Tesalia.
En Canyelles, las calles fueron dedicadas a literatos: Antonio Machado, Federico García Lorca, Miguel Hernández, Juan Ramón Jiménez, Miguel de Unamuno, Isabel de Villena, Ignasi Agustí y Carles Soldevila; también una al cantante chileno Víctor Jara.

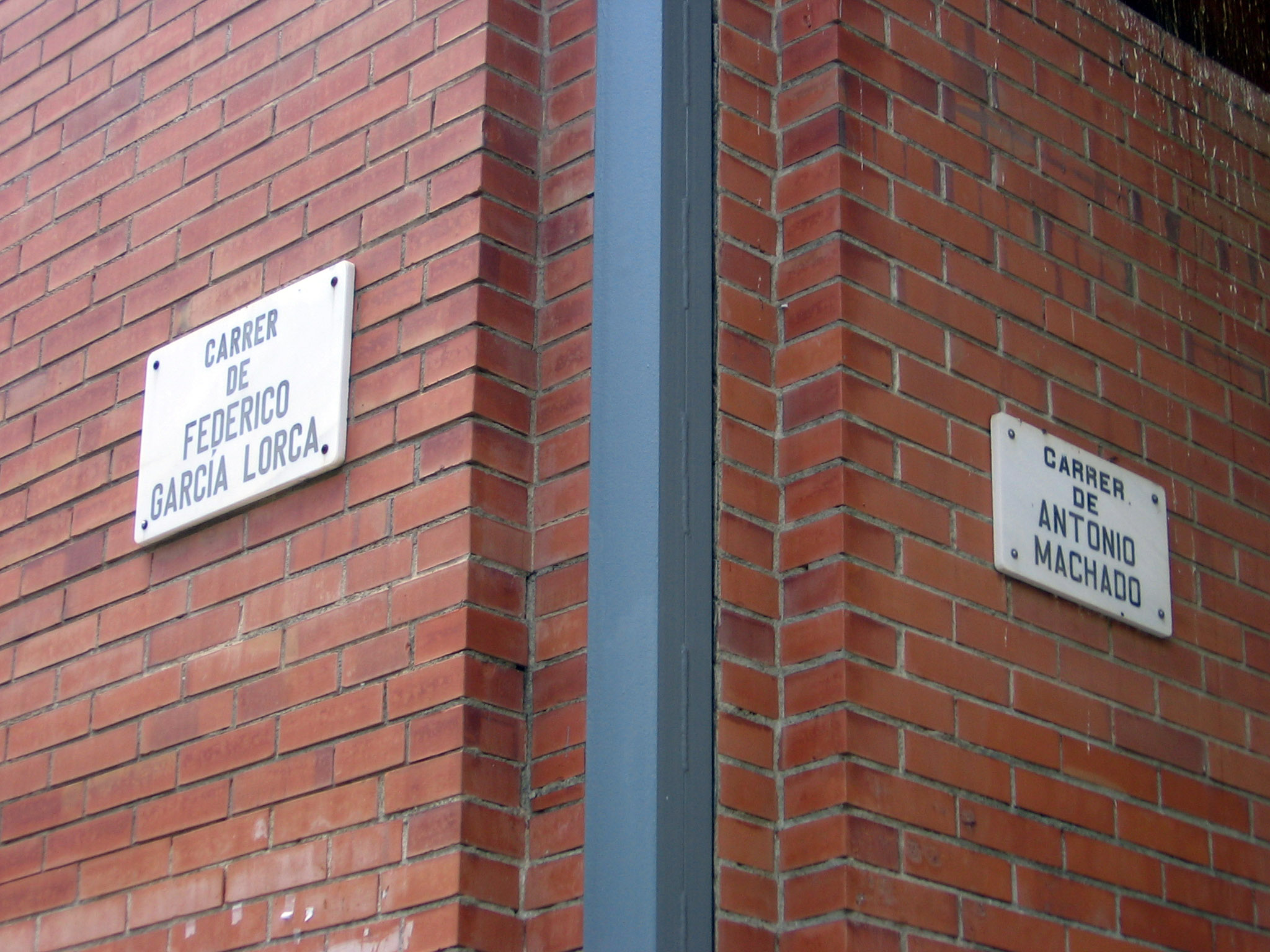
Esquina de las calles Federico García Lorca y Antonio Machado, Canyelles.

Entre 1958 y 1965 se urbanizó la Zona Franca, un sector industrial ubicado entre la montaña de Montjuïc, el puerto y el río Llobregat. Su vía principal es el paseo de la Zona Franca, que forma parte de la ronda del Mig. Muchas de las calles de esta zona fueron nombradas con letras — para las vías en dirección norte-sur— y números —sentido este-oeste—. Varias otras calles fueron bautizadas con nombres relativos a la industria: Acero, Hierro, Aluminio, Níquel, Mercurio, Cobalto, Plomo, Estaño, Cobre, Bronce, Platino, Uranio, Altos Hornos, Fuego, Energía, Fundición, Minería, Mecánica, Metalurgia, Física, Química, Matemáticas, Motores, Yunque, Troquel y Cincel. Un sector de la Zona Franca cercano al puerto recibió en 1994 nombres de mares, océanos y estrechos: Atlántico, Ártico, Antártico, Índico, Mar Amarillo, Mar Rojo, Aral, Martinica, Suez, Malacca, Ormuz y Dardanelos. También se encuentra allí el principal mercado al por mayor de la ciudad, Mercabarna, que se halla dividido en diversas calles, la principal de las cuales es la calle Mayor de Mercabarna, mientras que el resto está dividido en calles nombradas según su sentido, Longitudinal o Transversal, más un número.

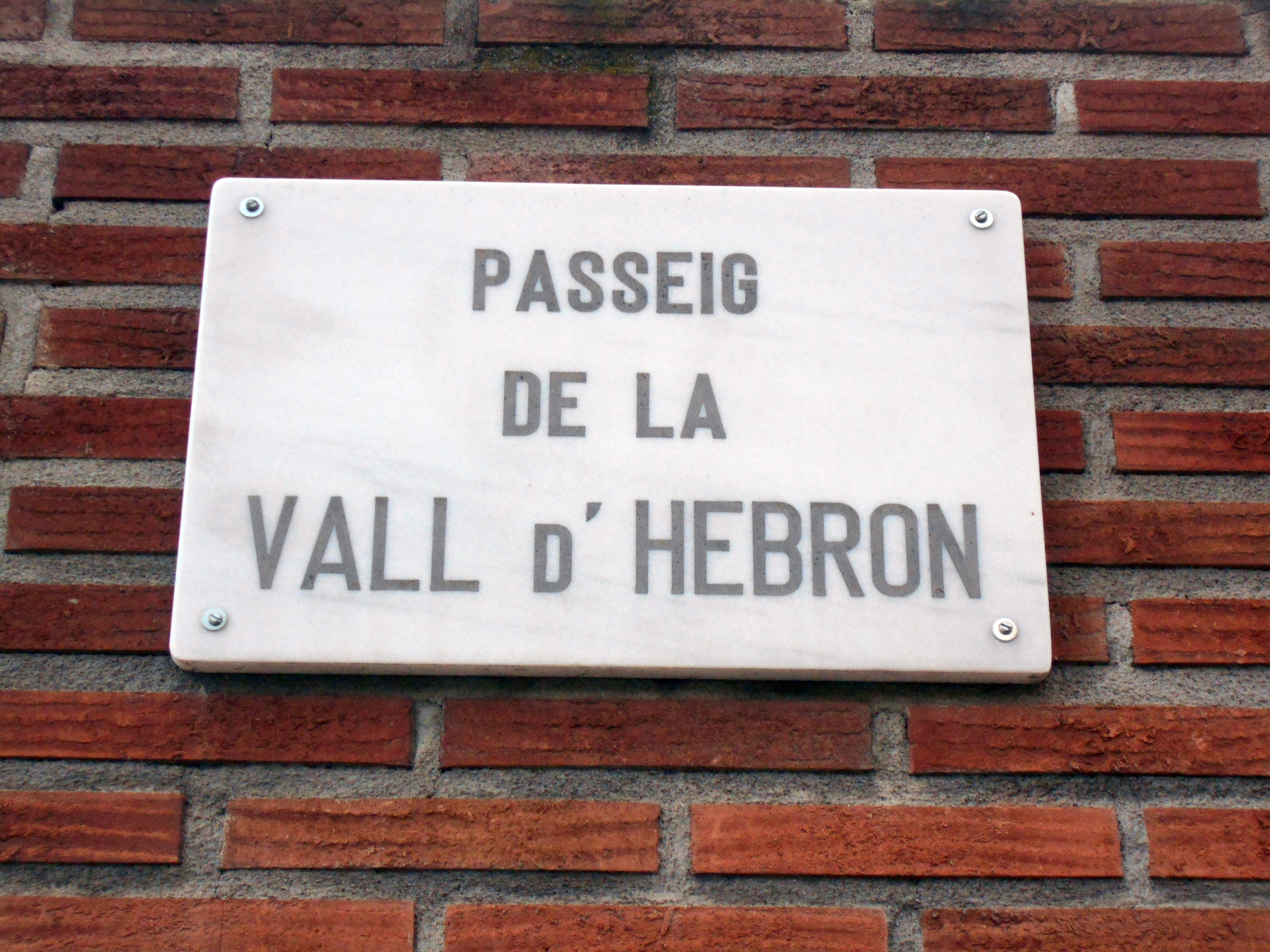
Paseo del Valle de Hebrón.

En algunos casos la nominación de nuevas calles quedó al albur de algún funcionario, como un sector del barrio del Carmelo, cuyas calles fueron bautizadas en 1959 con nombres de pueblos de Guadalajara porque al funcionario se los habían hecho memorizar de pequeño: así, figuran la plaza Pastrana y las calles Sacedón, Trillo, Jadraque, Sigüenza y Cifuentes. También en 1959 se creó la plaza de Alfonso el Sabio, dedicada al rey Alfonso X de Castilla.
En 1959 se urbanizó también el barrio del Valle de Hebrón, cuyo nombre proviene de un antiguo monasterio situado en la zona y desaparecido en 1835, llamado San Jerónimo del Valle de Hebrón, en alusión a la ciudad palestina. Su vía principal es el paseo del Valle de Hebrón, que forma parte de la ronda de Dalt; hay también una plaza y un parque con el mismo nombre. En consonancia con el nombre del barrio, las calles de alrededor fueron denominadas con nombres bíblicos: Betania, Canaán, Getsemaní, Gólgota, Haifa, Idumea, Jericó, Jordán, Judea, Megido, Monte Tabor, Naín, Nazaret, Nínive, Palestina, Samaria, Sidón y Tiro.
En los siguientes años hubo escasos cambios, a destacar la dedicación de un tramo de la avenida de la Catedral a Francisco Cambó en 1972, o la conversión del tramo superior de la avenida Meridiana en Río de Janeiro en 1973. En los años 1960 se abrió un vial junto a la iglesia parroquial de San Andrés de Palomar que recibió diversos nombres según el tramo (Salón Teniente Coronel Onofre Mata, Iglesia, Guardiola i Feliu), pero que en 1979 fue renombrado en conjunto como paseo de Torras i Bages, por el eclesiástico, filósofo y escritor Josep Torras i Bages.
Cabe señalar por último la creación de diversos espacios verdes en esta época: parque de Monterols, por el cerro homónimo (1947); jardines del Mirador del Alcalde, por el alcalde Porcioles (1962-1969); parque de Cervantes, por el escritor (1965); jardines de Jaume Vicens i Vives, por el historiador (1967); jardines Mossèn Costa i Llobera, por el cura y poeta (1970); jardines de Mossèn Cinto Verdaguer, por el sacerdote y poeta (1970); jardines de Joan Maragall, por el poeta (1970); jardines del Turó del Putget, por la colina de igual nombre (1970); jardines de Villa Amelia, por la propietaria del terreno, Amèlia de Vilanova i Nadal (1970); y parque de la Guineueta (literalmente «zorrita»), por una antigua masía llamada Can Guineueta (1971).

#### Democracia

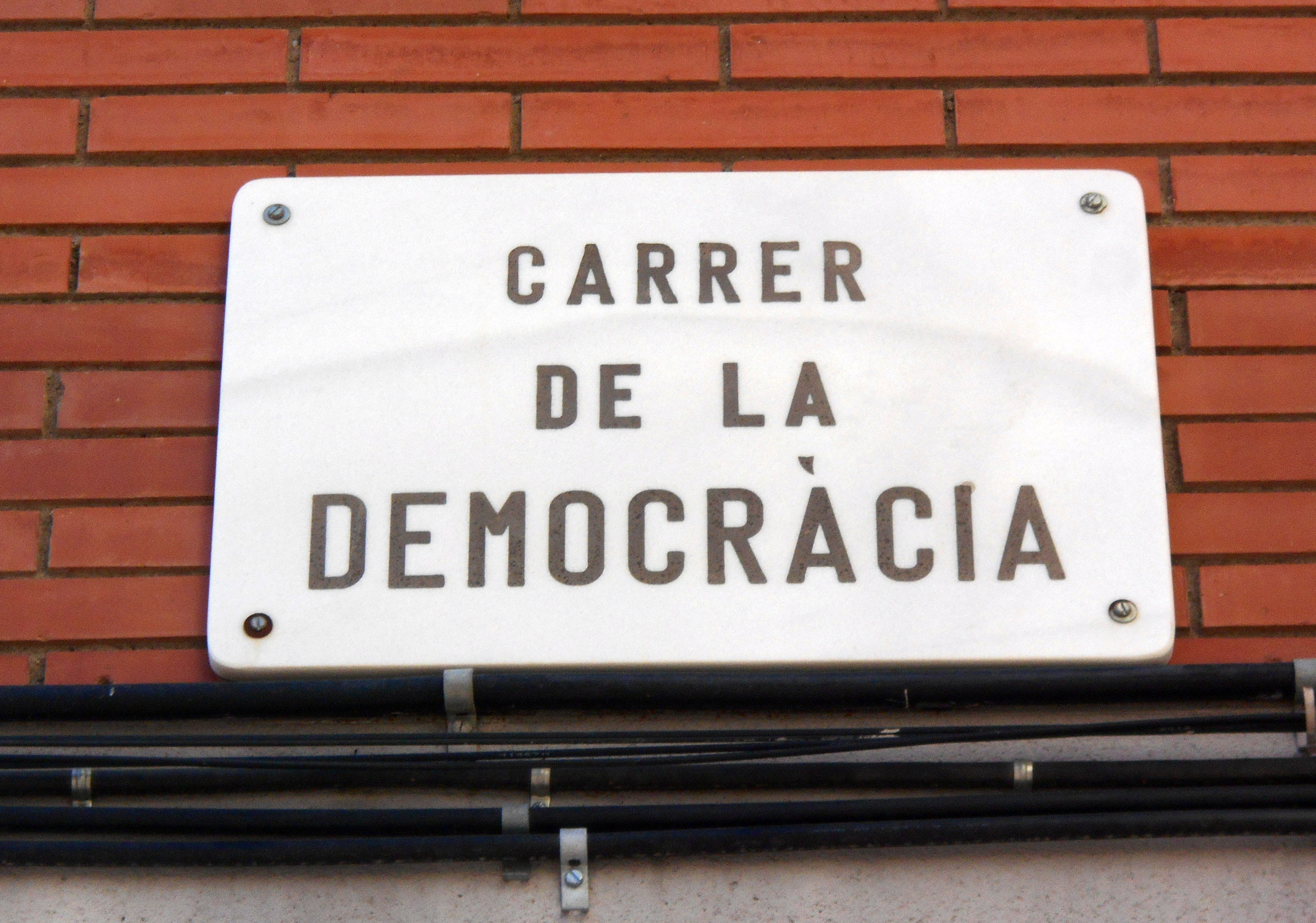
Calle de la Democracia.

La llegada de la democracia significó de nuevo un profundo cambio en el nomenclátor, tanto por la alternancia del idioma nuevamente del castellano al catalán, como por el cambio de numerosos nombres de vías públicas. Las primeras decisiones del primer consistorio de transición, presidido por Joaquín Viola, fueron tres: rotulación bilingüe para todas las calles de Ciutat Vella; recoger la voluntad popular de los vecinos de San Andrés para que la calle del Orden se llamase Ignasi Iglésias, como en tiempos de la República; y retornar igualmente la avenida del General Goded a Pau Casals —aunque el nombre del general fue trasladado a un tramo de la avenida Infanta Carlota, entre la Diagonal y la carretera de Sarriá—.
Durante el mandato en la alcaldía de José María Socías (1976-1979) solo se produjeron dos cambios: devolver a la calle de San Andrés el calificativo de Mayor, y retornar el nombre de Icaria a la avenida de López Varela.
La situación cambió con el triunfo del PSC en las elecciones municipales de 1979, que dieron acceso a la alcaldía a Narcís Serra. El nuevo consistorio fue más receptivo a las reclamaciones populares, que pedían el retorno a los nombres anteriores a la dictadura, así como la rotulación en catalán. En estos años de transición surgieron diversas iniciativas populares para la recuperación de antiguos odónimos, entre los que destaca una propuesta del Congreso de Cultura Catalana. Por otro lado, en numerosas calles y plazas algunas personas y colectivos tomaron la iniciativa de cambiar los nombres o traducirlos al catalán, aunque fuese a través de pintadas o con papeles impresos colocados sobre las placas de las calles. Igualmente, las asociaciones vecinales propusieron nuevos nombres para las calles inauguradas en tiempos de la dictadura y que no tenían nombre anterior; así, el ayuntamiento aprobó el 20 de diciembre de 1979 el cambio del paseo de los Mártires de la Tradición a rambla del Once de Septiembre (día de Cataluña).

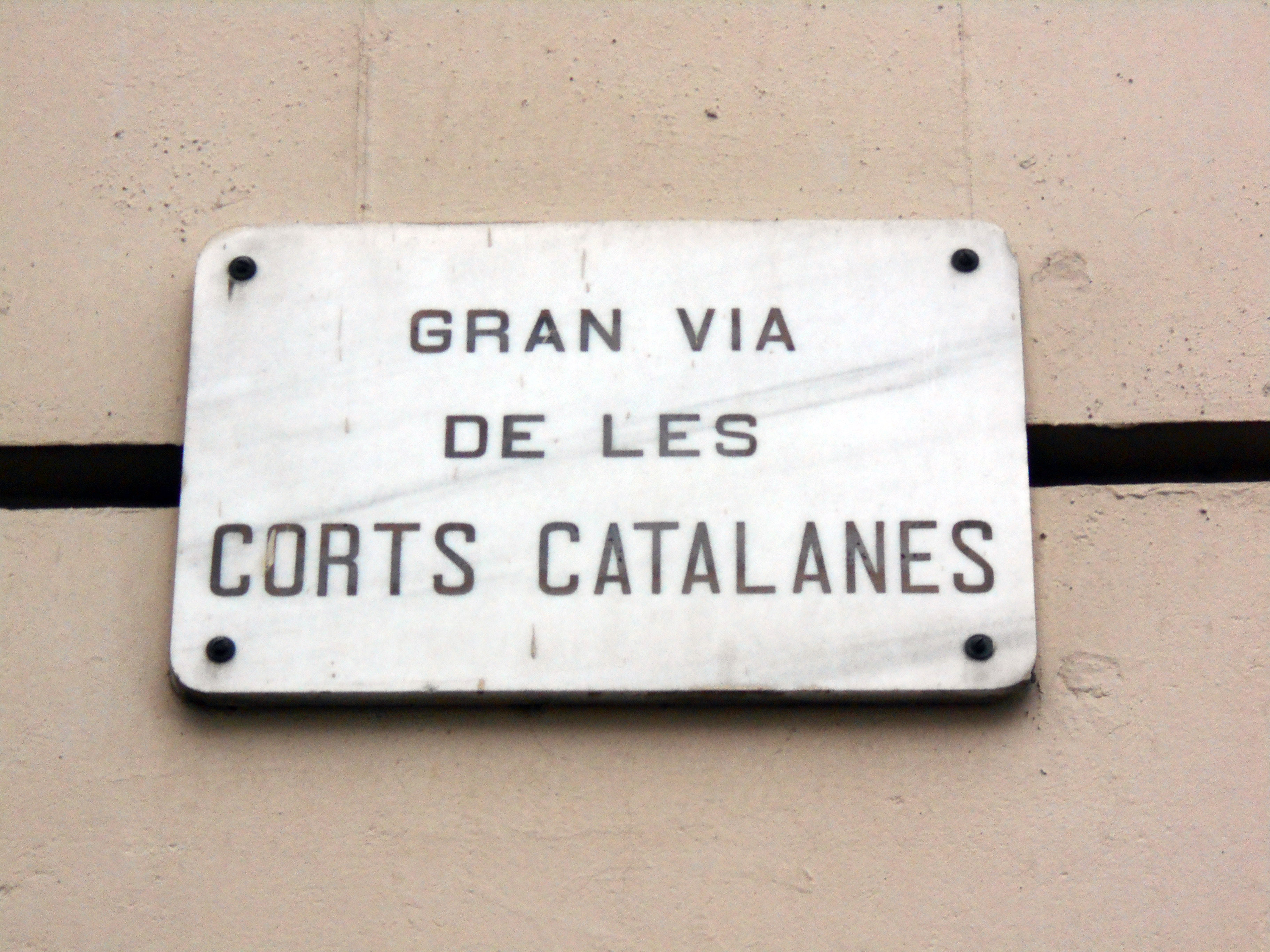
La Gran Vía de las Cortes Catalanas recuperó su nombre en 1979.

El nuevo ayuntamiento no practicó la política de reversión automática que se hizo durante la dictadura franquista, sino que estudió todos los casos uno por uno. De hecho, se mantuvieron bastantes de los nombres instaurados en el período anterior. La primera decisión del equipo consistorial (22 de junio de 1979) fue la de devolver su nombre tradicional a cuatro importantes vías: la avenida del Generalísimo Franco volvió a ser la Diagonal; la avenida de José Antonio Primo de Rivera retornó a Gran Vía de las Cortes Catalanas; la calle del Marqués del Duero se convirtió de nuevo en avenida del Paralelo; y la calle General Primo de Rivera fue de nuevo calle Ancha.
El principal cambio de nombres fue aprobado el 21 de diciembre de 1979, fecha en que un total de 59 calles recuperaron su nombre anterior o recibieron uno nuevo. Entre los cambios, volvieron a su totalidad el paseo de San Juan (un tramo del cual antes se llamaba General Mola) y la avenida de la Infanta Carlota (un tramo de la cual estaba dedicado al General Goded); y la Vía Layetana fue dividida de nuevo entre el tramo homónimo y la calle de Pau Claris. Entre las vías que recuperaron su nombre cabe destacar: Autonomía, Democracia, avenida de las Atarazanas, calle Nueva de la Rambla, Ramón Turró, avenida de Pedralbes, Riego, Prats de Molló, avenida del Tibidabo, plaza del Verdún, plaza de Vallvidrera, etc. Las calles dedicadas a falangistas en el barrio de la Merced fueron dedicadas a accidentes geográficos —excepto Ramiro Ledesma y Onésimo Redondo, que no se cambiaron hasta 1983—. Varias otras recibieron nombres nuevos: Francesc Macià, Lluís Companys, Prat de la Riba, Pi i Margall, Sabino de Arana, Pablo Neruda, Picasso, Bosch i Gimpera, Carrasco i Formiguera, Aristide Maillol, Eduard Toldrà, Joaquim Blume, Julián Besteiro y Lázaro Cárdenas.

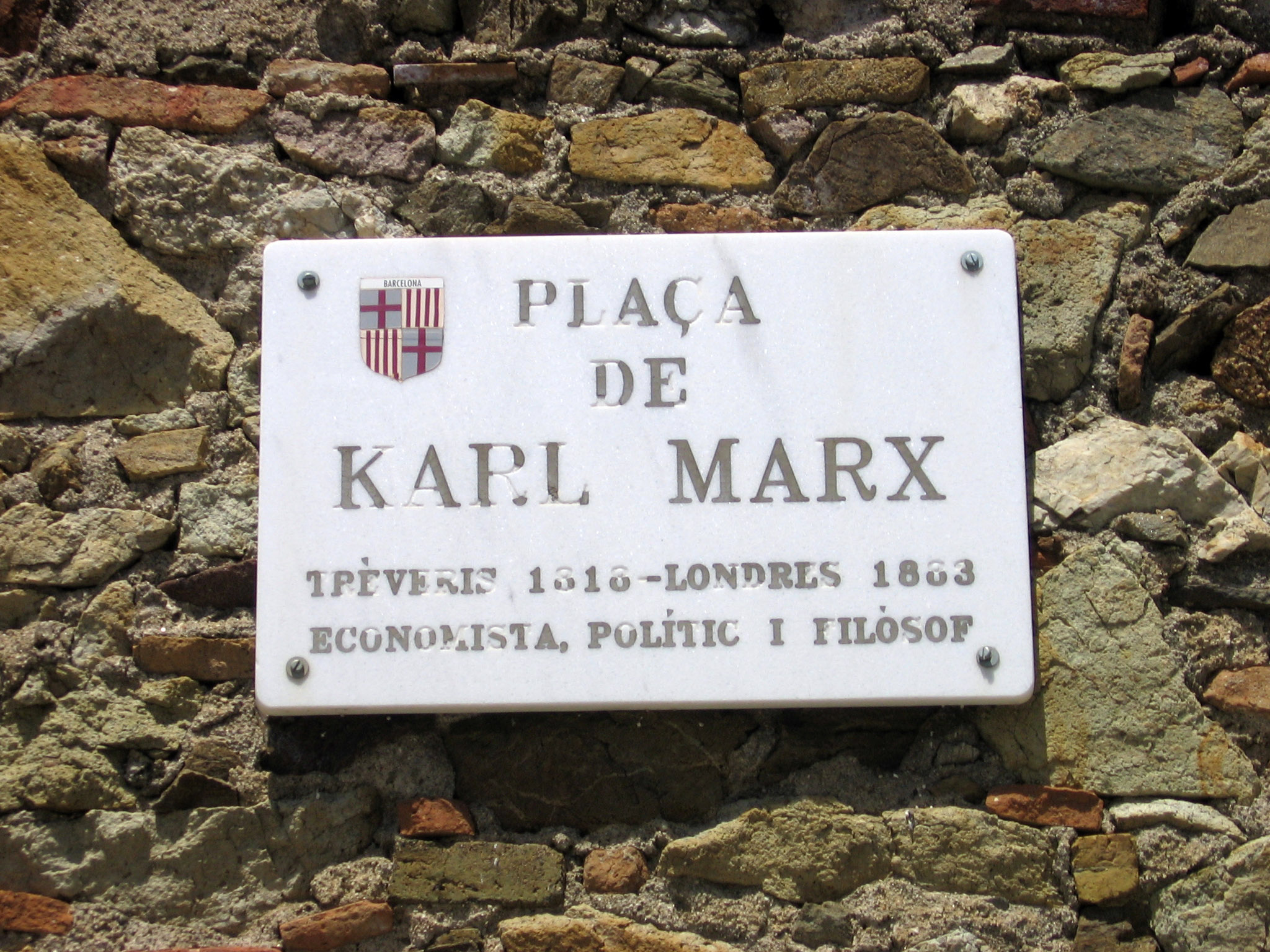
Plaza de Karl Marx.

En 1980 se publicó un Nomenclátor de las vías públicas que recogía los nuevos cambios efectuados en la nominación de calles, pero que, sin embargo, constataba numerosas lagunas en el significado de algunas de las calles de origen antiguo. Se propuso entonces la atribución de calles desconocidas a personajes homónimos recogidos en la Gran Enciclopedia Catalana, hecho que, sin embargo, desvirtuaba su atribución inicial. Así, por ejemplo, la calle de Calvet fue dedicada al poeta y dramaturgo Damas Calvet i de Budallès; sin embargo, más adelante se averiguó que procedía de la propietaria del terreno, Maria del Remei Calvet i Sagrera, por lo que se procedió de nuevo a cambiar la dedicatoria. La nueva versión del Nomenclátor de 1996, en que se dedicó más tiempo a la investigación, subsanó muchos de estos errores y lagunas.
Entre 1979 y 1981 diversas calles de Vallvidrera, Rectoret y Can Caralleu, barrios de la periferia que aún tenían diversas calles duplicadas con el centro de la ciudad, fueron cambiadas. En estos lugares se dejó la decisión de los nuevos nombres a los propios vecinos. La mayoría fueron dedicados a árboles y plantas, así como algunos de ellos recibieron nombres de óperas (Parsifal, Lohengrin, La Traviata, Bohemios, Madame Butterfly) o bien nombres relacionados con la astronomía (Firmamento, Satélites, Osa Mayor, Nebulosas, Vía Láctea, Marte, Júpiter, Saturno). También se crearon las calles Mayor de Can Caralleu y Mayor del Rectoret.

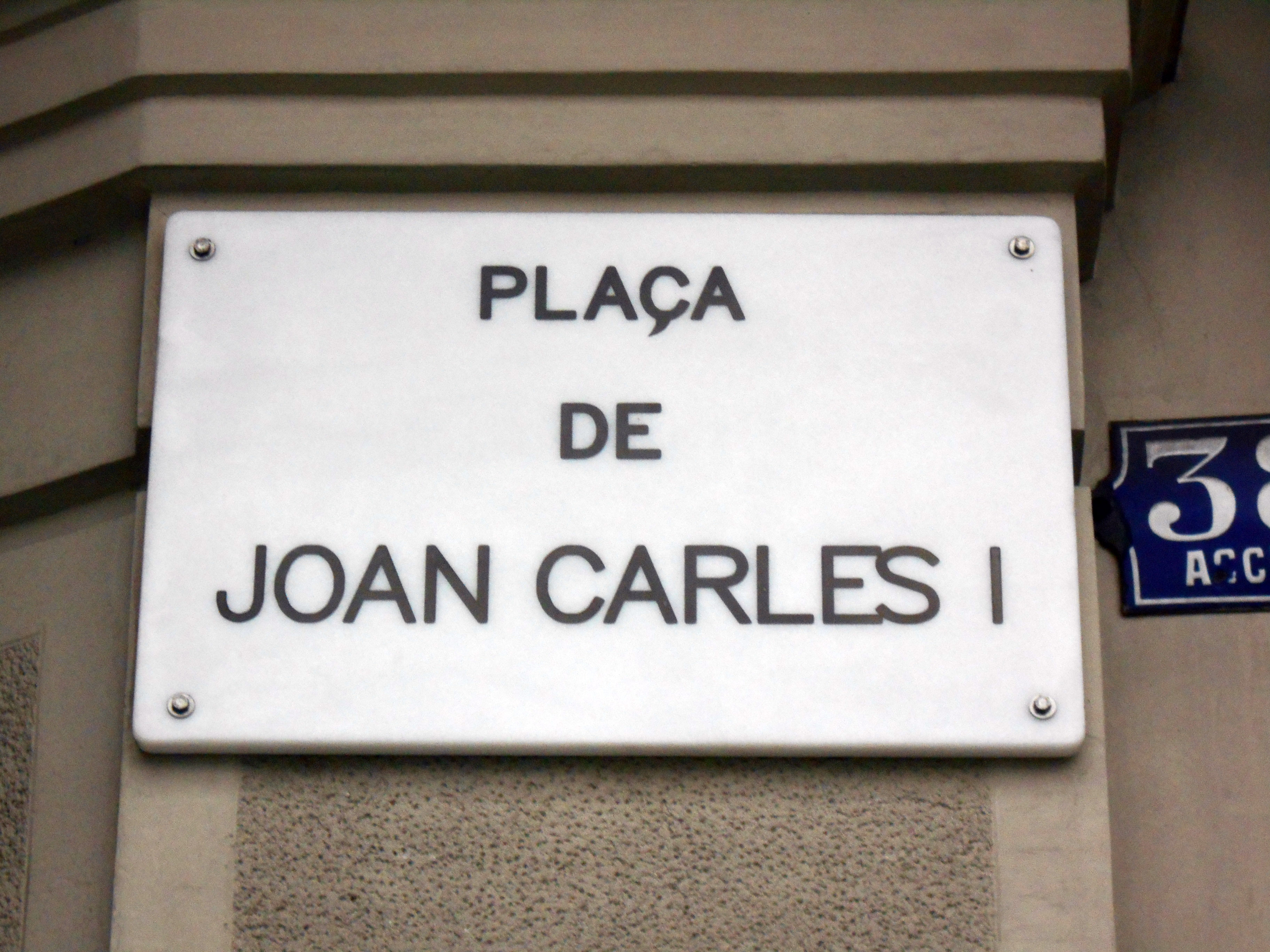
Placa de la antigua plaza de Juan Carlos I, actualmente plaza del Cinco de Oros.

En 1980 se crearon en Nou Barris dos plazas dedicadas a personajes vinculados con la izquierda: Francesc Layret, abogado y diputado por el Partit Republicà Català; y Ángel Pestaña, político anarcosindicalista y dirigente de Solidaridad Obrera.
También entre 1980 y 1981 se modificó el nombre de diversas calles que anteponían un calificativo al nombre del personaje homenajeado, dejando tan solo dicho nombre, entre ellas varias calles dedicadas a músicos que tenían todas el apelativo Maestro. Algunos ejemplos serían: Escultor Enric Clarasó a Enric Clarasó, Decorador José María Sert a Josep Maria Sert, Farmacéutico Carbonell a Francesc Carbonell, Teniente Coronel González Tablas a González Tablas, Papa Juan XXIII a Juan XXIII, Obispo Urquinaona a Urquinaona, Jurista Borrell i Soler a Borrell i Soler, Aviadores Jiménez e Iglesias a Jiménez e Iglesias, Abogado Ballbé a Manuel Ballbé, etc.
En 1981 se produjeron diversos cambios menores: la dedicación de la plaza de la Fuente Mágica a su autor, Carles Buïgas; la adjudicación de la plaza de la Victoria a Juan Carlos I, en reconocimiento de su actuación durante el golpe de Estado del 23 de febrero; se bautizó como plaza de la Asamblea de Cataluña a la popularmente conocida como plaza de las Ratas; y se crearon las plazas de Wagner, Salvador Seguí, Emili Vendrell, Torres Clavé y Joan Llongueras.

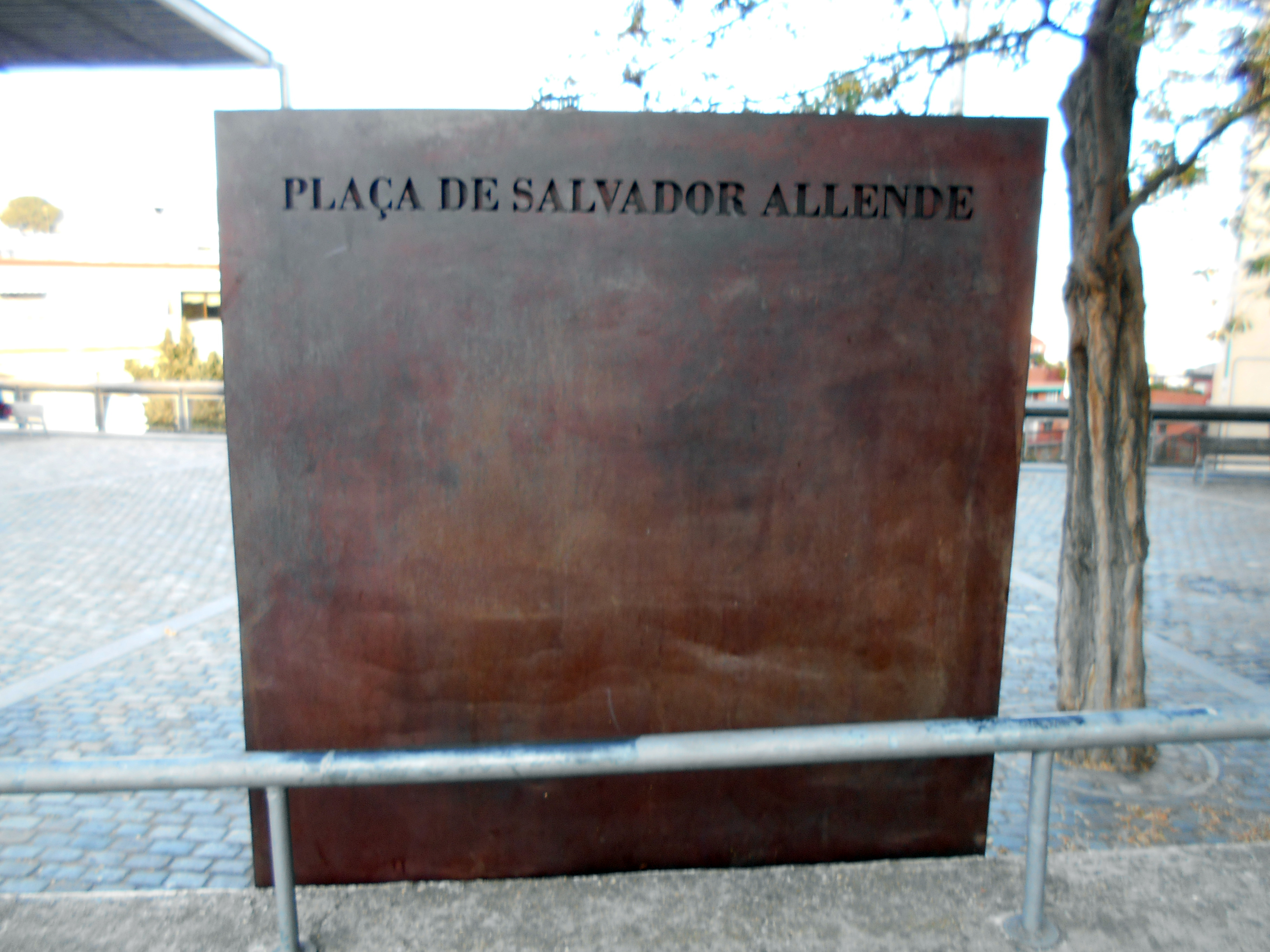
Plaza de Salvador Allende.

En los años siguientes hubo diversos cambios puntuales, entre los que conviene destacar: Obispo Irurita por Obispo (1982), Encantes por Consulado de Mar (1982), plaza de la Unificación por Revolución de Septiembre de 1868 (1983), paseo de la Ciudad de Mallorca (un tramo) por Andreu Nin (1984), plaza del Funicular por Doctor Andreu (1984), paseo de Colón (un tramo) por Josep Carner (1984), paseo del Triunfo por rambla del Pueblo Nuevo (1987), Menéndez Pelayo por Torrente de la Olla (1989) y Valldaura por Pablo Iglesias (1991).

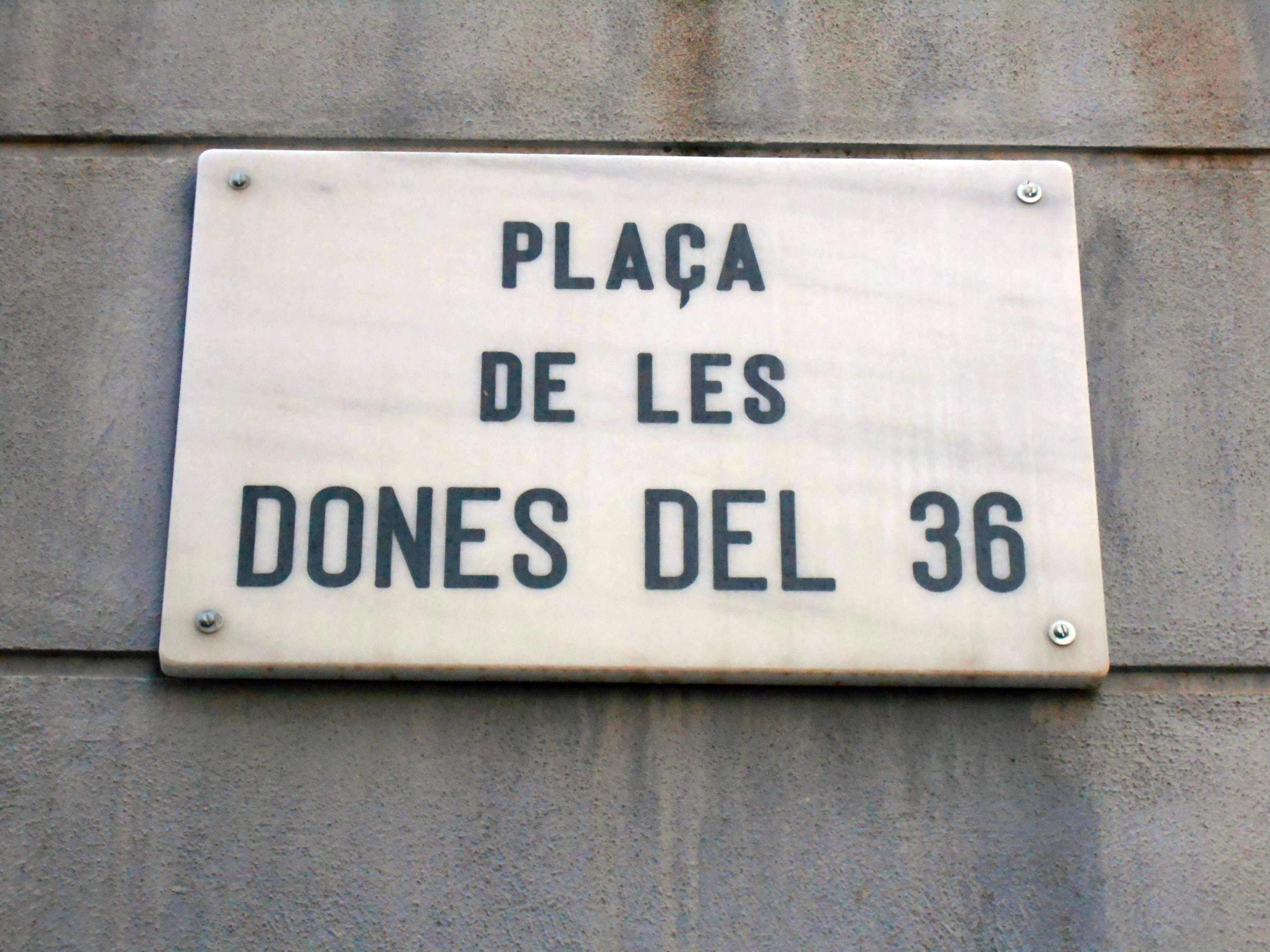
Plaza de las Mujeres del 36.

También en esos años surgieron nuevas vías que recibieron su primer nombre, entre las que cabe mencionar: plaza de Charlie Rivel (1984), plaza de la Hispanidad (1984), plaza de John F. Kennedy (1984), plaza de Salvador Allende (1984), plaza de Karl Marx (1984), calle de los Segadores (1987), plaza de la Cultura (1987), calle de Josep Maria de Sagarra (1987), calle de Josep Irla i Bosch (1988), plaza de los Países Catalanes (1989), avenida del Estatuto de Cataluña (1989), plaza de Carles Pi i Sunyer (1989), plaza de Buenaventura Durruti (1990), paseo de Don Quijote (1990), plaza de Diagonal Mar (1991), plaza de Félix Rodríguez de la Fuente (1991), plaza del Primero de Mayo (1991) y plaza Roja de la Ciudad Meridiana (1991) —por la plaza Roja de Moscú—.
También se crearon nuevos parques, como el de Joan Miró (1980-1982), por el pintor; el de la España Industrial (1981-1985), por la fábrica de ese nombre; el de la Creueta del Coll (1981-1987), un topónimo tradicional («crucecita del collado»); el de la Pegaso (1982-1986), por la fábrica homónima; el del Clot (1982-1986), por el barrio; el de San Martín (1985), por el antiguo municipio; el de Villa Cecilia (1986), por Cecilia Gómez del Olmo, propietaria del terreno; y el de la Estación del Norte (1988), por la estación de autobuses de igual nombre.
Otra de las preocupaciones de los nuevos consistorios democráticos ha sido la recuperación de nombres de mujer para dedicatoria de espacios públicos, en aras de equilibrar su presencia disminuyendo la disparidad con el género masculino. Surgieron así vías públicas como la plaza de Juliana Morell (monja y poetisa), el pasaje de Magdalena Giralt (esposa del general Josep Moragues que fue encarcelada por defender la memoria de su marido), la calle de Otília Castellví (miliciana poumista), o los jardines de Emma de Barcelona (fundadora del monasterio de San Juan de las Abadesas), por citar solo unos ejemplos. También se han dedicado espacios públicos a personajes femeninos internacionales, como Rosa Luxemburg, Frida Kahlo, Isadora Duncan, Marie Curie, Sarah Bernhardt, Simone de Beauvoir, Virginia Woolf o Anna Frank. Por otro lado, hay también dedicatorias colectivas, como la plaza de las Mujeres del 36, la plaza de las Heroínas de Gerona, los jardines de las Sufragistas catalanas, la plazoleta de las Mujeres de Ravensbrück, la plaza de las Madres de la Plaza de Mayo, la plaza de las Lavanderas de Horta o la plaza de las Mujeres de Nou Barris.

#### Juegos Olímpicos

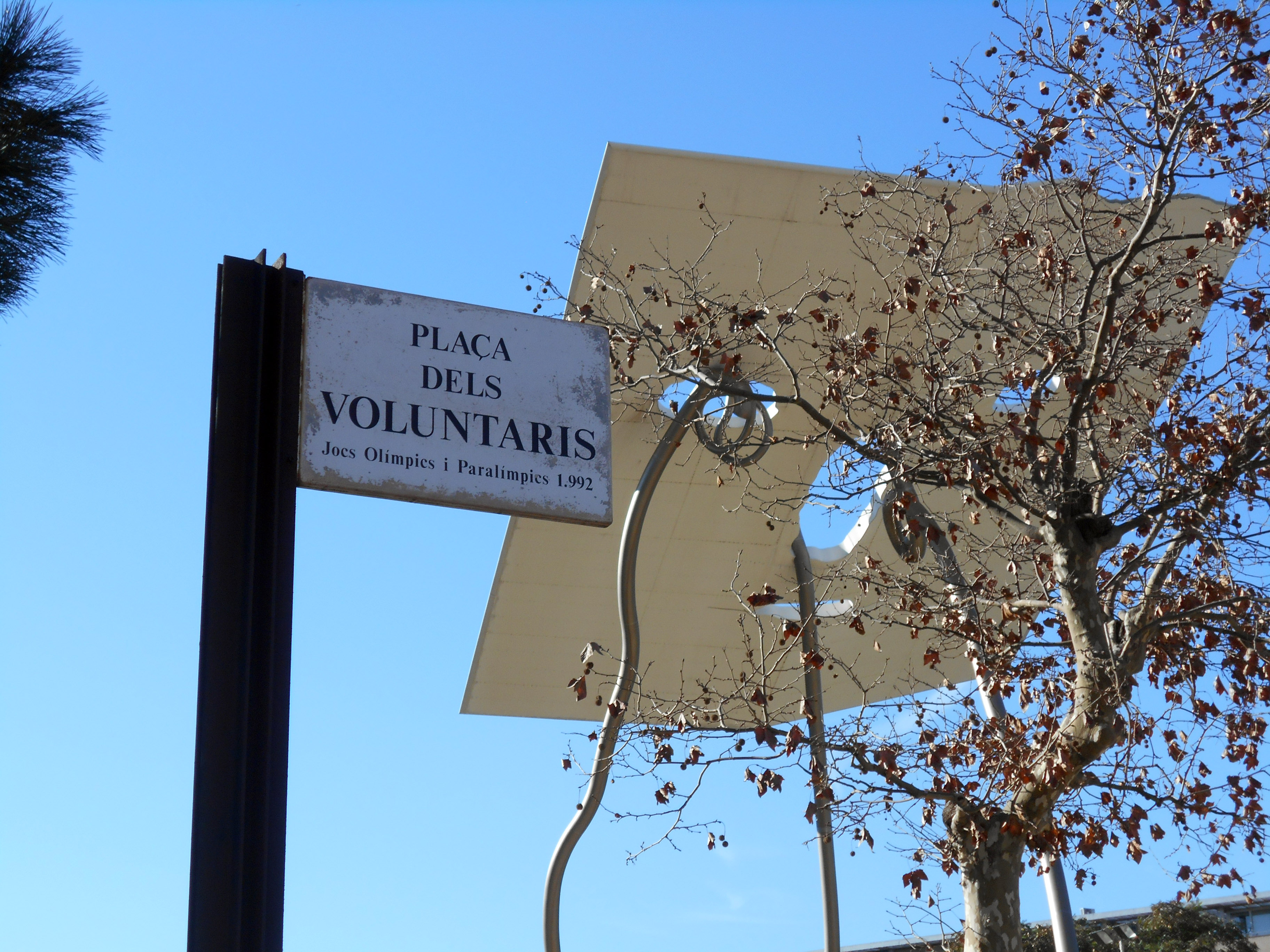
Plaza de los Voluntarios Olímpicos.

Otra de las profundas transformaciones de Barcelona vino con motivo de los Juegos Olímpicos de 1992. El evento supuso la remodelación de parte de la montaña de Montjuïc, donde se situó el llamado Anillo Olímpico (1985-1992), un amplio recinto que acoge varios equipamientos deportivos, como el Estadio Olímpico Lluís Companys y el Palau Sant Jordi. Este recinto se encuentra en una avenida llamada paseo de Minicio Natal, un militar y senador de la Barcino romana que fue el primer barcelonés en ganar una medalla en los Juegos Olímpicos; el paseo está situado entre las plazas de Europa y de Nemesi Ponsati, un impulsor del deporte en la Ciudad Condal, presidente del Club Natación Barcelona. En Montjuïc se nombraron varias vías también en recuerdo de los juegos, como el paseo Olímpico, la calle de los Juegos del 92 y la calle de Pierre de Coubertin, el fundador de los Juegos Olímpicos modernos.
Para el alojamiento de los deportistas se construyó un nuevo barrio, la Villa Olímpica del Poblenou (1985-1992), con un trazado general de la firma MBM Arquitectes. Varias de las vías del nuevo barrio fueron nombradas con ciudades que habían albergado anteriormente Juegos Olímpicos: Amberes, Ámsterdam, Atlanta, Estocolmo, Helsinki, Los Ángeles, Melbourne, Moscú, Múnich, Saint Louis y Seúl. Por otro lado, la plaza más céntrica del barrio, situada entre los rascacielos Torre Mapfre y Hotel Arts, fue dedicada a los Voluntarios Olímpicos, mientras que otra cercana fue nombrada de los Campeones. Otras vías del barrio fueron denominadas con nombres de artistas y literatos, como Joan Miró, Arquitecto Sert, Joan Oliver y Salvador Espriu, además de la plaza de Tirant lo Blanc, la novela de Joanot Martorell.
Los Juegos Olímpicos comportaron igualmente un proceso de creación de nuevos parques y jardines, como los parques del Mirador del Migdia, el del Poblenou, el de Carlos I y tres diseñados por la firma MBM Arquitectes: el parque de las Cascadas, el del Puerto Olímpico y el de Nueva Icaria.

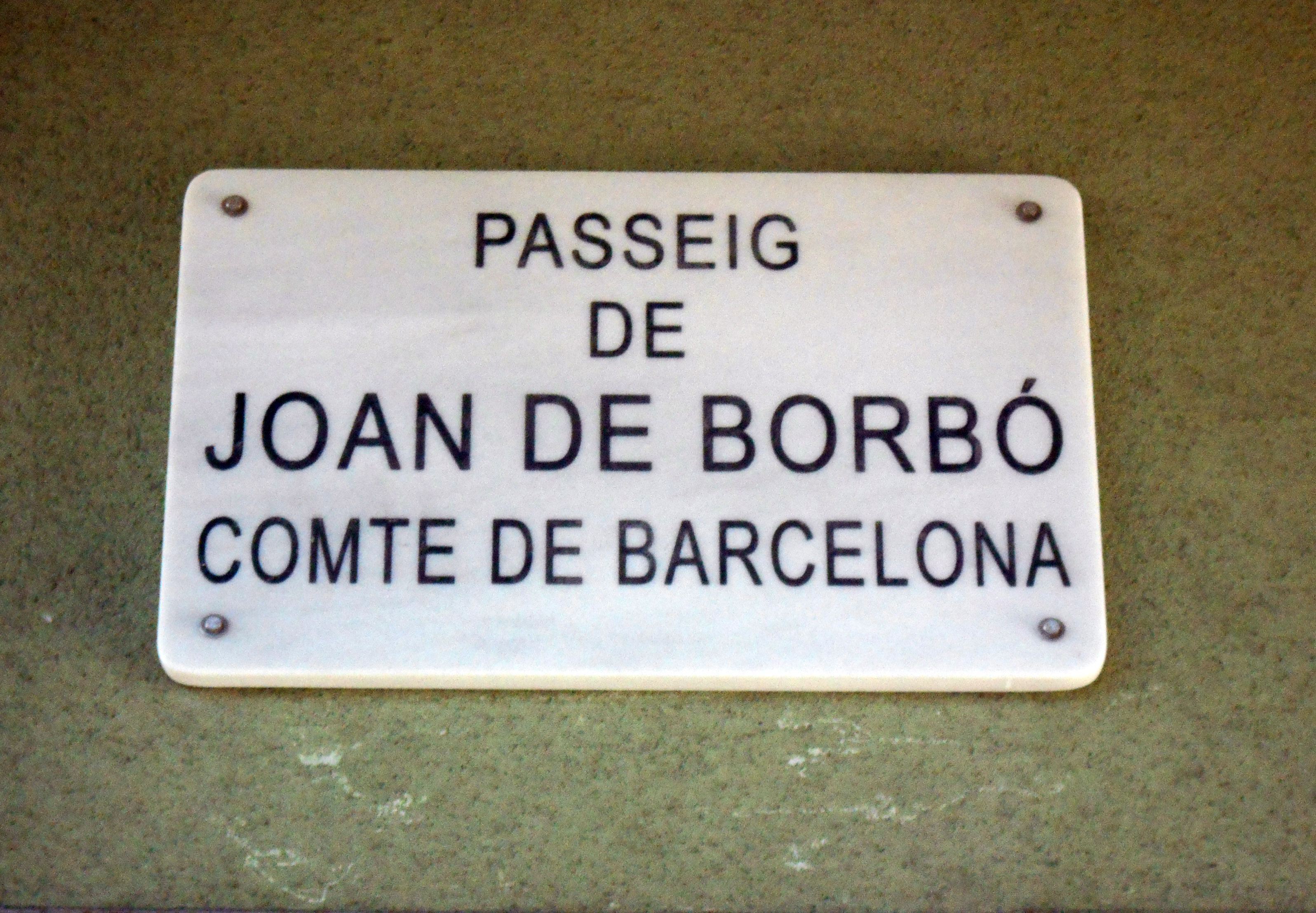
Paseo de Juan de Borbón Conde de Barcelona, antes paseo Nacional.

Cabe destacar también que con ocasión de los Juegos se amplió notablemente la estructura viaria de la ciudad, especialmente con la creación de los cinturones de ronda (1989-1992), dispuestos en circunvalación a lo largo de todo el perímetro urbano. Se establecieron tres cinturones: la ronda de Dalt (de «arriba»), la ronda del Mig (del «medio») y la ronda del Litoral. Las dos primeras circunvalan Barcelona, mientras que la ronda del Mig atraviesa la ciudad y recibe diversos nombres según el tramo: paseo de la Zona Franca, rambla de Badal, rambla de Brasil, Gran Vía de Carlos III, ronda del General Mitre, travesía de Dalt, ronda del Guinardó, calle de Ramon Albó, calle de Arnau d'Oms, calle de Piferrer y avenida de Río de Janeiro.
También para los Juegos se acondicionaron las playas de la ciudad, gracias a un Plan de Costas por el que fueron limpiadas y rellenadas de arena del fondo marino, y se colocaron escollos submarinos para favorecer la flora y la fauna con vistas a su regeneración. A lo largo del frente marítimo se encuentran las playas de San Sebastián, San Miguel, Barceloneta, Somorrostro, Nueva Icaria, Bogatell, Mar Bella, Nueva Mar Bella y Baños Fórum. También se hallan los espigones del Gas, Bogatell, Bac de Roda y Mar Bella, así como el rompeolas del Poblenou.
En los siguientes años hubo diversos cambios de nombre: camino de detrás del Cementerio Viejo por Carmen Amaya (1993), avenida de la Técnica por calle de la Guardia Urbana (1993), Badajoz (un tramo) por Jaume Vicens i Vives (1993), paseo Nacional por Juan de Borbón Conde de Barcelona (1993), Álava (un tramo) por Frederic Mompou (1994) y Francisco Aranda por Ramon Trias Fargas (1995). También se bautizaron nuevas vías: plaza del Barón de Viver (1993), paseo de Garcia Fària (1993), plaza de John Lennon (1993), plaza del Pueblo Romaní (1993), avenida de J. V. Foix, plaza de Alfonso Comín (1994), plaza de Fernando de los Ríos (1994), plaza de los Indianos (1994), plaza de la Modernidad (1994), plaza del Fossar de les Moreres (1995), calle de Albert Einstein (1995), avenida de Manuel Azaña (1995), paseo de Ítaca (1996), rambla de Mar (1996), plaza de Nicolás Salmerón (1997), plaza de Botticelli (1999), jardines de Gandhi (1999) y calle de Martin Luther King (1999).

### sigloXXI

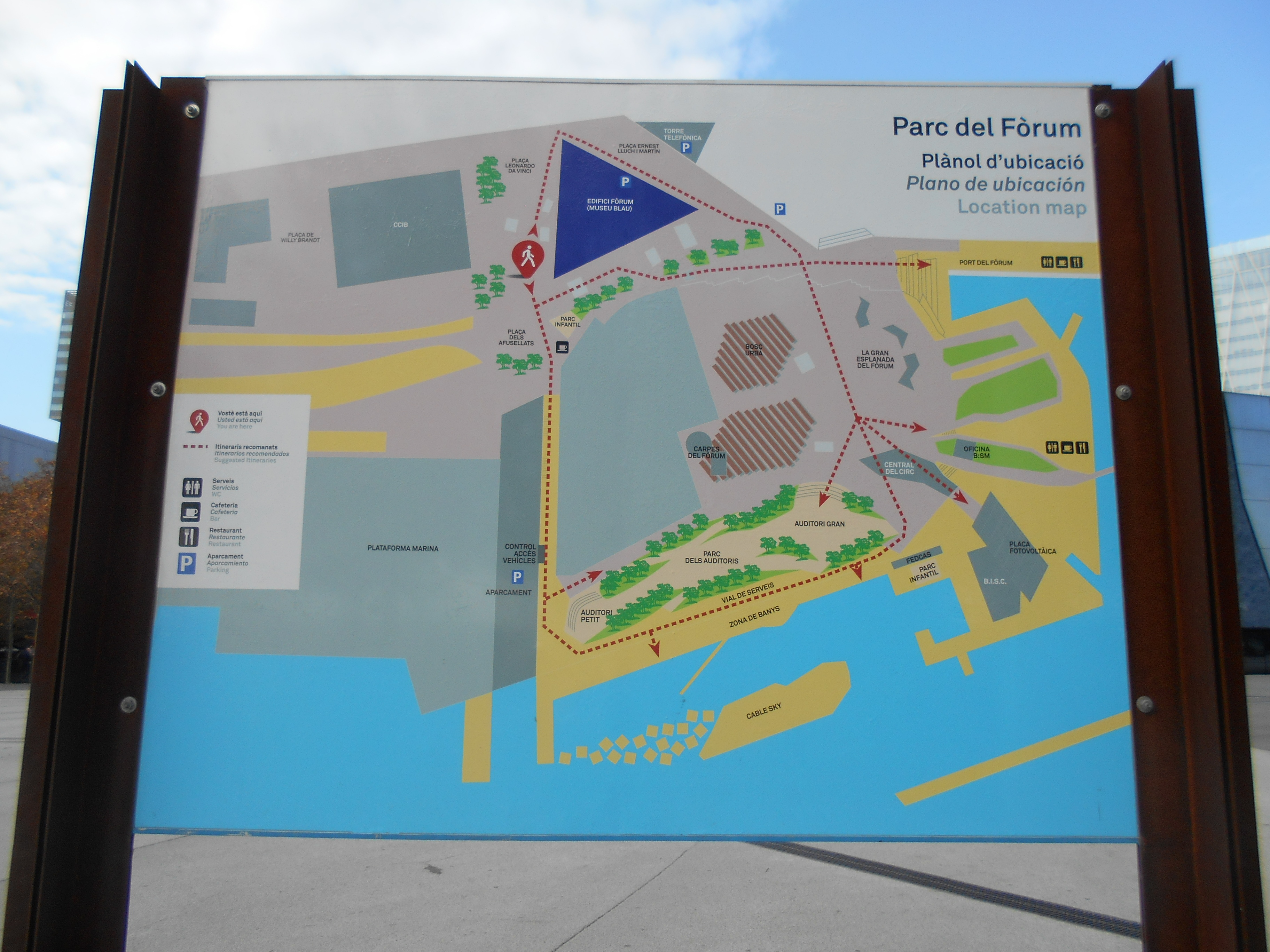
Rótulo con el plano del parque del Fórum.

El cambio de siglo no deparó ningún cambio sustancial en el nomenclátor, ya que continuaron básicamente los mismos criterios seguidos desde el retorno de la democracia. Uno de los primeros proyectos urbanísticos del nuevo milenio fue la creación del distrito 22@, gracias a una modificación del Plan General Metropolitano (PGM) efectuada el año 2000. Su objetivo es la reformulación del suelo industrial del barrio del Pueblo Nuevo, un sector tradicionalmente industrial que se quiso reformular apostando por empresas dedicadas a las nuevas tecnologías. El nombre proviene del código que el PGM aplica a los suelos industriales urbanos, 22a, cambiando esta "a" por la @ como símbolo de las tecnologías de la información y la comunicación.
En el año 2000 se urbanizó también un terreno de San Andrés dejado por el traslado de la fábrica La Maquinista Terrestre y Marítima, cuyas calles recibieron nombres relacionados con la fábrica: parque de La Maquinista de San Andrés, calle y jardines de la Campana de La Maquinista, y calles de las Naves, los Puentes y los Trenes de La Maquinista.
Entre 2002 y 2003 varias calles de la Zona Franca fueron denominadas con conceptos relativos a la lucha por la paz y los derechos humanos: Amnistía Internacional, Derechos Humanos, Gernika (ciudad bombardeada en 1937), Soweto (por la revuelta de 1976 contra la discriminación racial en Sudáfrica), Jane Addams (pacifista y sufragista, premio Nobel de la Paz en 1931) y Francesc Boix i Campo (fotógrafo internado en Mauthausen).
En 2003 se decidió dedicar a Salvador Dalí una plaza situada frente a la Estación del AVE de la Sagrera, que aún no se ha podido materializar debido al retraso en la ejecución de las obras de la estación.
Uno de los eventos más destacados del nuevo milenio fue la celebración del Fórum Universal de las Culturas 2004, que permitió nuevos cambios urbanísticos en la ciudad: se recuperó toda la zona del Besós, hasta entonces poblada de antiguas fábricas en desuso, se regeneró todo el barrio del Pueblo Nuevo y se construyó el nuevo barrio de Diagonal Mar, al tiempo que se dotó a la ciudad de nuevos parques y espacios para el ocio de los ciudadanos. Los principales espacios nombrados para el evento fueron las plazas del Fórum, de Ernest Lluch, de Willy Brandt, de Leonardo Da Vinci y de los Fusilados (por los represaliados de la dictadura franquista en el Campo de la Bota, cuyos terrenos ocupó el Fórum).
En el año 2005 se nombraron varias calles del muelle de Inflamables del Puerto de Barcelona con nombres de puertos internacionales: Alejandría, Casablanca, Haifa, Lagos, Miami, Ningbo y Tianjin. Se hizo una ampliación en 2012 con más nombres de puertos: Génova, Róterdam, Tarragona y Shanghái.

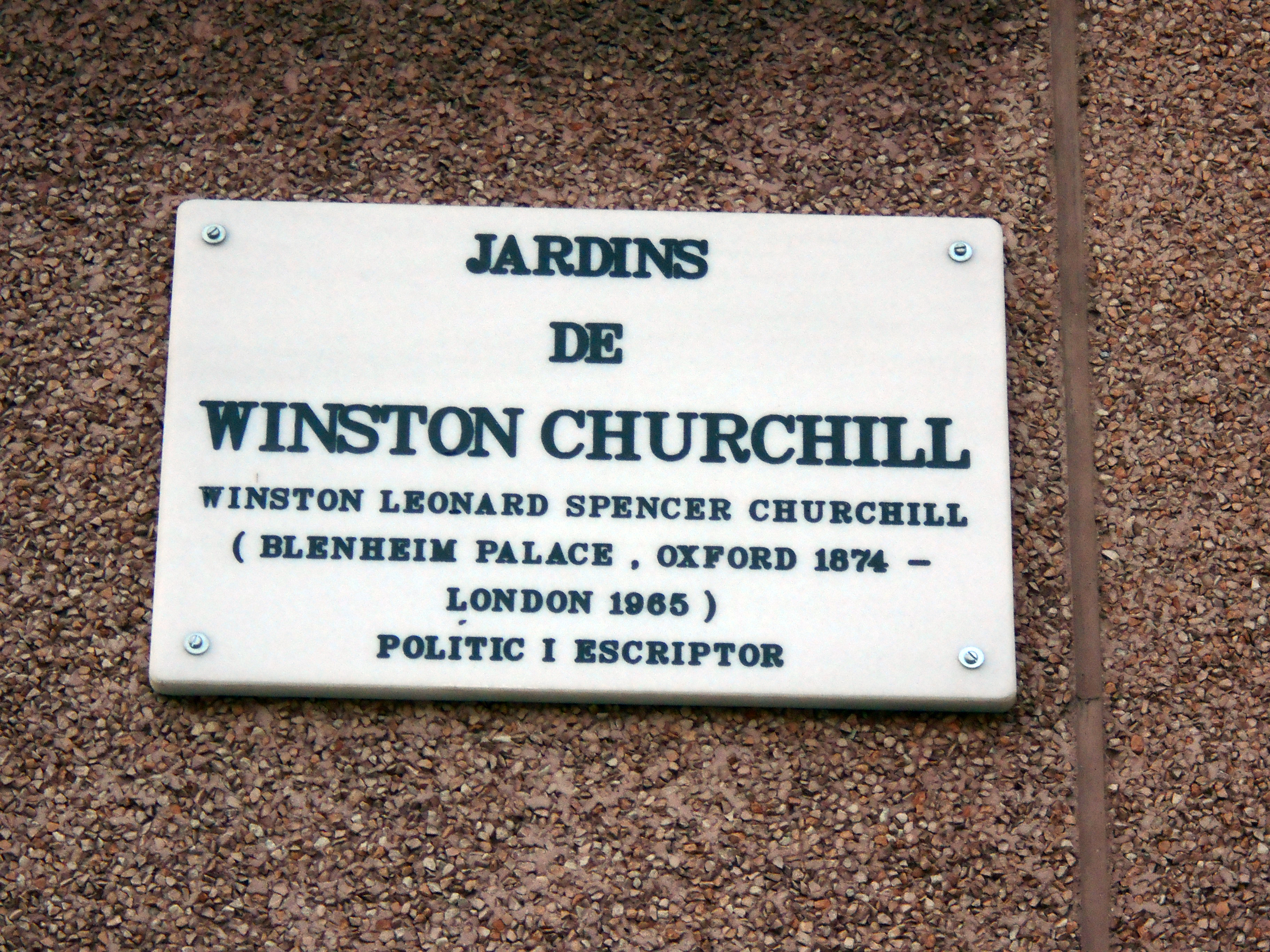
Jardines de Winston Churchill (2012).

Entre los últimos cambios de nombres efectuados estos años cabe destacar: calle de Posoltega por paseo de La Habana (2000), pasaje de Marçal por avenida del Carrilet —apodo de los Ferrocarriles Catalanes— (2001), plaza de Gibraltar por Grau Miró —monje del siglo XI— (2002), San Francisco de Paula por Palacio de la Música (2005), avenida del Hospital Militar por Vallcarca (2006), Tercio de Nuestra Señora de Montserrat por Nuestra Señora de Montserrat (2006), Albarracín por Orense (2006), Pirineo Español por Pirineos (2006), Duque de la Victoria por Duque (2007), Estévanez por Garcilaso (2007), General Almirante por Juan Gris (2007), Puente del Trabajo por Puente del Trabajo Digno (2008), paseo de las Cascadas por Jean C. N. Forestier (2009), plaza de Rius i Taulet por Villa de Gracia (2009), avenida del Marqués de Comillas por Francesc Ferrer i Guàrdia (2010), plaza del Marqués de Foronda por Josep Puig i Cadafalch (2012), Sagrera por Mayor de la Sagrera (2013), Teniente Coronel Valenzuela por John M. Keynes (2014), Almirante Cervera por Pepe Rubianes (2017), Ramiro de Maeztu por Ana María Matute (2021) y Almirante Churruca por Miquel Pedrola —miliciano del POUM— (2023).

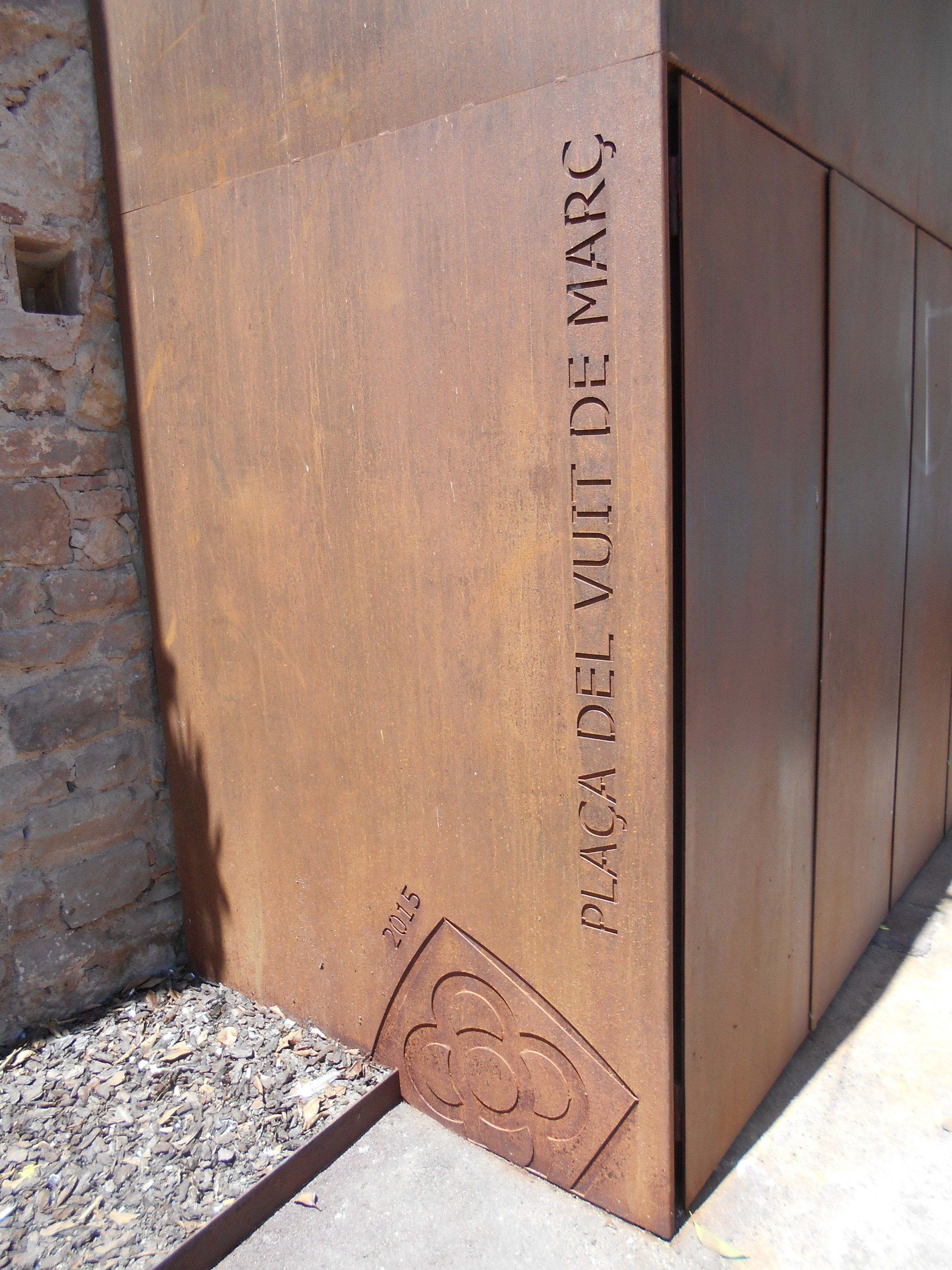
Plaza del Ocho de marzo (2015).

Por lo que respecta a nuevos odónimos, en los últimos años se han introducido diversos entre los que se pueden mencionar: rambla del Raval (2000), plaza Verde de la Prosperidad (2001), plaza del Fort Pienc (2002), plazoleta de Luis Buñuel (2005), plaza del Mar (2005), plaza de Charles Darwin (2006), plaza de Salvador Puig Antich (2006), jardines de Teresa de Calcuta (2007), calle de Isaac Newton (2008), paseo del Mare Nostrum (2008), jardines de William Shakespeare (2009), jardines de Els Setze Jutges (2011), jardines de la Segunda República (2011), jardines de Winston Churchill (2012), plaza del Movimiento Obrero (2018), paseo del Rompeolas (2018), calle de Gabriel García Márquez (2021), plaza de Nelson Mandela (2024) y jardines de la Pasionaria.
En cuanto a espacios verdes, entre los últimos realizados cabe mencionar: el parque Central de Nou Barris (1997-2007), el parque de Diagonal Mar (1999-2002), los jardines de Joan Brossa —por el artista y poeta— (2003), el parque de Xavier Montsalvatge —por el compositor— (2007), el parque de Joan Reventós —por el político— (2009), el parque del Centro del Poblenou (2008), el parque de les Rieres d'Horta —por los múltiples torrentes que había en esta zona— (2013), el parque de Antoni Santiburcio —por el político— (2018) y el parque de las Trece Rosas —por las jóvenes fusiladas por la dictadura franquista— (2024).

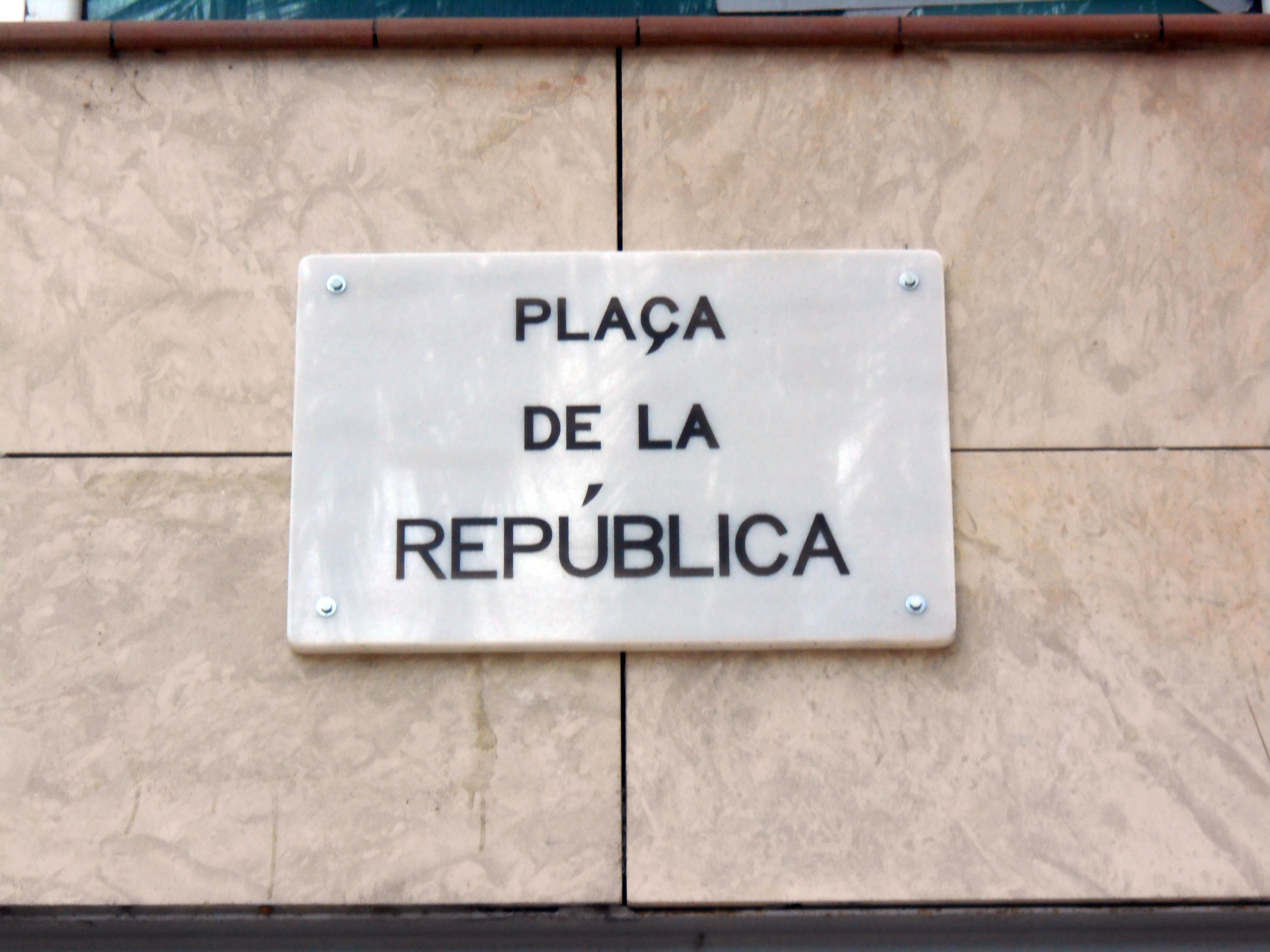
Plaza de la República (2016).

El 14 de abril de 2016 la plaza de Llucmajor, donde se halla el Monumento a la República, pasó a llamarse de la República, en concordancia con el monumento. Se trata de una antigua reivindicación de las asociaciones vecinales de la zona, que ha sido atendida por el nuevo consistorio de Barcelona en Comú surgido en 2015. El anuncio se efectuó el 29 de noviembre de 2015, fijándose la fecha para el 14 de abril, «día de la República» (por la proclamación de la Segunda República el 14 de abril de 1931). De forma inversa, unos jardines situados en la plaza que estaban dedicados a la Segunda República pasaron a llamarse de Llucmajor, por lo que se mantuvo la dedicatoria a la localidad mallorquina en el nomenclátor barcelonés. Por ello, la estación de metro de Llucmajor que se encuentra en la plaza no sufrió ninguna variación en cuanto al nombre.

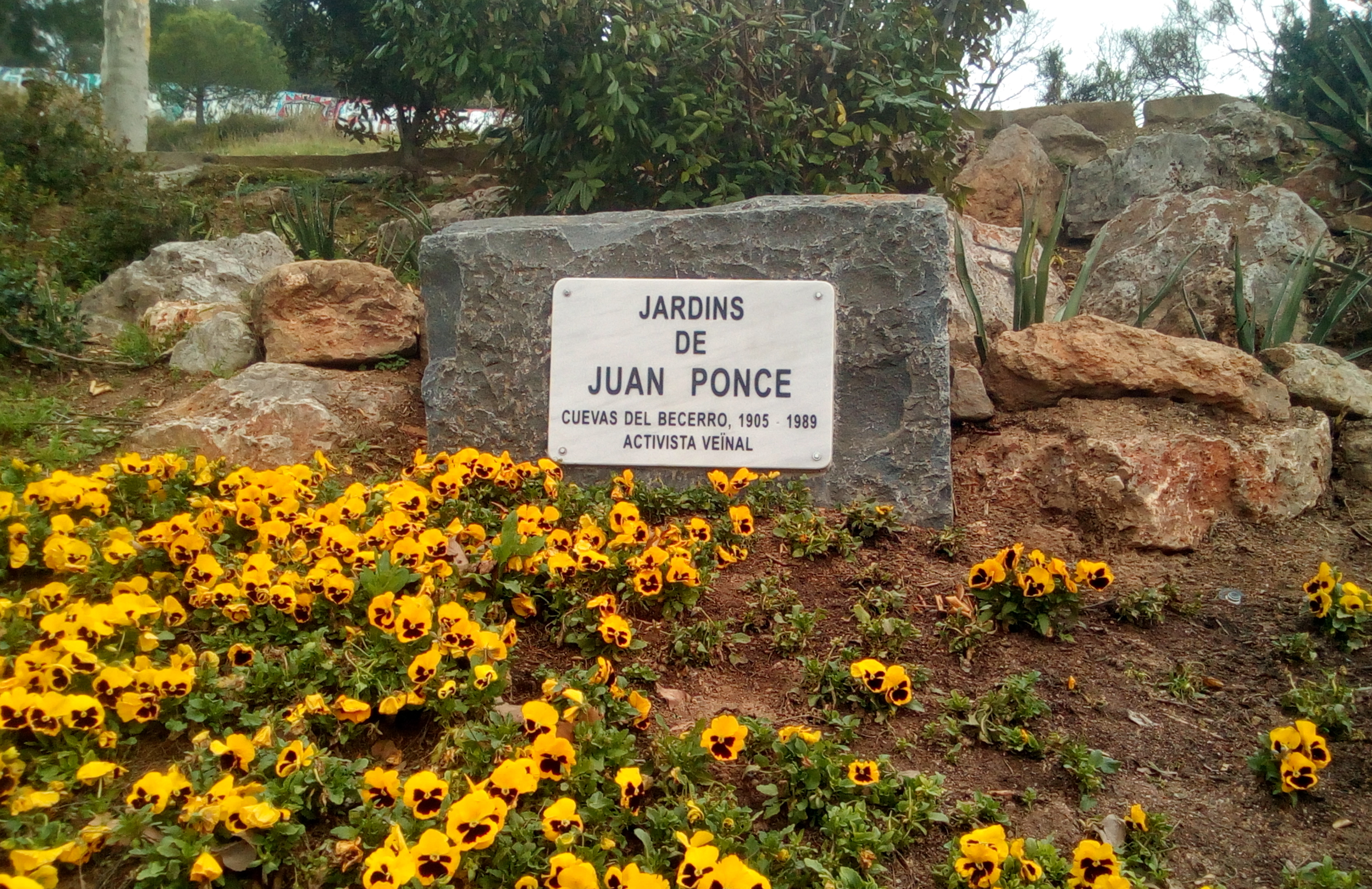
Jardines de Juan Ponce

Por otro lado, el consistorio liderado desde 2015 por Ada Colau estudió cambiar el nombre de diversas calles relacionadas con la dinastía de los Borbones, bajo la premisa de que eran herencia de la dictadura franquista. Las vías afectadas serían: el paseo de Juan de Borbón Conde de Barcelona, la plaza y avenida de María Cristina, el pasaje de Isabel, la avenida de Borbón, el paseo de Isabel II, la plaza de Juan Carlos I, la calle de Alfonso XII, la avenida del Príncipe de Asturias, la calle de la Reina Cristina, la calle de la Reina Victoria y el muelle del Príncipe de España. El primer cambio oficial se hizo el 23 de septiembre de 2016, fecha en que se aprobó el cambio de la plaza de Juan Carlos I por Cinco de Oros, su anterior nombre popular. En septiembre de 2018, tras un proceso participativo, los jardines del Príncipe de Gerona —uno de los títulos del heredero a la Corona— fueron renombrados como jardines del Baix Guinardó. Ese mismo año se iniciaron los trámites para cambiar otros tres nombres vinculados a la monarquía española: los jardines de las Infantas por jardines de Magalí, la avenida del Príncipe de Asturias por Riera de Cassoles, su anterior nombre popular —aprobado en febrero de 2019— y la avenida de Borbón por Els Quinze, un nombre popular entre los vecinos procedente del antiguo billete del tranvía 46 que a principios del siglo XX iba de Urquinaona a Torre Llobeta, que valía quince céntimos, cifra que gritaba el cobrador en el punto que dicho billete perdía validez.
Además, se cuestionó también la idoneidad de otras vías públicas, como la calle del Aviador Franco, hermano del dictador y partícipe en los bombardeos sobre Barcelona; la del Secretario Coloma, impulsor de la Inquisición en el siglo XV; o la plaza de Antonio López, debido a su actividad como comerciante de esclavos. Así, en 2018 se acordó cambiar la calle del Aviador Franco por Pablo Rada, mecánico del mismo vuelo del Plus Ultra pilotado por Franco. En 2019 se decidió cambiar la calle del Secretario Coloma por Pau Alsina, su nombre anterior, un diputado obrero. En cuanto a la plaza de Antonio López, en 2021 se dividió en dos, con una línea divisoria en la Vía Layetana: la parte situada frente al edificio de Correos pasó a llamarse plaza de Correos; la parte situada frente a la Lonja de Barcelona fue bautizada como Idrissa Diallo, un inmigrante guineano muerto en el Centro de Internamiento para Extranjeros de la Zona Franca en 2012.
El 7 de marzo de 2017 se anunció la unificación de las plazas de la Hispanidad y de Pablo Neruda, creándose una única plaza dedicada al poeta chileno. Por otro lado, el 16 de julio de 2018 se cambió el nombre de la calle de Santo Domingo del Call, que hacía referencia al pogromo del 5 de agosto de 1391 (día de santo Domingo), por Salomó Ben Adret (1235-1310), un rabino medieval que fue prestamista del rey Jaime I y director de la escuela talmúdica de Barcelona. En 2018 se dedicó también el espigón de la Mar Bella al pediatra y político Antoni Gutiérrez —conocido como el Guti—, que fue secretario general del PSUC, fallecido en 2006. En este espigón solía pescar, una de sus aficiones, por lo que se consideró el lugar adecuado para homenajearlo. Se instaló además una placa con el poema Laberint de Joan Brossa.
En 2022 se cambió el nombre de la plaza de la Torre, ubicada en Sarriá-San Gervasio, por Antoni Tàpies, uno de los pintores españoles más destacados de la segunda mitad del siglo XX, que logró renombre internacional. Igualmente, en 2025 se efectuaron diversos cambios de nomenclatura: la plaza Theolongo Bacchio, un supuesto caudillo layetano de dudosa historicidad, fue cambiada por Gerda Taro, fotoperiodista judía alemana que documentó la Guerra Civil; la calle de Sant Liguori fue adjudicada al empresario farmacéutico Víctor Grífols; y la calle de Jordi Girona fue renombrada debido a la vinculación de este personaje con el golpe de estado de 1936, siendo otorgada a la arquitecta Bet Figueras. Asimismo, en el barrio de El Carmelo se creó la plaza del Socavón, en recuerdo del socavón ocurrido por las obras del metro en 2005.

## Regulación

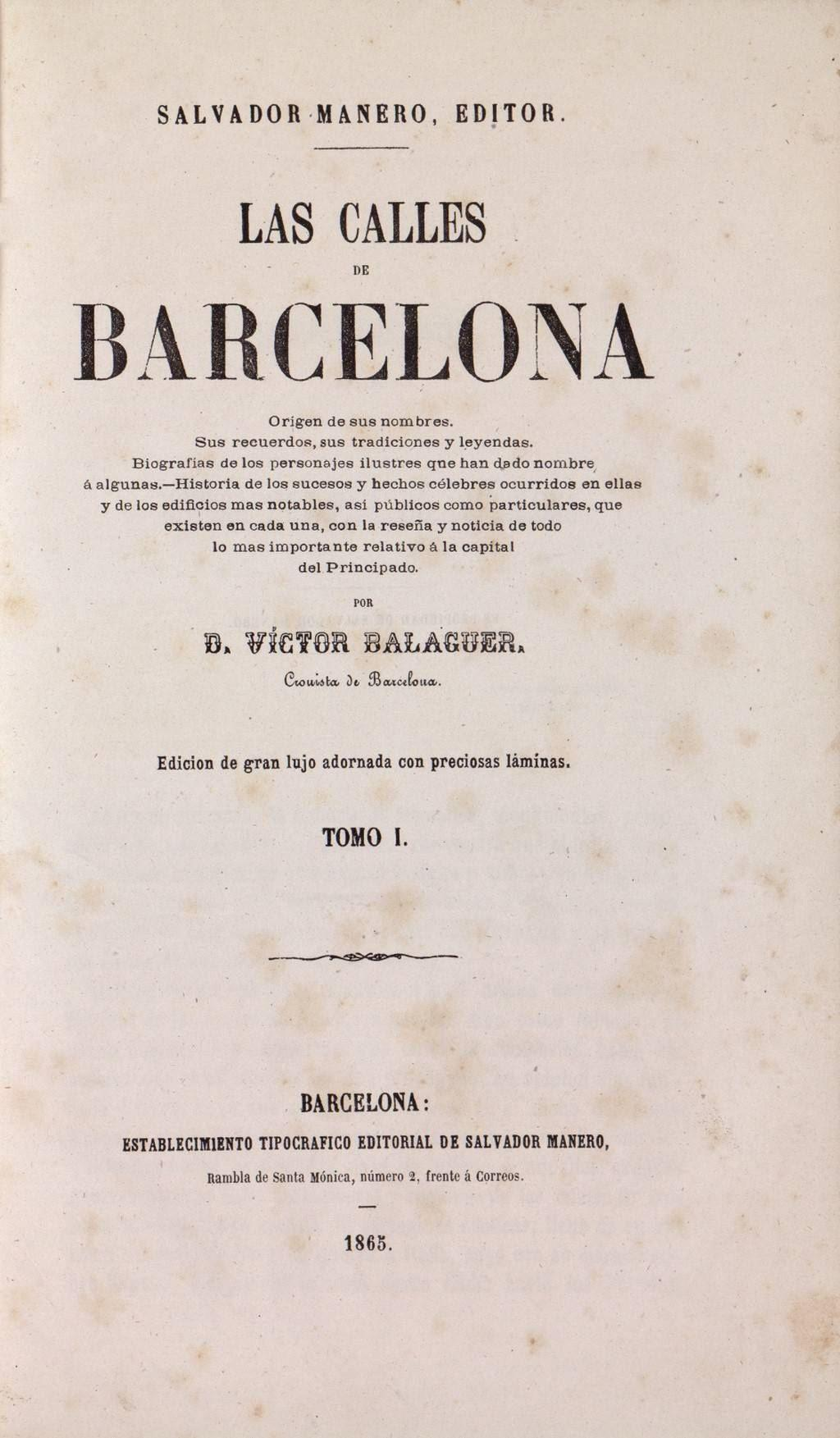
Las calles de Barcelona, de Víctor Balaguer (1865).

La primera clasificación de las calles de Barcelona se realizó en 1917 por encargo de la Comisión de Fomento del Ayuntamiento de Barcelona: La redacción de breves leyendas explicativas del significado de los nombres de las calles de la Ciudad, escrita por Ramon Nonat Comas i Pitxot y Josep Roca i Roca, y finalizada en 1922.
En 1930 se elaboró el informe de la Ponencia de Rotulación de Calles, dirigida por Agustí Duran i Sanpere, en que se hizo una nueva clasificación de las calles, se señalaron duplicidades y se constató la ignorancia del significado de numerosas calles de origen antiguo.
El siguiente intento de clasificación se hizo con la llegada de la democracia, momento en el que además se adaptaron las acepciones del español a su versión normativa en catalán. En 1981 se publicó el Nomenclàtor 1980 de les Vies Públiques de Barcelona, a cargo de Miquel Ponsetí i Vives, que debido al poco tiempo empleado en su elaboración adolecía de ciertos errores y lagunas. En 1987 se publicó una versión revisada, con la supervisión de Pilar Aranda.

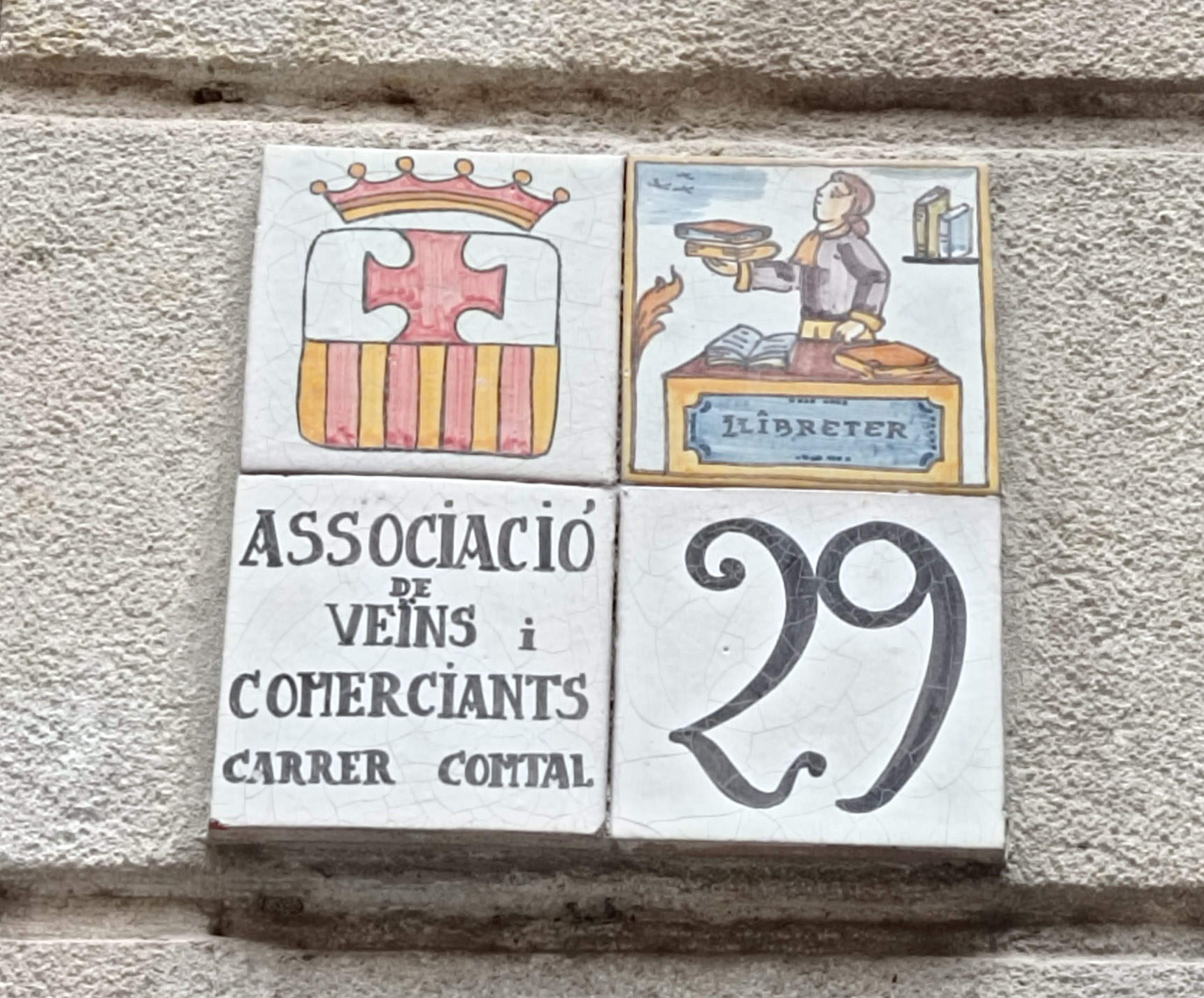
Placa de numeración de la calle Condal de Barcelona, promovida por la Asociación de vecinos y comerciantes

Por último, en 1996 se hizo una nueva versión del Nomenclátor, en que se añadieron las fichas que había elaborando Miquel Ponsetí en el transcurso de los años, en los que realizó una profunda investigación de significados hasta entonces desconocidos, especialmente en cuanto a personajes de antiguos propietarios de terrenos que habían bautizado los espacios urbanizados por ellos con sus propios nombres.
En la actualidad la clasificación y nominación de las vías públicas está regulada por la Ponencia de Nomenclátor de las calles de Barcelona, que es la que estudia las propuestas de nuevos nombres, a través de una comisión presidida por el concejal de Cultura del Ayuntamiento en la que participan diversos departamentos consistoriales: Vía Pública, Cartografía, Urbanismo, Población, Relaciones Institucionales y Deportes, Patrimonio y Programa Municipal para las Mujeres. También se consulta a expertos en diversos campos, y se atienden las peticiones y sugerencias de asociaciones cívicas y vecinales. De aquí surgen las propuestas que en última instancia son aprobadas por el alcalde.
Entre las diversas normas de aplicación para la adjudicación de un determinado nombre a una vía pública cabe destacar la que atañe a personas: en Barcelona solo se puede dar el nombre de una calle a una persona fallecida, pasados además cinco años desde el momento de su defunción; tan solo se pueden hacer excepciones en el caso de personajes galardonados con la Medalla de Oro de la Ciudad, y como persona viva únicamente al jefe del estado.
Otras normas a tener en cuenta son: está prohibida la utilización de siglas y acrónimos en las vías públicas; los cambios de denominación solo se efectuarán en casos de fuerza mayor, para no afectar al vecindario; se evitarán las duplicidades, excepto en las calles existentes dentro del perímetro del Pueblo Español de Barcelona; si se produce una duplicidad tendrá distinta asignación tipológica (por ejemplo, calle y plaza); los nombres propios se escribirán con su grafía de origen, excepto en el caso de santos, papas, reyes o personajes de la realeza; no se nombrarán calles a personajes únicamente por la cesión del terreno; para la dedicación a personajes se buscará el beneplácito de la familia; los rótulos de personajes contendrán sus datos biográficos en al menos una de las placas a colocar.

## Rotulación

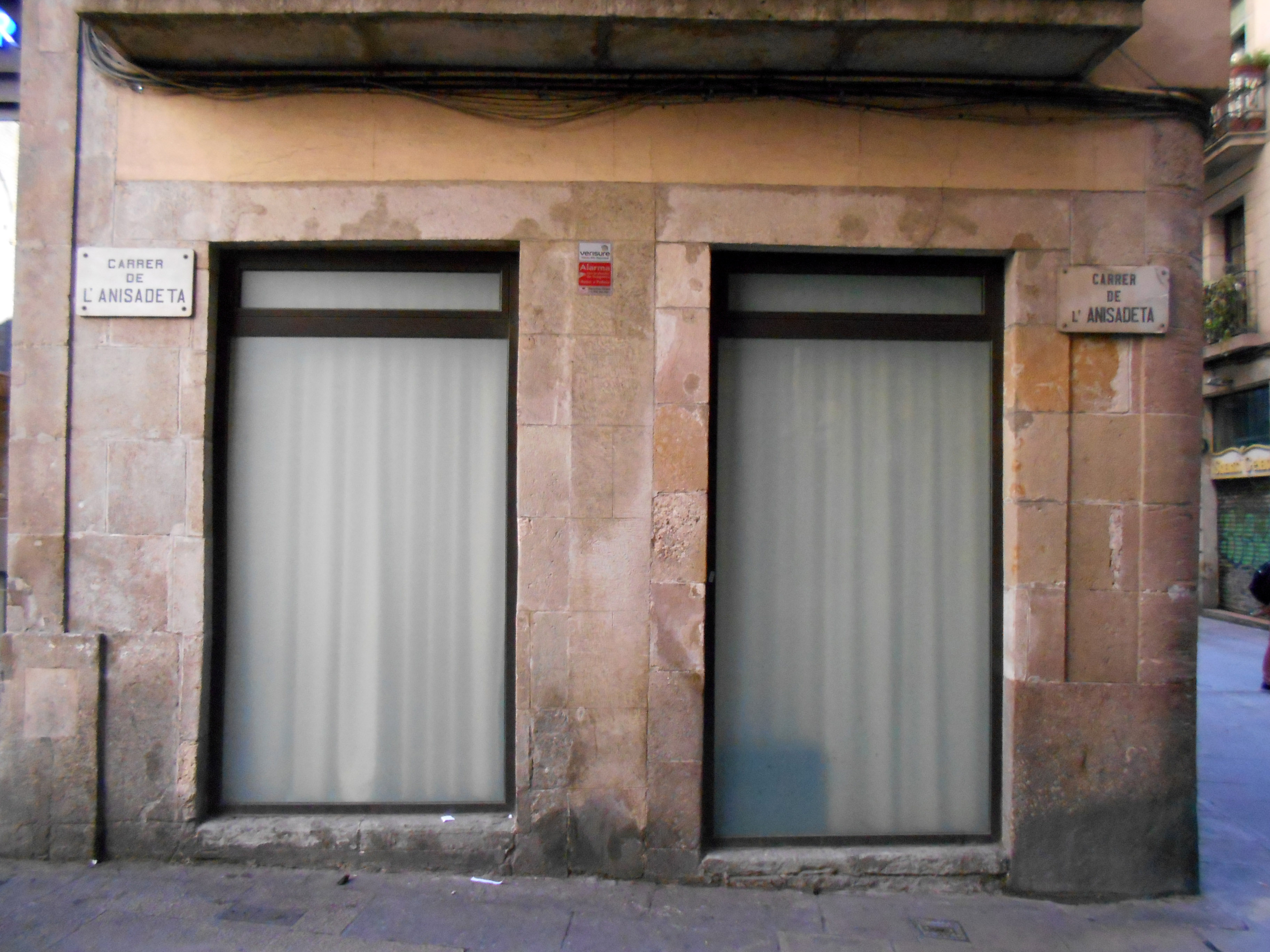
La calle de la Anisadeta es la más corta de Barcelona.

Los nombres de las calles de Barcelona están señalizados mediante rótulos situados generalmente en fachadas de edificios, por regla general en esquinas e intersecciones de calles, a una altura de 3 a 5 metros. En ellos se especifica el odónimo de cada vía, compuesto de un genérico (calle, plaza, paseo, avenida, rambla, etc.) y un nombre propio. Algunos rótulos ofrecen también información del odónimo, especialmente en casos de personajes, donde se suele indicar sus datos biográficos y su profesión o cualidad por la que adquirieron relevancia. Los rótulos se suelen diseñar con unos criterios basados en su visibilidad: las letras deben tener un tamaño adecuado para ser vistas a distancia, y el color de letras y el fondo deben facilitar un buen contraste. En Barcelona hay 34 350 rótulos de calle (datos de 2009).
La mayoría de rótulos están elaborados en placas de mármol, con las letras en bajorrelieve, compuestas de cemento aluminoso mezclado con arena y tinta negra, y se fijan a la pared con tornillos de acero inoxidable y tacos de nailon. Hay también placas de vial, que se suelen colocar en semáforos o columnas de iluminación, realizadas en chapa de acero en colores blanco y azul, que además del nombre de la vía suelen indicar la dirección con una flecha y los números de la calle; y señales verticales, con una placa de resina fenólica de color blanco, situada en un mástil.
La rotulación de las calles comenzó en 1842 a causa del bombardeo de la ciudad por el general Espartero y la siguiente multa impuesta a los barceloneses, que obligó a tener bien localizada a la ciudadanía. Se efectuó con placas de mármol y letras de plomo fundido, similares a las de hoy día. Aunque actualmente las placas son rectangulares, en origen eran de contorno sinuoso, al estilo de los marcos de pinturas y fotografías. Generalmente eran de mármol, aunque a veces se hacían también de cerámica. Fueron colocadas en Ciutat Vella, donde aún quedan algunas, y en el Ensanche al inicio de su urbanización, aunque en este distrito ya han sido retiradas.
En 1916 aparecieron también unas losetas con letras, que permitían escribir el nombre de las calles en el pavimento de las aceras. Se dejaron de instalar en los años 1960, fecha desde la cual han ido desapareciendo paulatinamente, aunque aún quedan algunos ejemplos, como en las calles Londres y París.
Entre los años 1940 y 1960 la rotulación de las calles se efectuó con placas de hojalata, que eran más baratas que las de mármol. Tenían el fondo azulado, y las letras eran de color plateado. Más adelante volvieron a colocarse de mármol.

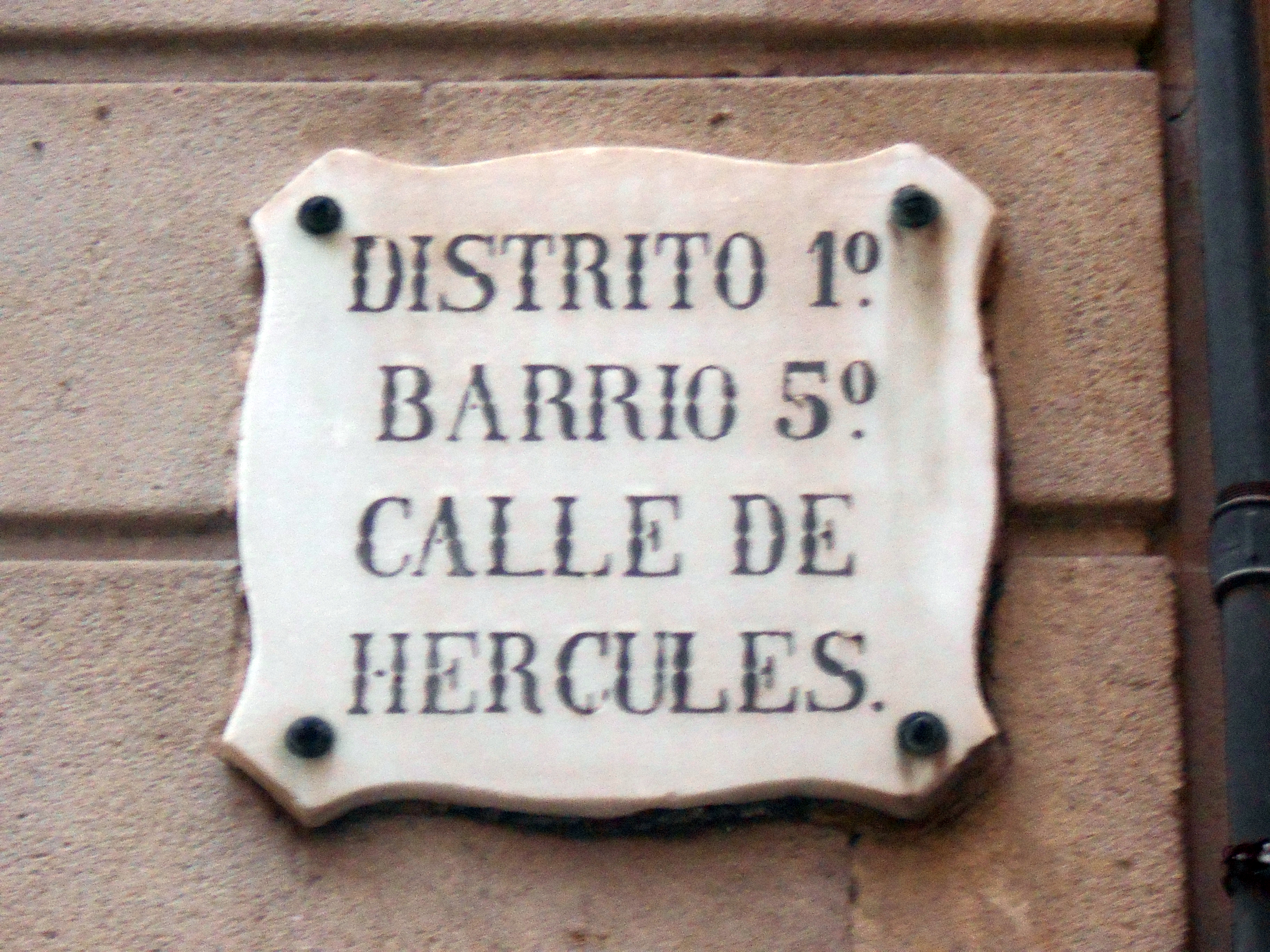
Antiguo rótulo tipo marco: calle de Hércules.
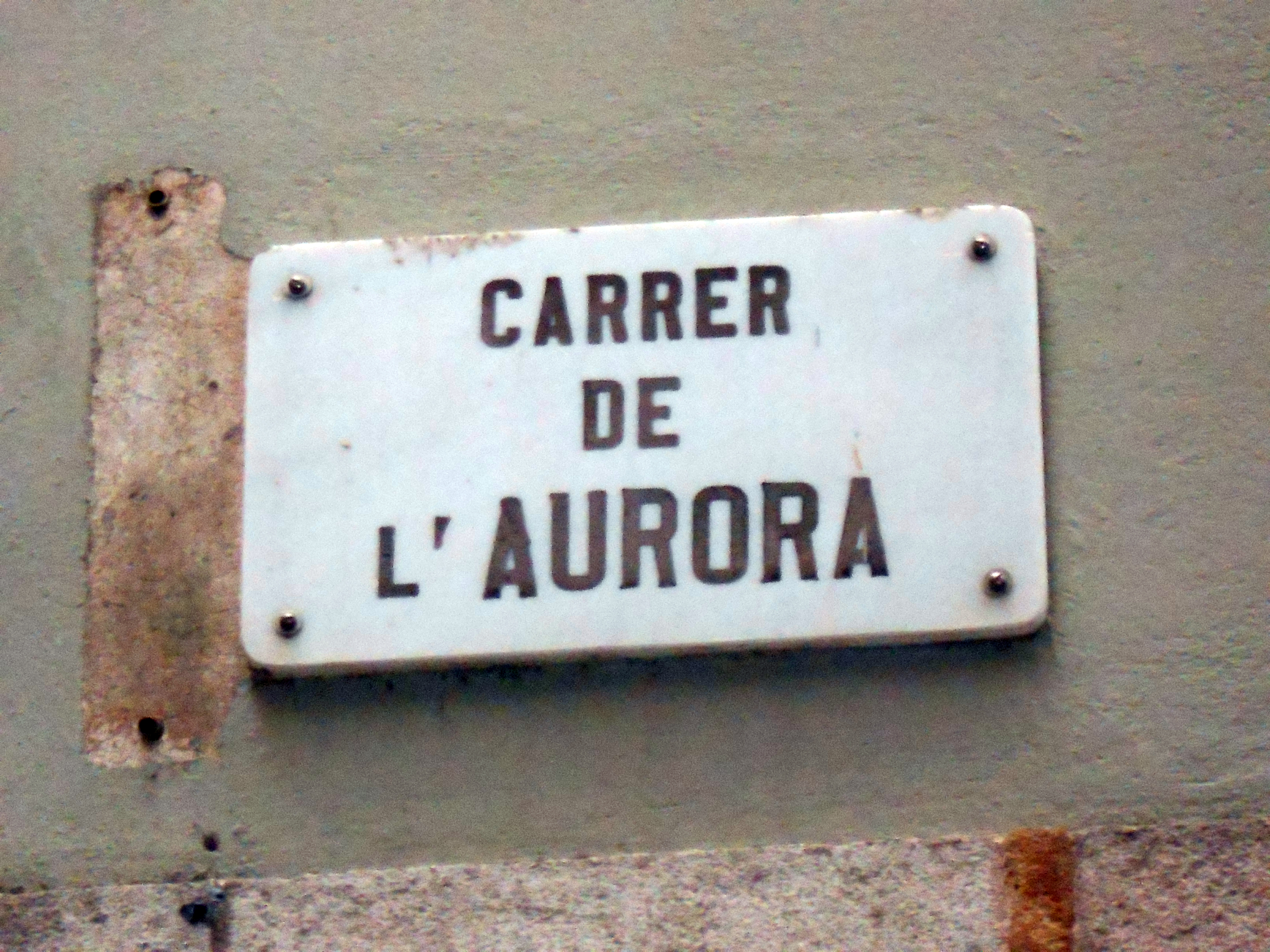
Placa normal: calle de la Aurora.
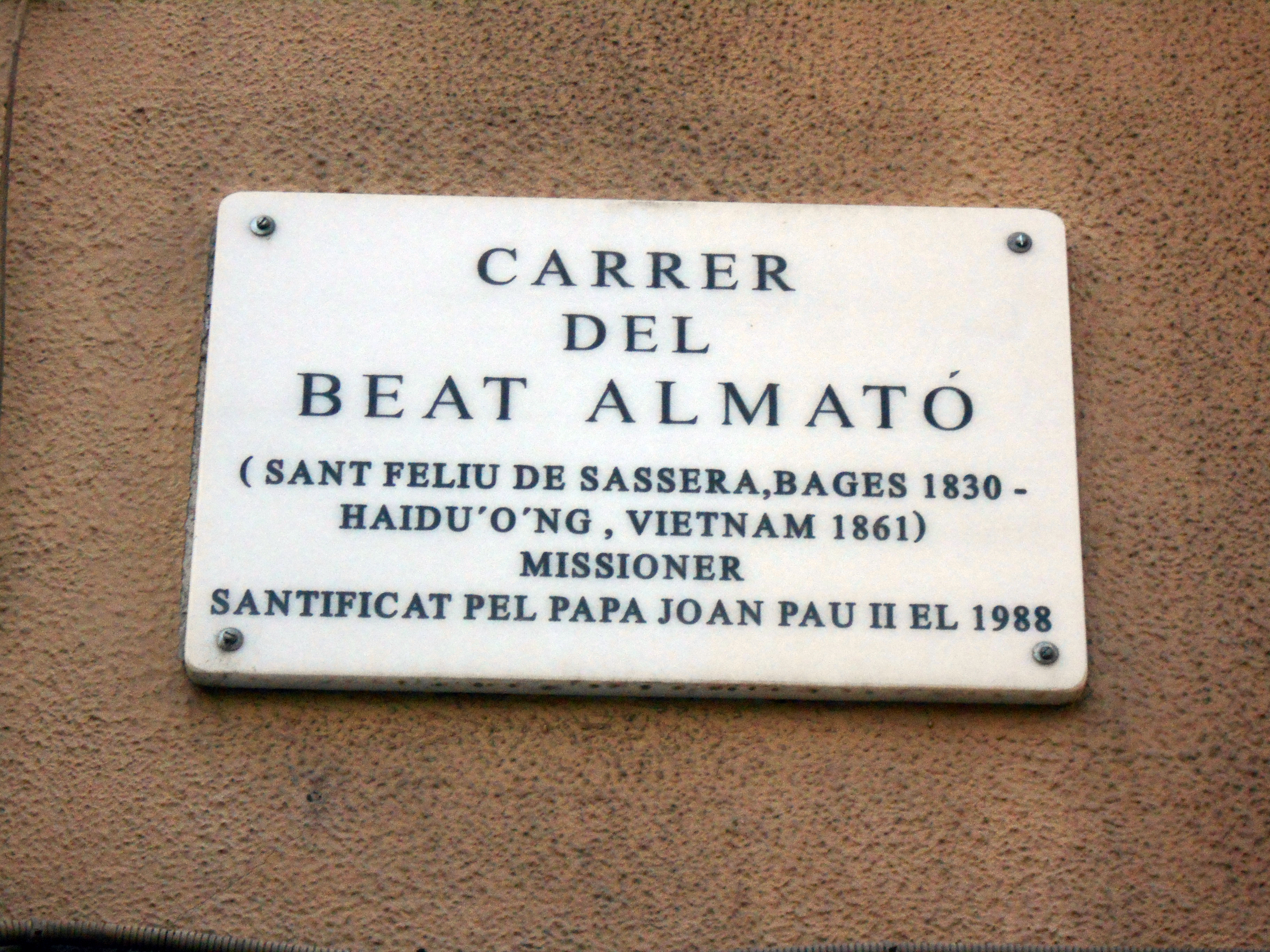
Placa con datos biográficos: calle del Beato Almató.
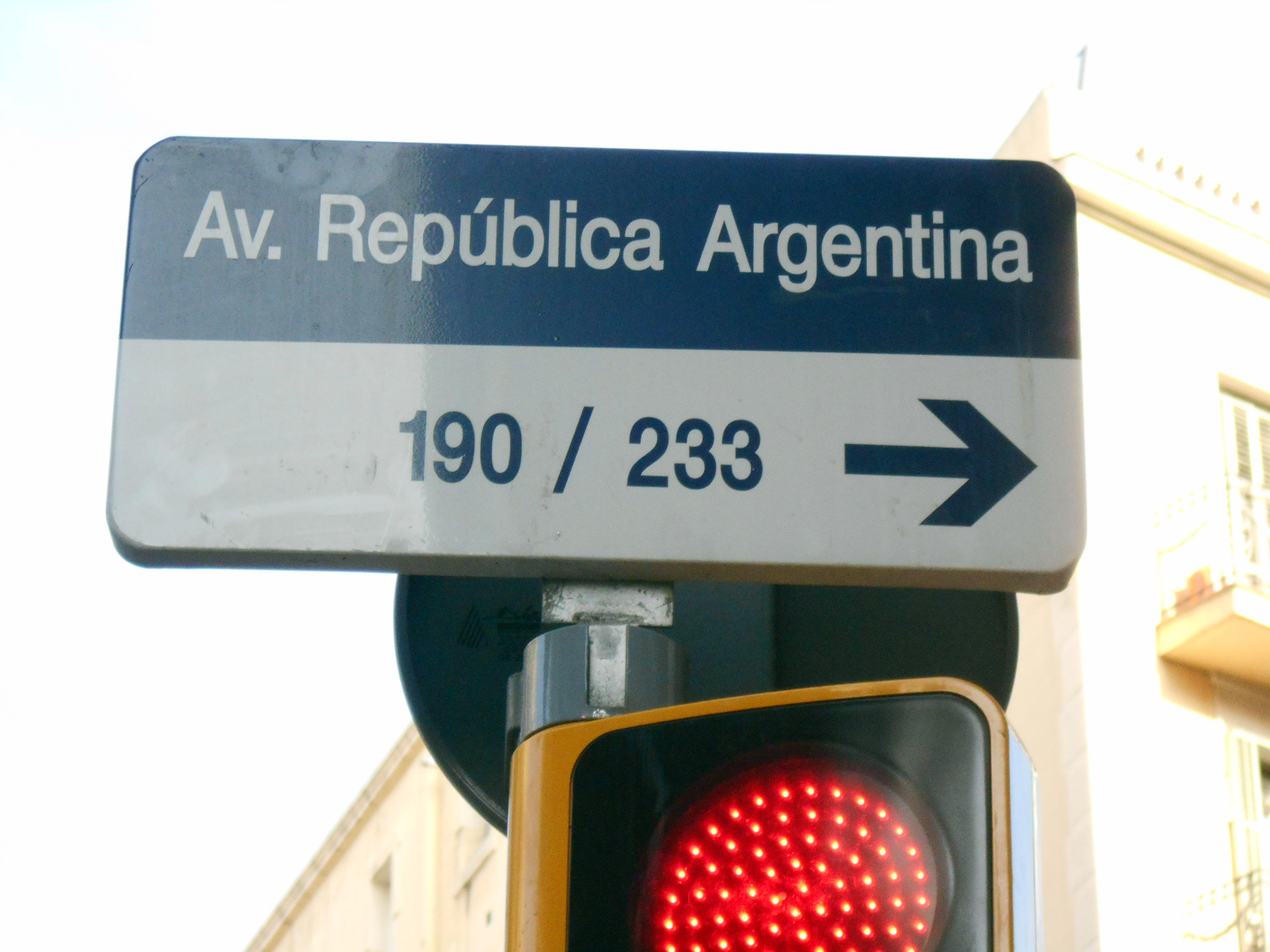
Placa de vial: avenida de la República Argentina.
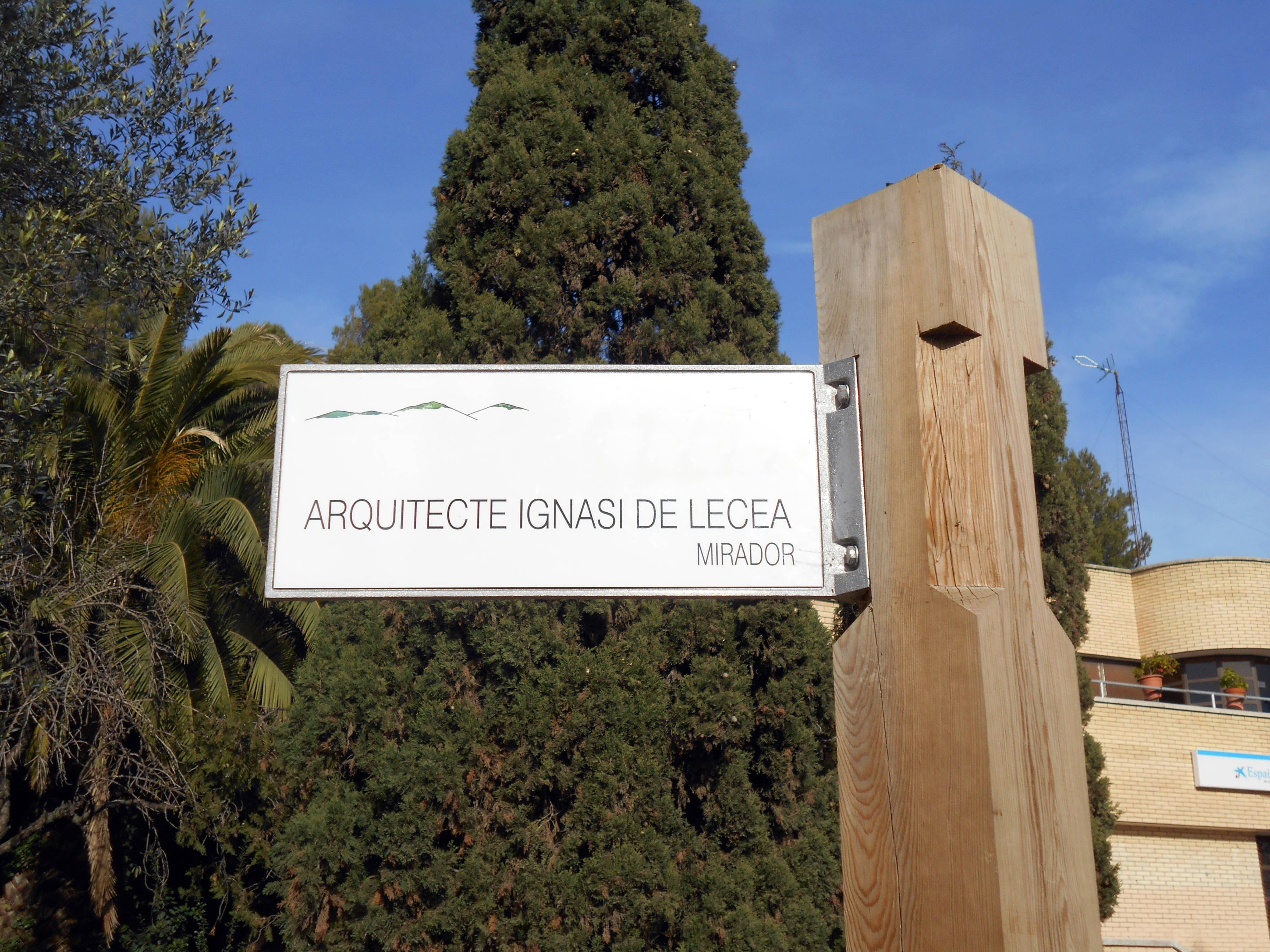
Placa vertical sobre mástil: mirador Arquitecto Ignasi de Lecea.
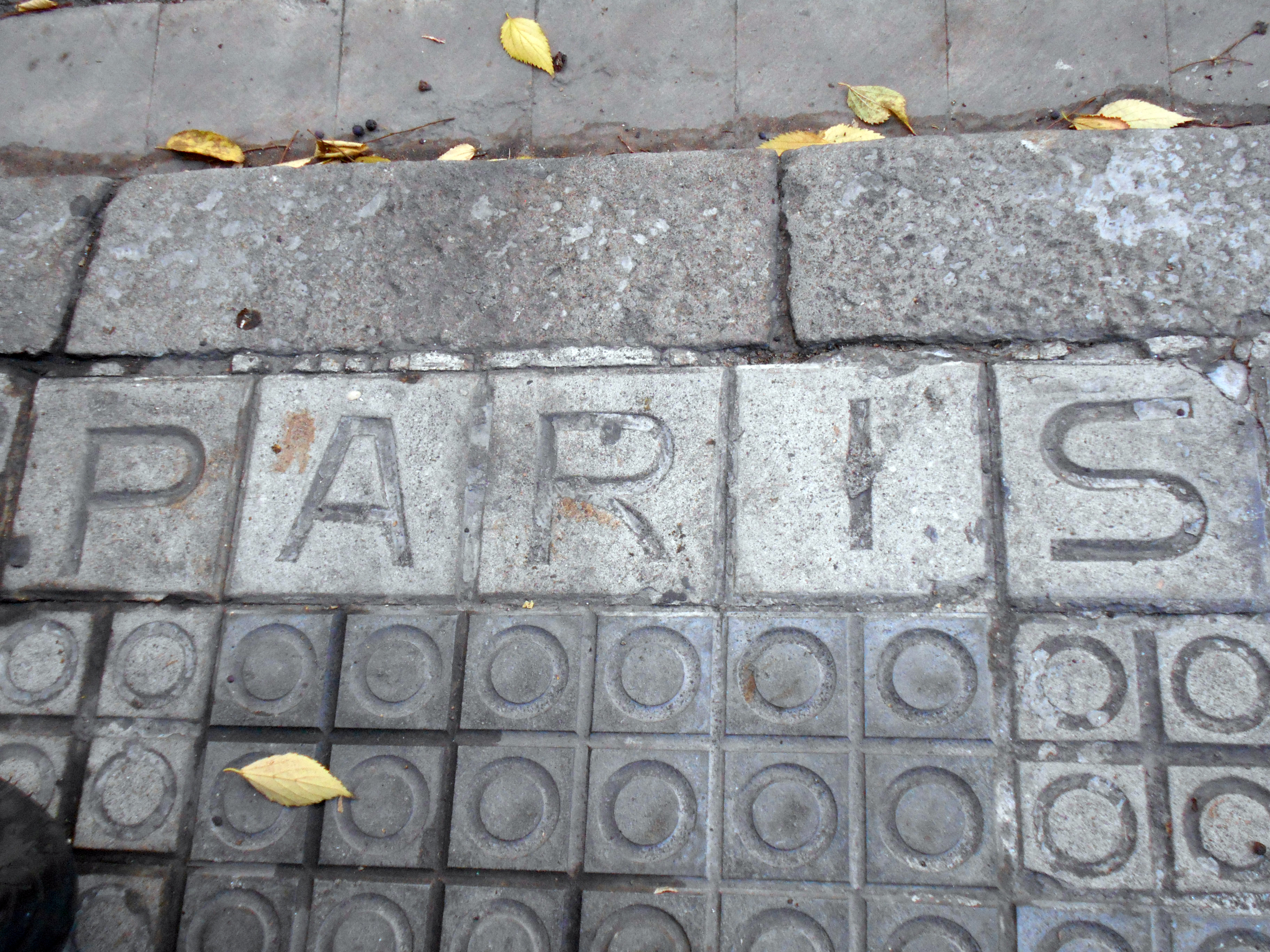
Nombre de la calle en el pavimento: calle de París.

En cuanto a numeración de edificios, por regla general se sitúan los números pares en una acera de la calle y los impares en la otra, con excepción de las plazas, que por su morfología suelen ser consecutivos. Así, por ejemplo, en el Ensanche las calles con dirección mar-montaña comienzan la numeración en el lado mar, con los pares a la derecha; y las de sentido Llobregat-Besós empiezan por el Llobregat situando a la derecha los pares. La numeración más alta de Barcelona se da en la Gran Vía de las Cortes Catalanas, que llega al número 1198, no en vano es la calle más larga de toda España, con 13 km de largo. En contrapartida, la más corta es la calle de la Anisadeta, de 2 m.

## Galería

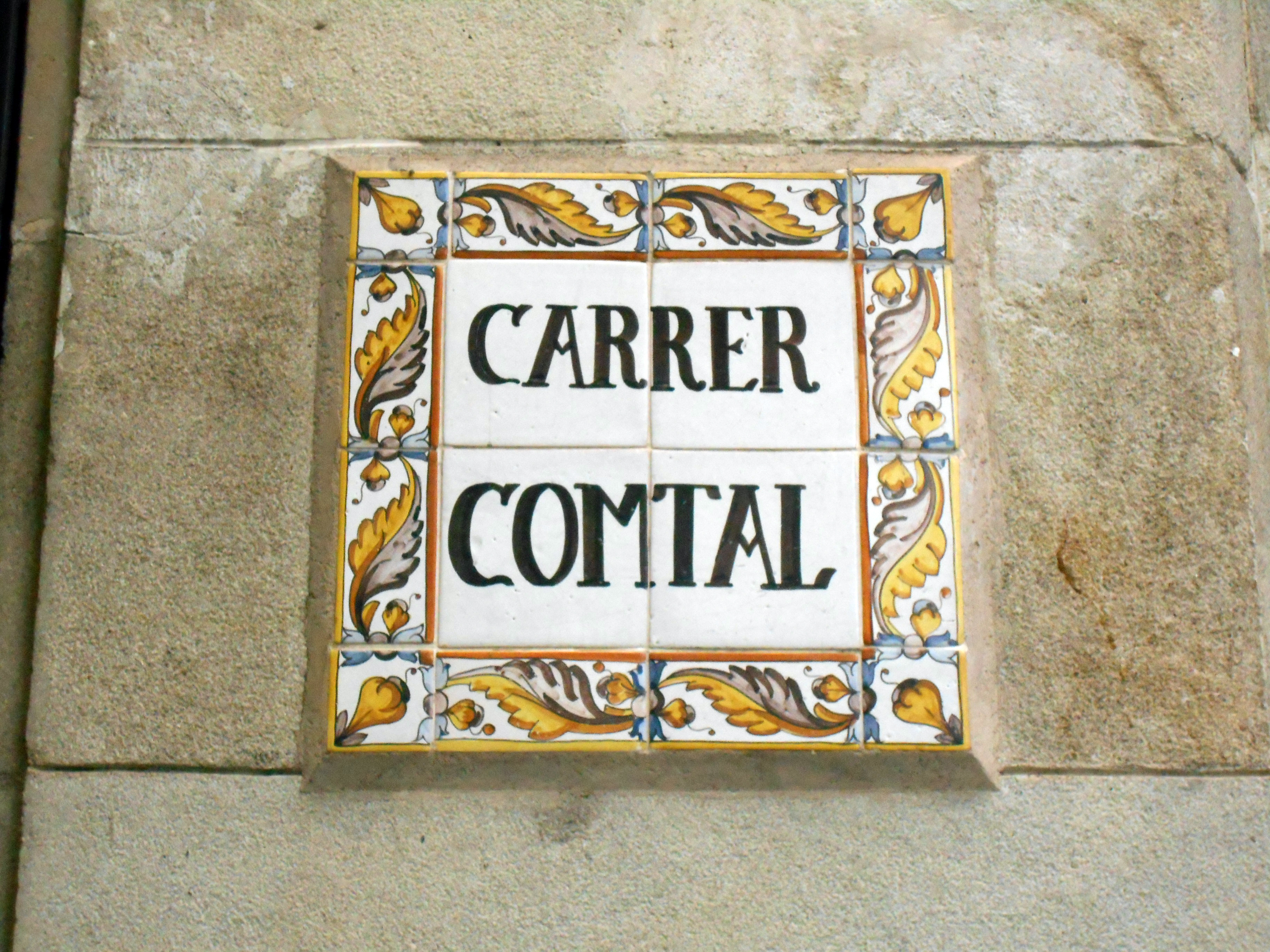
Calle Condal.
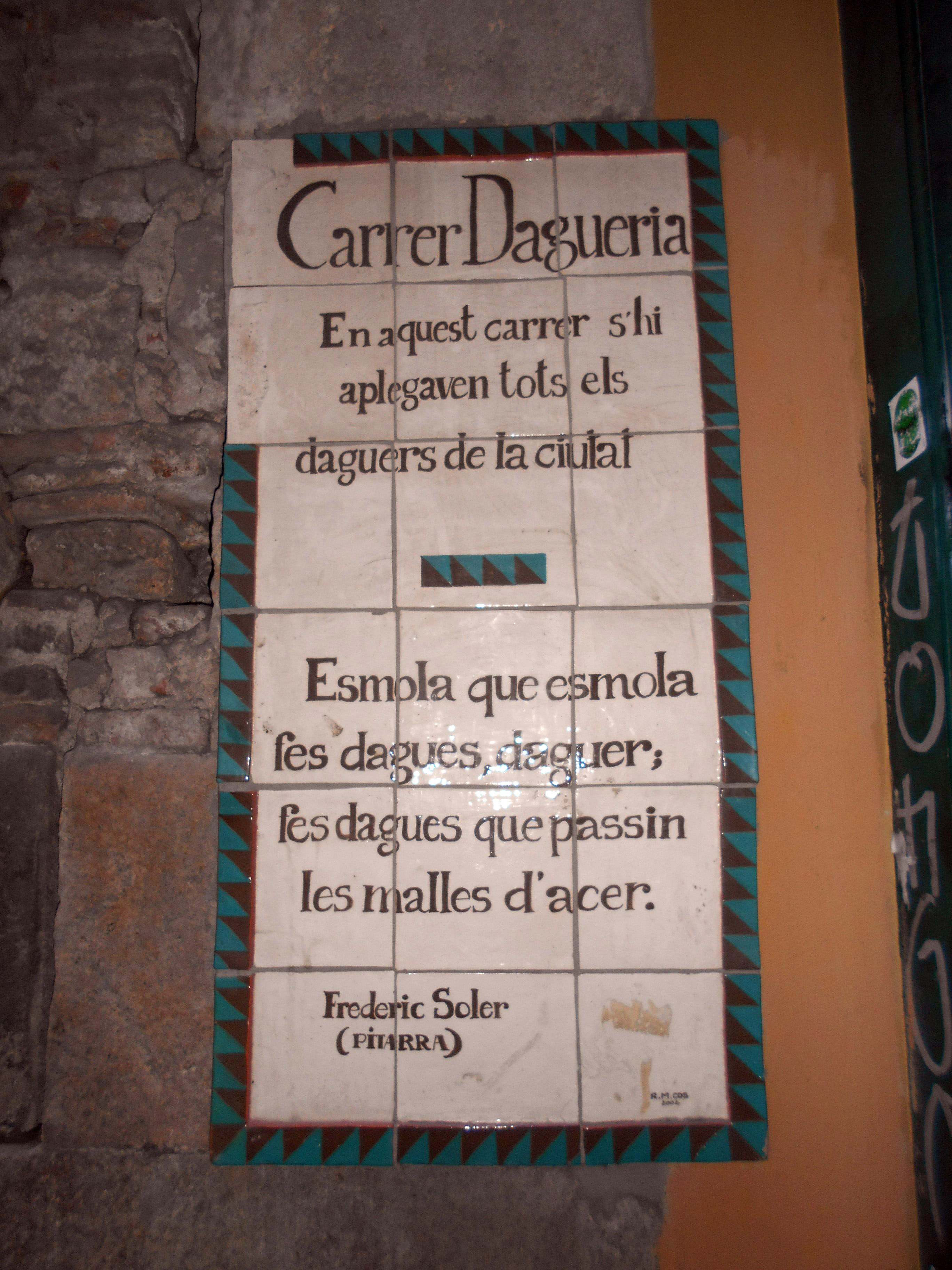
Calle Daguería.
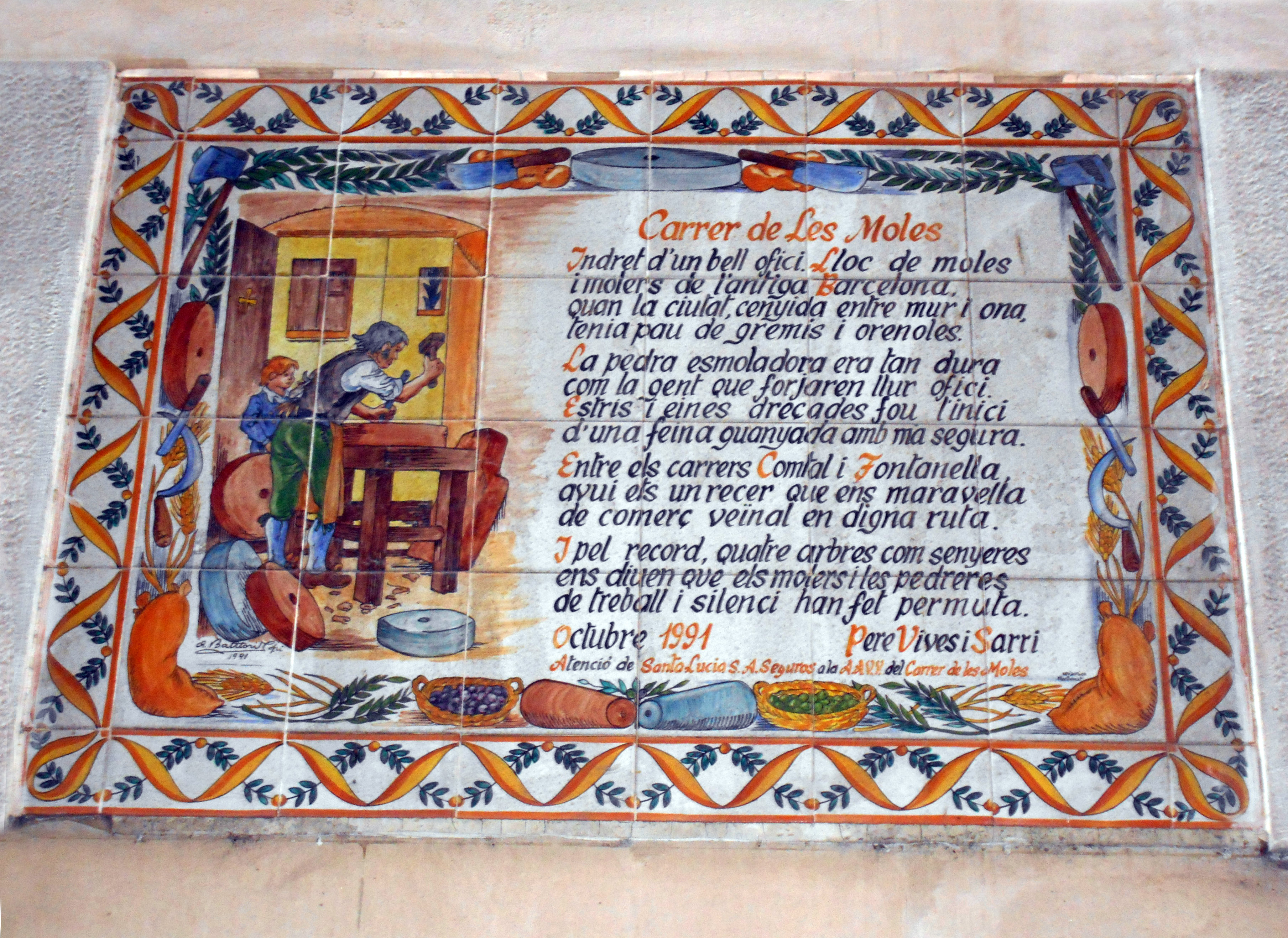
Calle de las Molas.
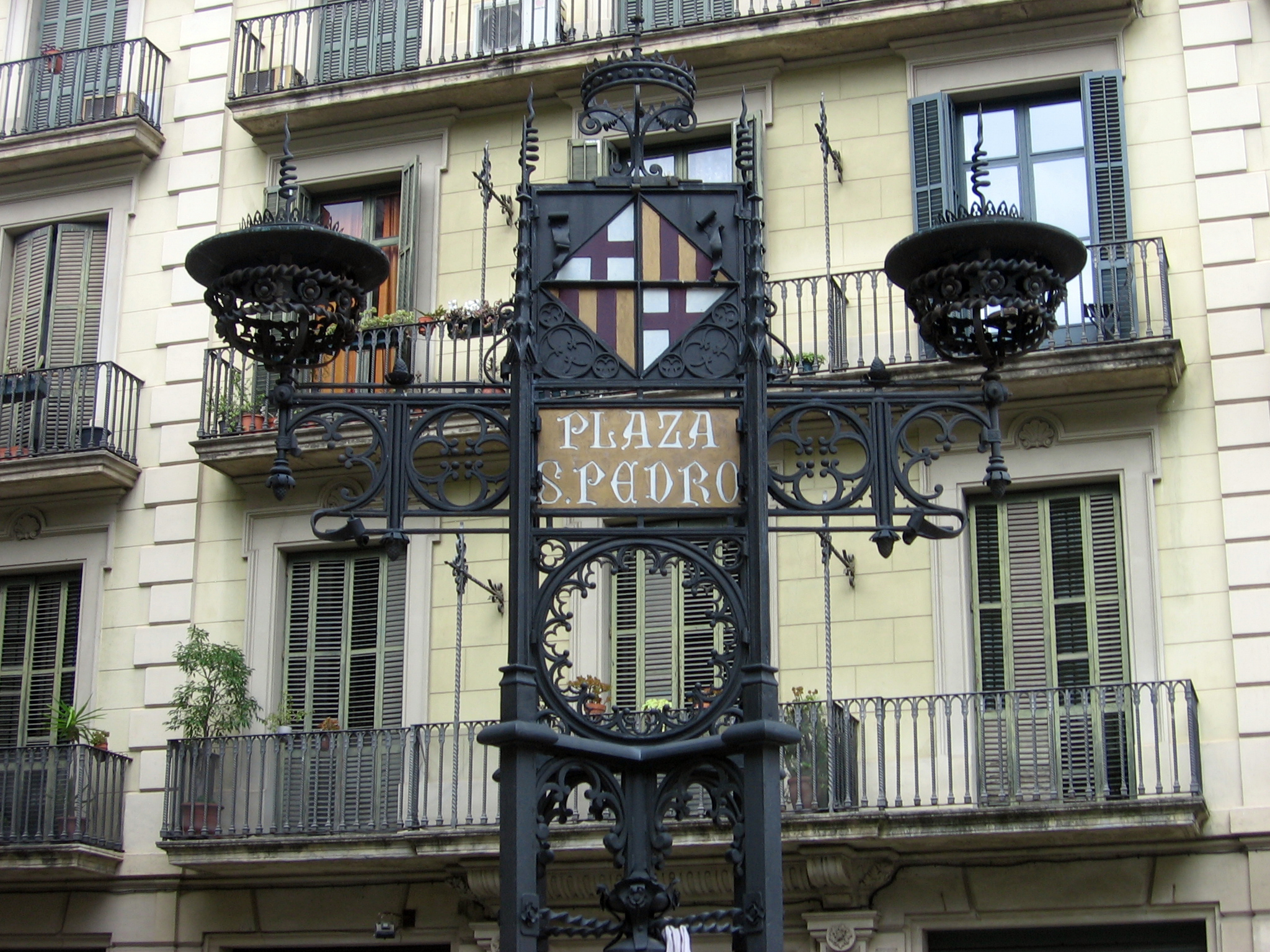
Plaza de San Pedro.
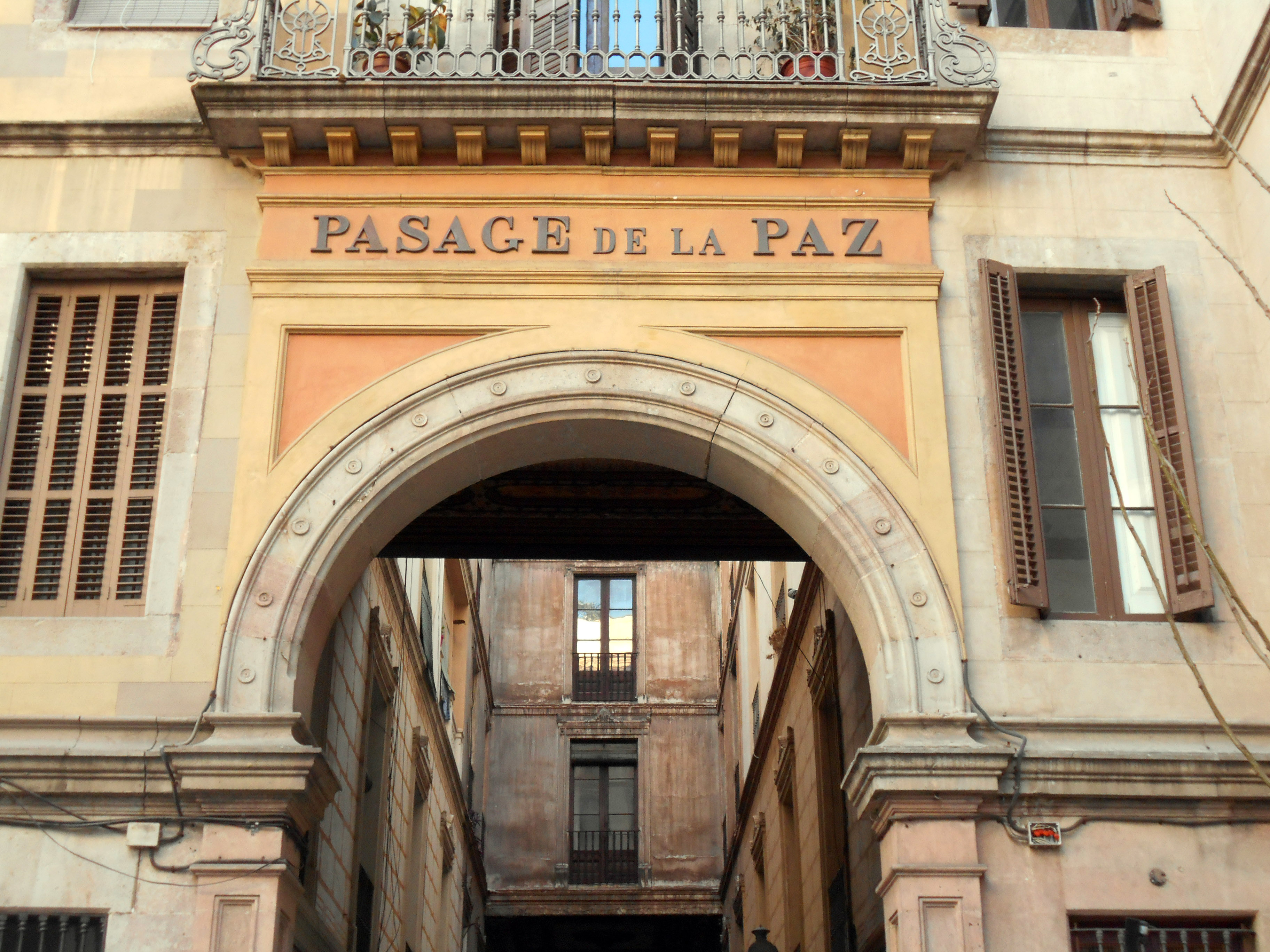
Pasaje de la Paz.
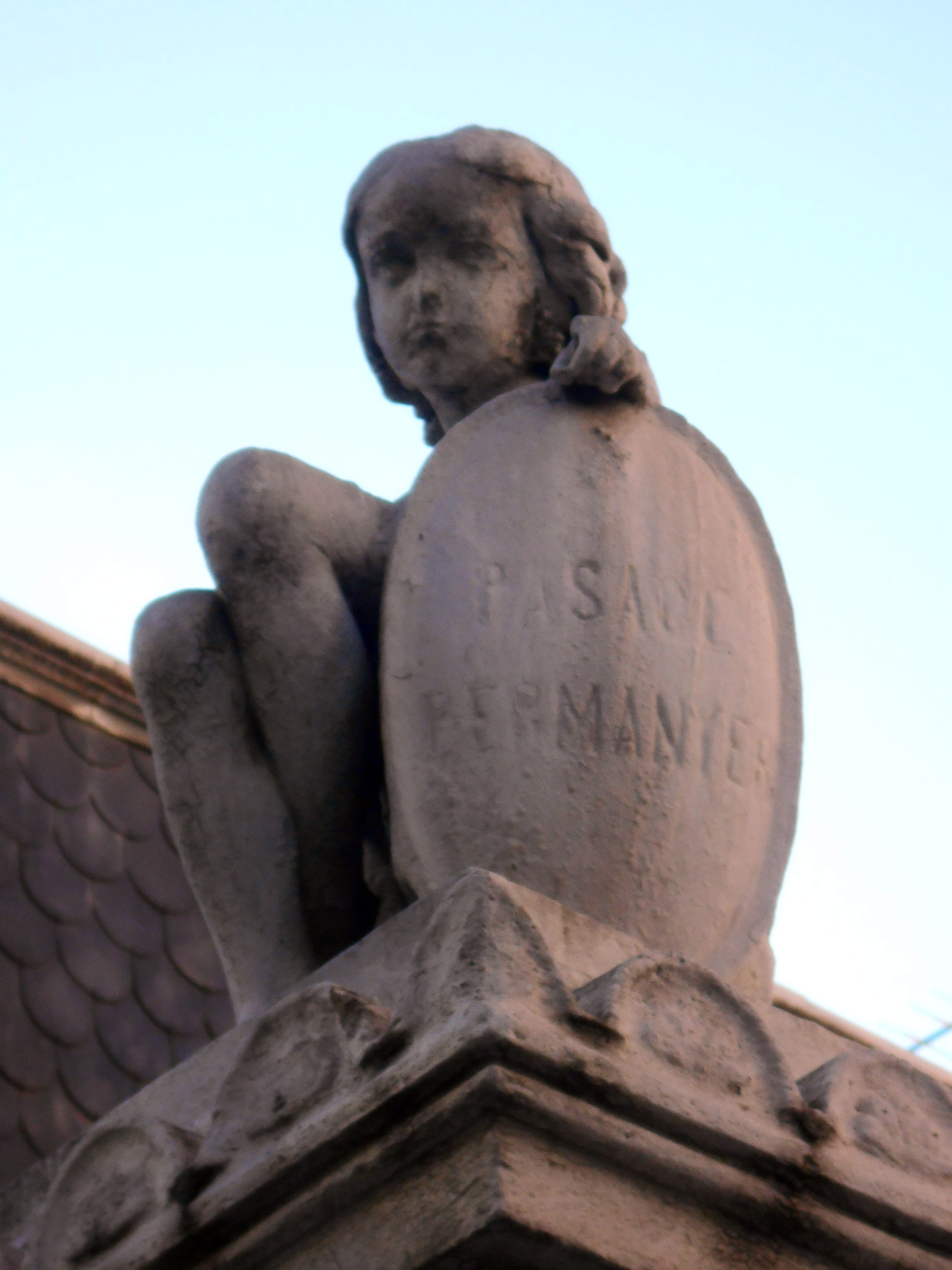
Pasaje de Permanyer.
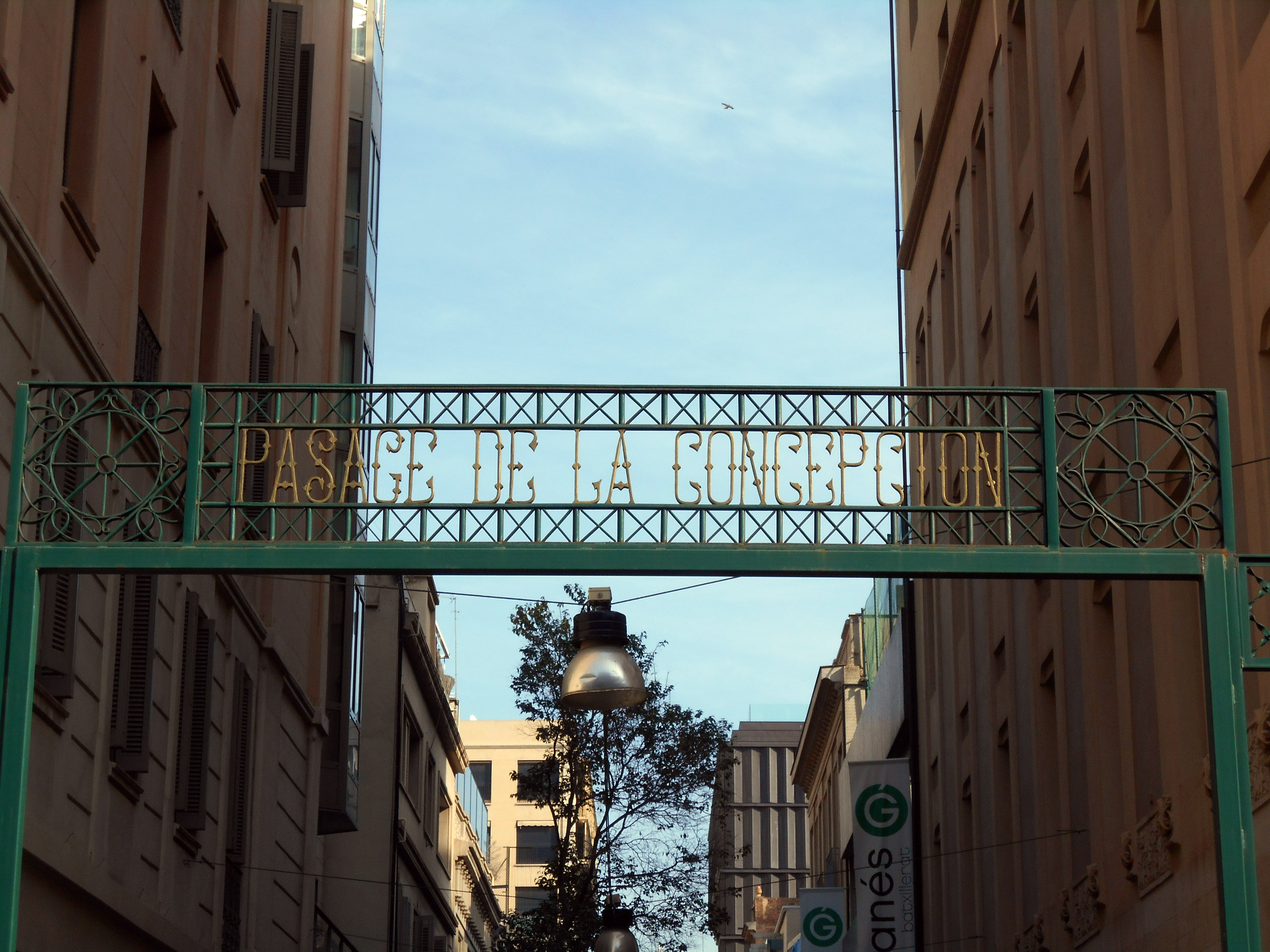
Pasaje de la Concepción.
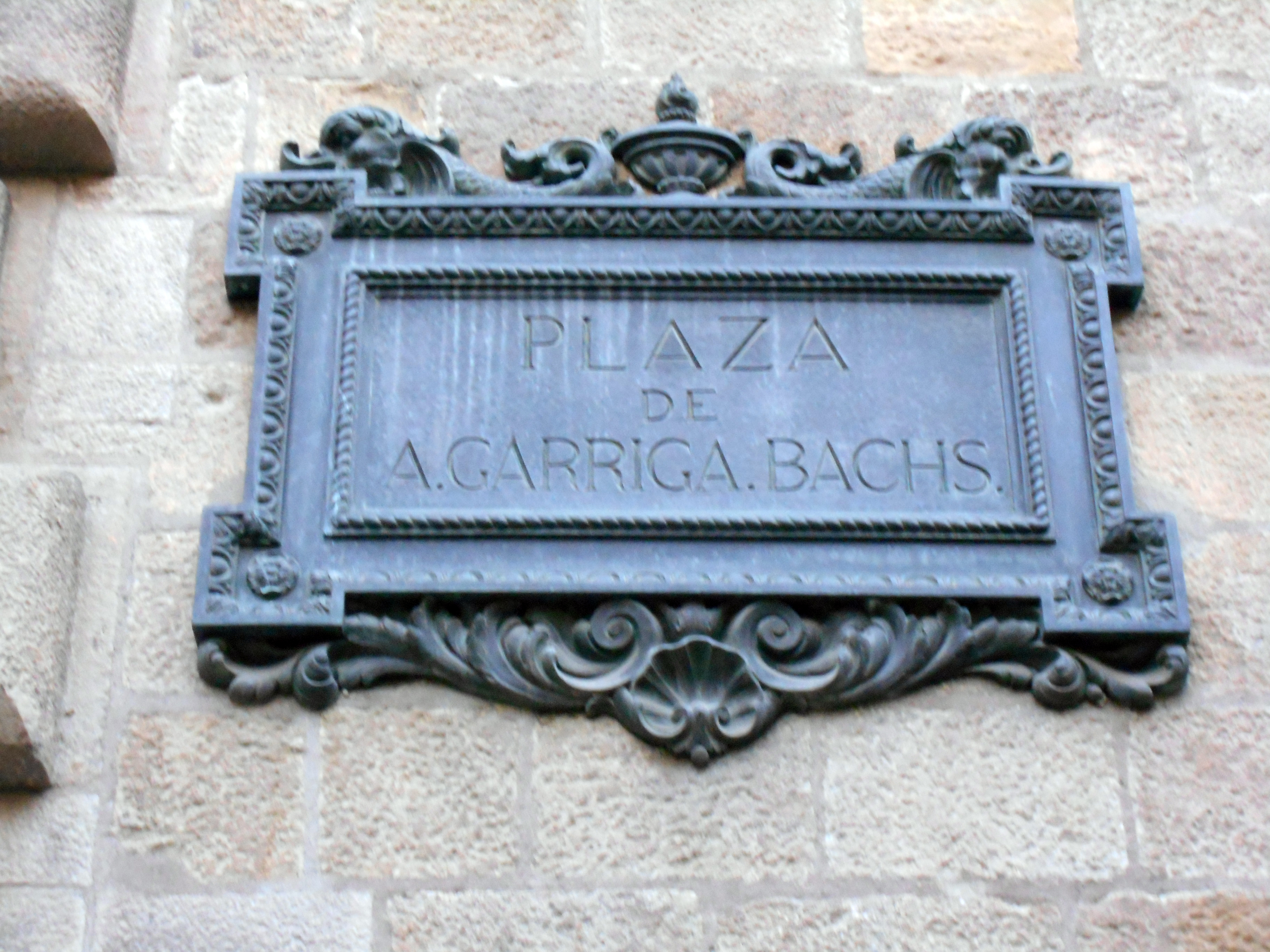
Plaza de Garriga i Bachs.
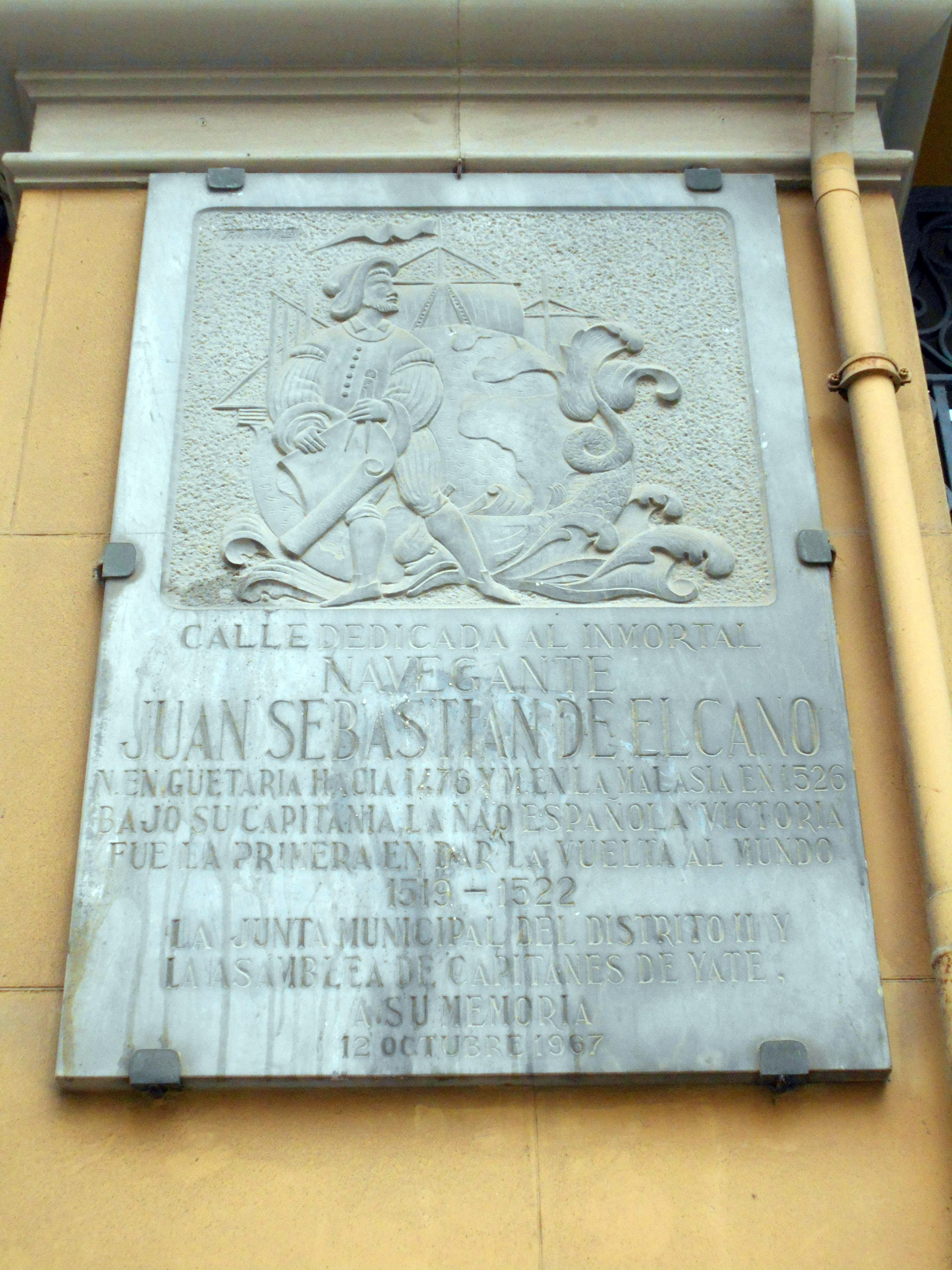
Calle de Elcano.
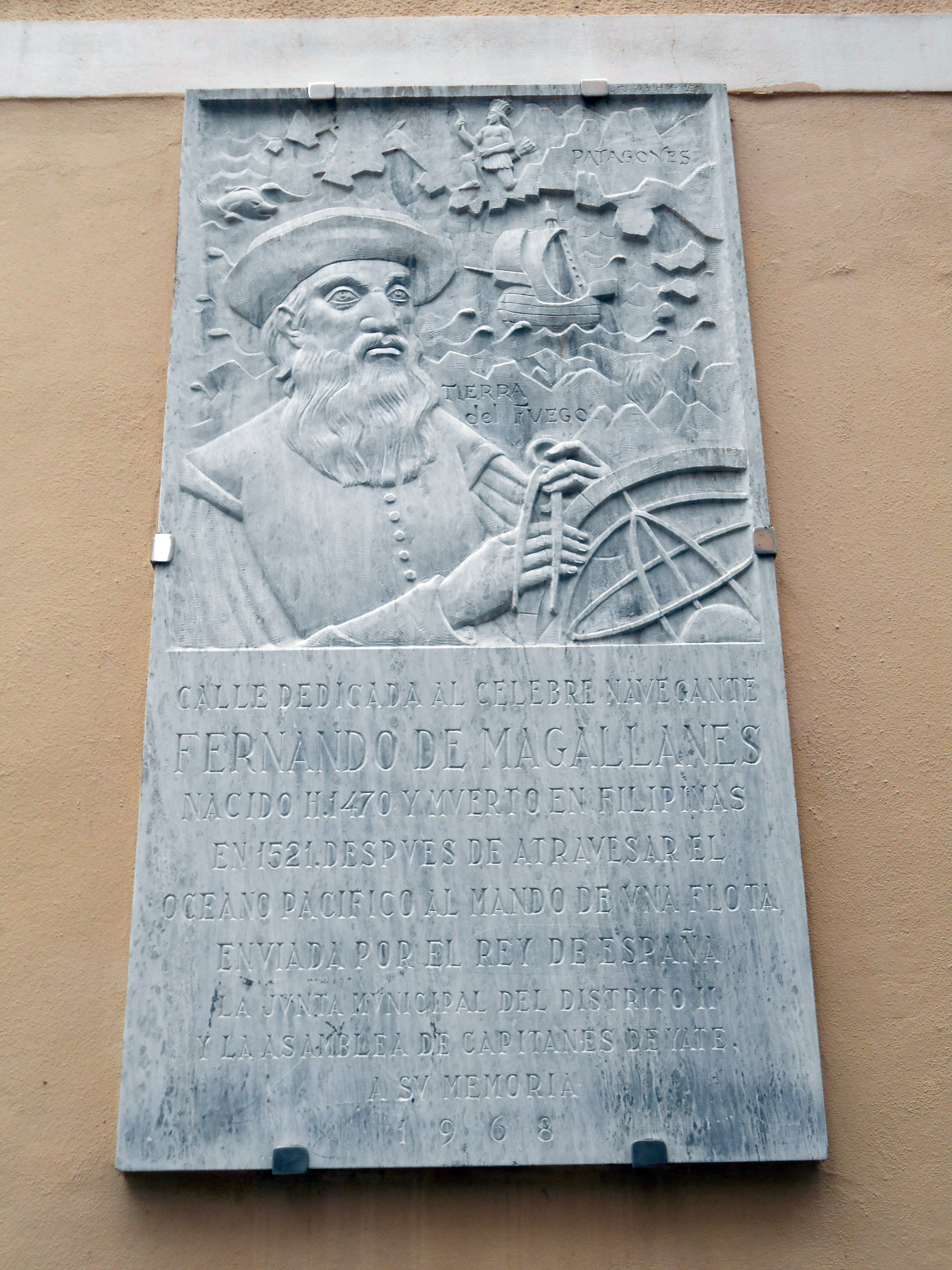
Calle de Magallanes.
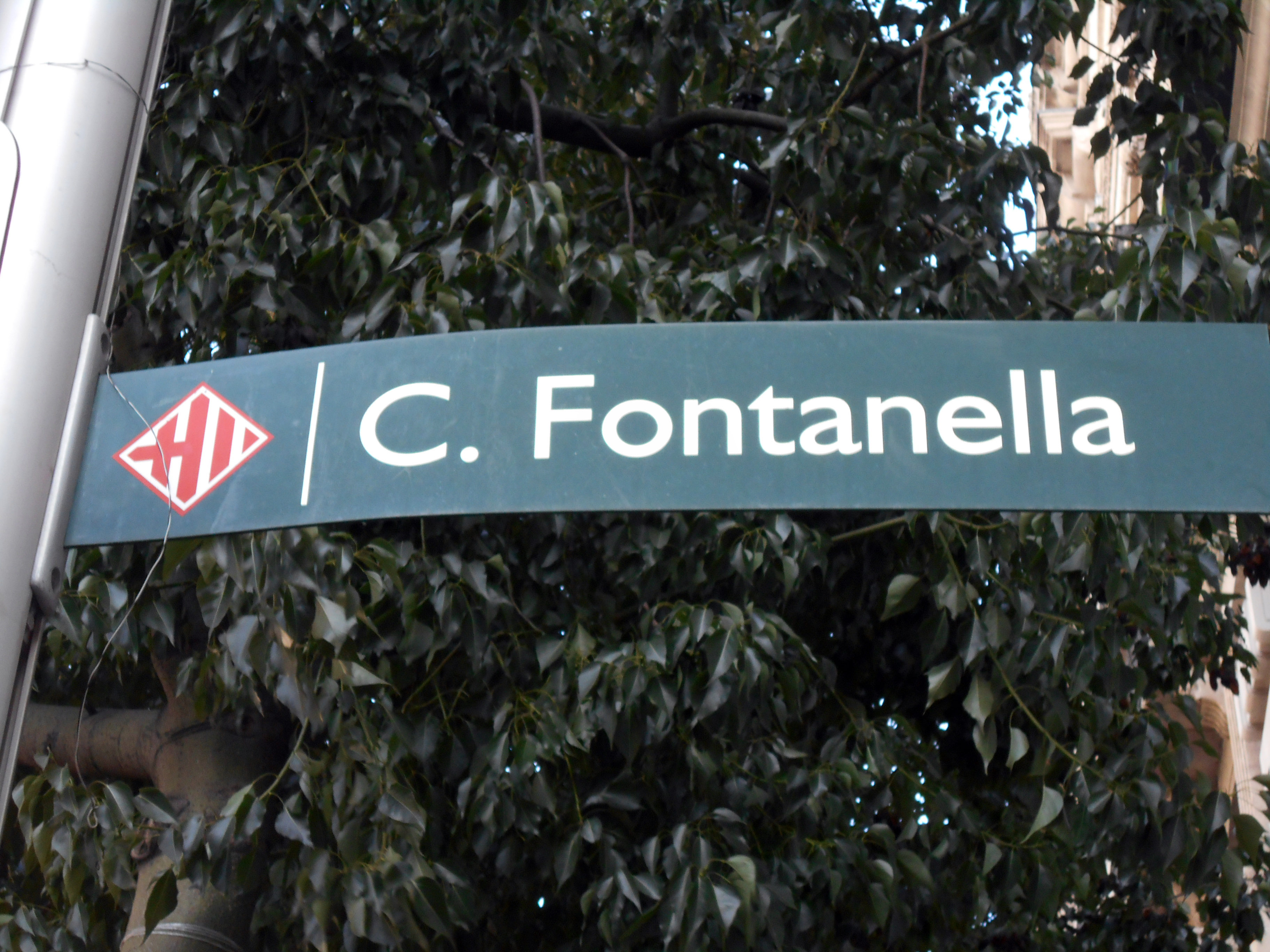
Calle de Fontanella.
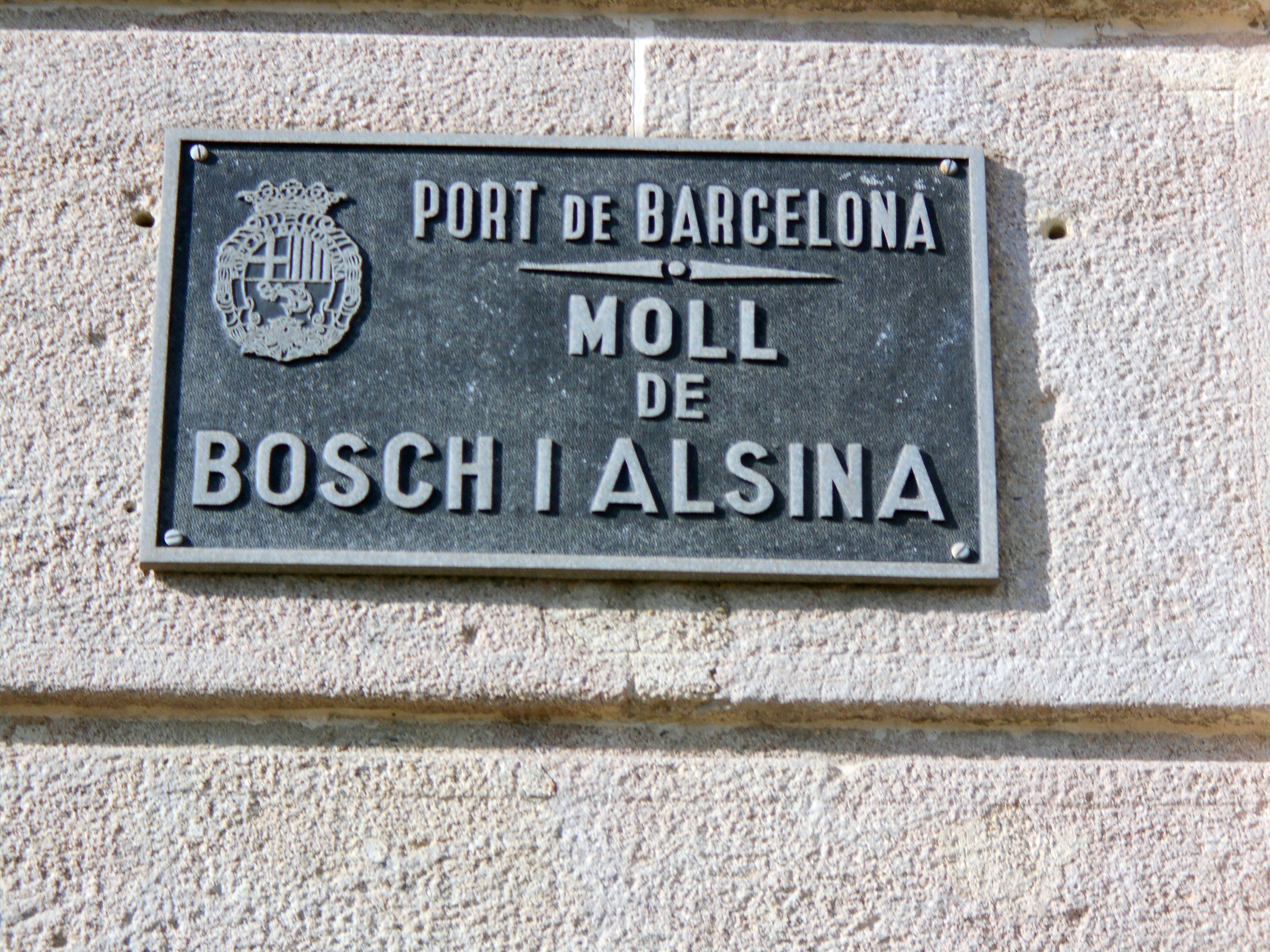
Muelle de Bosch i Alsina.
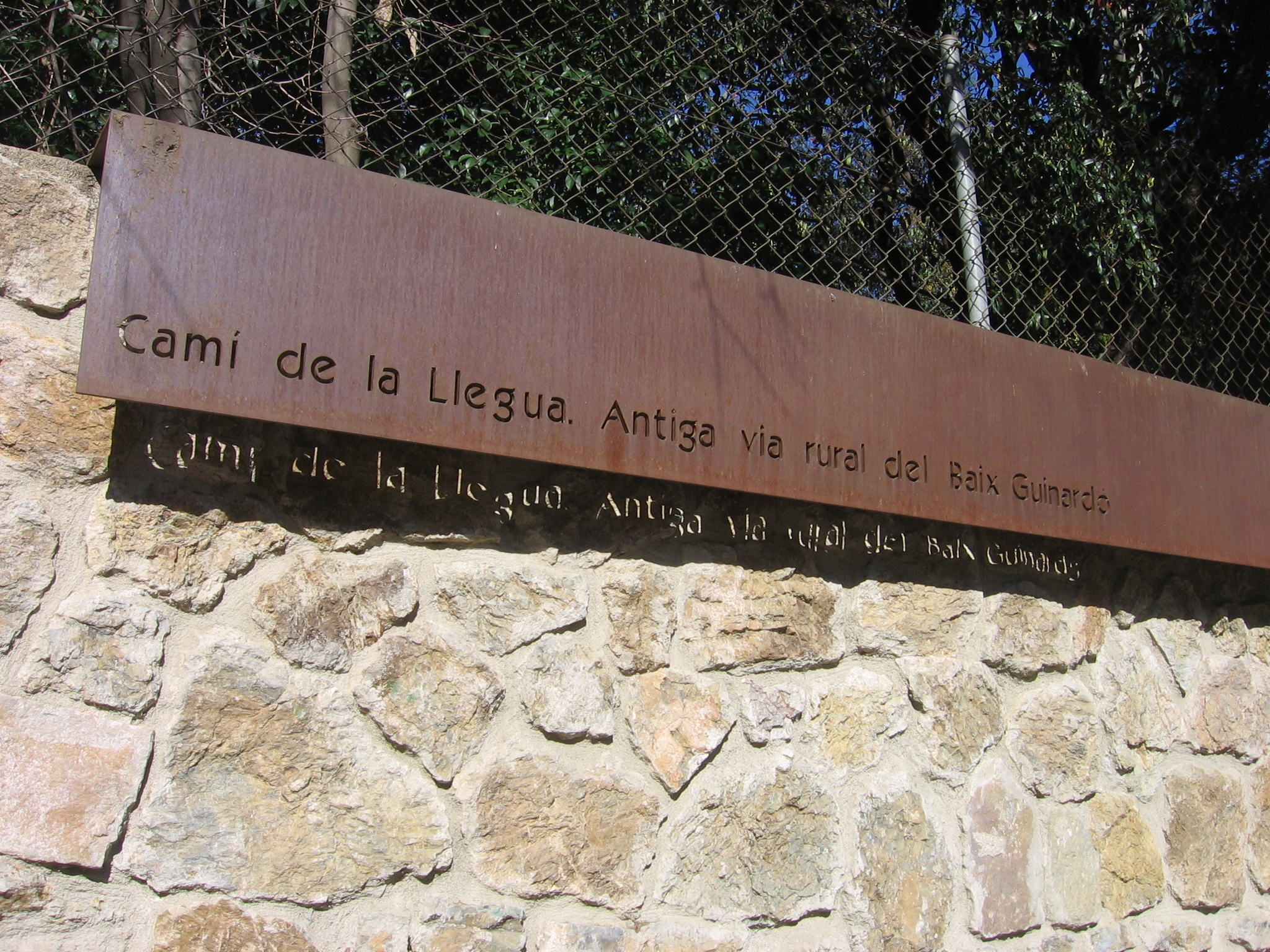
Camino de la Legua, antigua vía rural del Baix Guinardó.
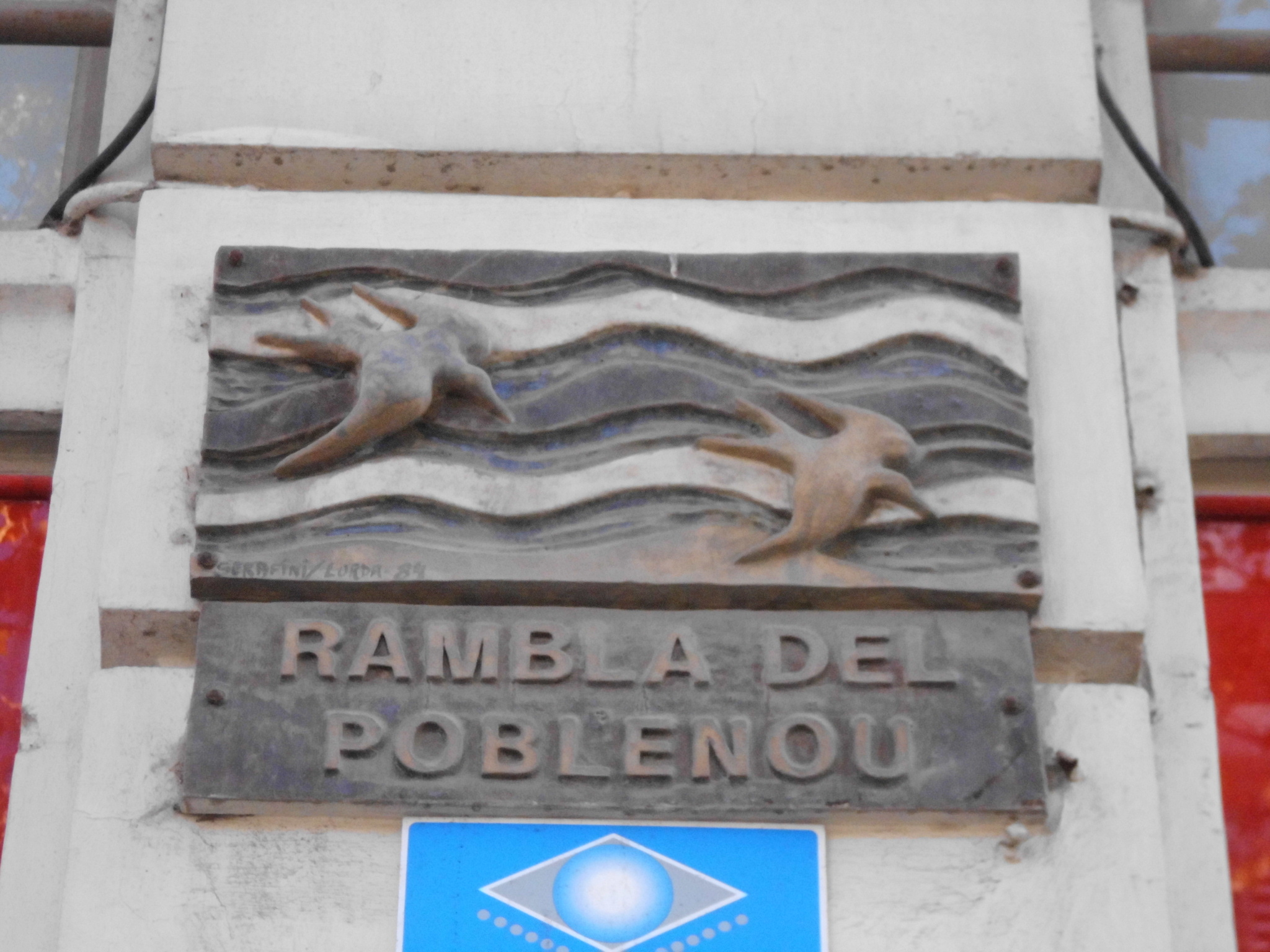
Rambla del Poblenou.